# Estratificación social

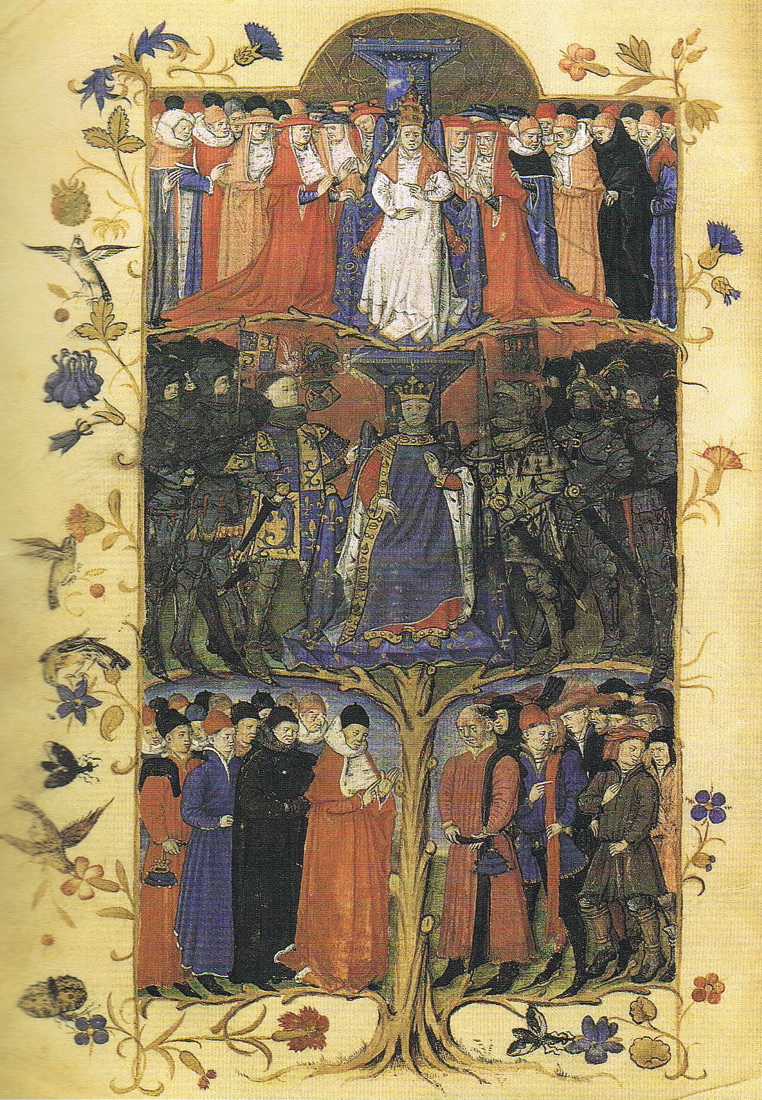
La estratificación social tradicional del Occidente en el

La estratificación social es la forma en que la sociedad se agrupa en estratos sociales reconocibles de acuerdo a diferentes criterios de categorización. Se tiene en cuenta la conformación de grupos de acuerdo a criterios establecidos y reconocidos, como pueden ser la ocupación e ingreso, riqueza y estatus, poder social, económico o político. La estratificación social da cuenta o es un medio para representar la desigualdad social de una sociedad en la distribución de los bienes materiales o simbólicos, económicos o culturales. 
El concepto de estratificación social suele implicar que existe una jerarquía social en términos de desigualdad social estructurada. La estratificación debe reflejarse institucionalmente y tener una consistencia y coherencia a través del tiempo. Las formas de estratificación social, generalmente citadas, son las basadas en la esclavitud, las castas, los estamentos y las clases sociales.
Un estrato social está constituido por un conjunto de personas relacionadas que están ubicadas en un sitio o lugar similar dentro de la jerarquía o escala social, donde comparten similares creencias, valores, actitudes, estilos y actos de vida. Se caracterizan por disponer de cantidades relativas y tipos específicos de poder, de prestigio o de tipos de privilegios si los poseen. Si bien el punto central de la estratificación se refiere a los grupos sociales según sus diferentes formas de asignación de bienes y atributos, también se pueden considerar sus características sobre la base de la etnicidad, género y edad, en cuanto éstos pueden determinar o influir sobre el acceso a cada estrato social o a ciertas funciones dentro del mismo, o bien que operen directamente como condición de pertenencia como sucede en una diversa cantidad de casos: el elemento étnico respecto a las castas; el linaje y la familia respecto a los estamentos, así como el sexo o el género respecto a la asignación de deberes y tareas dentro de éstos; las franjas etarias respecto a los roles en las corporaciones tradicionales; las diferentes nacionalidades asignadas a diferentes tipos de esclavitud en las conquistas o en la toma de prisioneros de guerra, etc.
El concepto de “estratificación” se puede entender en un doble sentido, bien como un proceso en virtud del cual una sociedad determinada queda dividida en diversos agregados, o una gradación de posiciones, cada una de las cuales entraña un grado diferente de prestigio, propiedad y poder, o bien como el resultado de ese proceso. Por tanto de esta doble aceptación se puede sacar como conclusión que estratificación es el proceso y resultado de la división de la sociedad en estratos o capas.

## Tipología de la estratificación social
Existen diversas formas de clasificar la estratificación y división social, pero entre las más comunes se señalan los siguientes tipos en la sociología clásica:

### Amo/Esclavo
La estratificación de amos/esclavos, también llamados simplemente como esclavitud en referencia a solo uno de los extremos de la relación, se define directamente por la relación de propiedad de unos individuos específicos sobre otros individuos específicos (v.g. prisioneros de guerra por parte de la comunidad conquistadora), o bien de un grupo colectivo sobre el otro en forma constante, usualmente a través del Estado como en el caso del despotismo oriental entre una burocracia política y el resto de la población. 
Allí donde el derecho a poseer esclavos se encuentra institucionalizado, puede llegar a ser parte de un privilegio específico (estamental, de casta, étnico o regional), ya que la aceptación de una relación de esclavitud no suele ser voluntaria, ni siquiera en su inicio. Cuando dicha relación se basa en la fuerza debe existir, si acaso ocurre dentro de una sociedad que la apruebe, una reglamentación para que la adquisición del esclavo no se base a su vez en la fuerza sino en criterios considerados legítimos.
- Sociedad esclavista

Las condiciones de los esclavos fueron variables en algunos lugares como la Atenas Clásica, los esclavos a menudo ocupaban puestos de gran responsabilidad a pesar de que seguían siendo propiedad de los amos, e incluso llegaban a tener esclavos a su vez. Por el contrario los que construyeron las pirámides o los que trabajaban en minas o plantaciones, tenían mucha menos libertad y recibían un trato infrahumano. Es discutida si la definición de “sociedad esclavista” cabe para las ciudades-Estado de la Antigüedad por entero o solo a sectores de la misma debido a: el frecuentemente reducido porcentaje de esclavos respecto a la población total, y el hecho históricamente más usual de que la esclavitud se adosara a los dispares sistemas económicos en los que estaba integrado sin modificar su estructura.

### Casta
Las castas son estratos fijos por nacimiento, no necesariamente asociados a una función sociopolítica sino más frecuentemente a una posición relativa respecto a una religión, etnia, idioma y a otros rasgos sociales correlacionados, de la cual depende la autoridad poseída. Las castas carecen de movilidad social alguna y poseen restricciones estrictas de comunicación entre las mismas. Se define como “seudocasta” a situaciones similares pero no tan estrictamente limitadas. Los estamentos dejan de ser tales y se transforman en castas cuando los criterios de adscripción por honor son usurpados por determinadas familias o círculos, mediante una organización puramente convencional que a pesar de seguir diferenciándose por ocupaciones se transforma en étnica y organizada directamente en forma religiosa. El lazo jurídico-político, que tiene un rol clave en los estamentos, virtualmente desaparece en la casta (así como desaparece, por razones opuestas, en la clase).
- Sociedad de castas

El sistema se asocia sobre todo con las culturas de la India. El término de casta viene del portugués que significa raza o estirpe pura. Es una forma de estratificación social basadas en las características adscriptivas de las personas sobre la base de un criterio étnico. Cada casta cumple por lo general una función social específica, pero no se limita a ella como suele ser el caso estamental. En la India puede existir esporádicamente la movilidad colectiva de un grupo social específico, si este es reconocido como perteneciente a otra casta ("descastamiento"). En las sociedades de casta la pertenencia adjudicativa con derechos particulares es obligatoria, a diferencia de la organización estamental que no necesariamente incluye a todos los estratos sociales en la organización por estatus, y a diferencia del caso de la esclavitud cuya condición de amo o esclavo puede ser abolida sin que nada la reemplace. En las sociedades de casta todos deben pertenecer a una casta organizada como tal, y la pertenencia es del nacimiento hasta la muerte.

### Estamento
Los estamentos, también llamados “estados sociales”, son unidades socioeconómicas amplias y difusas que pueden distinguirse claramente por su función social específica jurídicamente diferenciada. Sus relaciones con otros estamentos, así como de los miembros de cada estamento entre sí, se establecen por criterios personales de lealtades y obligaciones recíprocas. Los individuos son asignados a los estamentos por relaciones de consanguinidad, creando así comunidades familiares donde se entrenan para su rol. La transmisión de los diferentes "honores" es hereditaria e inicialmente adquirible mediante las "hazañas", "méritos" o servicios continuados, frente a los cuales los descendientes deben corresponder. El estamento puede identificarse con una clase social o constituir una agrupación de varias clases, pero sin clara conciencia de clase. En las sociedades estamentales la situación de clase depende de la posición asignada previamente por el estatus que se posea y no a la inversa, y por esto mismo los estamentos tienen a su vez atribuciones políticas personalizadas, mientras que en las sociedades clasistas dichas atribuciones solo las posee impersonalmente un Estado con una requerida burocracia usualmente subordinada.
- Sociedad estamental

Los estados o estamentos eran parte del feudalismo europeo, pero también existieron en muchas otras civilizaciones tradicionales. Los estados feudales (Stand) consistían en estratos con diferentes obligaciones y derechos, algunos de los cuales estaban establecidas por ley. La organización tripartita usual o triestamentalista, era la de sacerdotes, guerreros y campesinos ("oratores, bellatores y aratores"). En Europa, el estado más elevado era el clero (regular y secular), mientras que paralelo al mismo y en segundo lugar se encontraba el estado compuesto por la aristocracia guerrera y la nobleza militar. Ambos se encontraban en posesión de varios privilegios distintivos repartiéndose distintos sentidos de soberanía. Aquellos que serían denominados el "tercer estado" eran los plebeyos o el pueblo llano: siervos, campesinos libres, mercaderes y artesanos, organizados en subgrupos estamentarios mediante relaciones feudales o corporativas. Al contrario que en el sistema de castas, entre los estados era tolerada hasta cierto punto la movilidad individual o matrimonial. Los plebeyos podían ser ennoblecidos, por ejemplo, para compensar servicios especiales al monarca. Un residuo del sistema de títulos de nobleza persiste en varios países, como Portugal, España y Gran Bretaña, donde los títulos hereditarios se reconocen todavía, y los líderes financieros, funcionarios públicos y otros pueden ser ennoblecidos o recibir la dignidad de par en reconocimiento por sus servicios. En algunos países los mercaderes pudieron llegar incluso a comprar estos títulos nobiliarios.

### Clase
Las clases sociales se definen de acuerdo a sus relaciones de propiedad sobre los diferentes recursos utilizados en la producción y por tanto a la forma de su fuente de ingreso respecto a la misma. Dentro de una misma unidad de producción la coexistencia de diferentes formas de ingreso en pugna generan clases cuyo antagonismo puede llevar a desarrollar consciencia de clase. En las empresas capitalistas las clases representadas suelen ser formar dos polos antagónicos: empresarios o capitalistas por un lado, y diferentes tipos de obreros asalariados por el otro. En las sociedades clasistas las posiciones sociales y jerárquicas así como los criterios de estatus son producto y no causa de la posición de un individuo en un lugar de la estratificación social.
- Sociedad clasista

Es el que se refiere a la estratificación vigente en nuestra sociedad. Presenta una serie de diferencias respecto a los otros sistemas. Se pertenece a un grupo social no por adscripción personal previa sobre la base de un criterio externo al propio grupo, sea este religioso, político, militar o incluso de un cargo económico corporativamente establecido, sino que dependerá de que la función social de índole económico-lucrativa (la "posición de clase") que se dispone como patrimonio, consiga ser demandada dentro de la sociedad de mercado. La clase así entendida no es más que la mera suma de los individuos que ha alcanzado una posición específica en las relaciones de producción dentro del mercado o en las jerarquías burocráticas dentro del Estado. El hecho de que la posición es adquirida pero no adjudicada, implica que no hay restricciones para la movilidad de individuos específicos, y que esta a su vez no es organizada socialmente mediante un estatuto jurídico o comunitario. Las diferencias sociales se forman por una situación económica (la renta, el salario, etc.) y luego organizativa (posición dentro de una unidad económica), que no dependen de una previa admisión personal dentro de la sociedad. La estratificación de los individuos se genera a posteriori según su utilidad a un contexto social autónomo (mercantil o burocrático), por tanto la posición de clase no se fundamenta en relaciones personales ni es establecida conscientemente. Las burocracias del Estado moderno difieren de las de las empresas privadas solo en el hecho de que la ocupación de sus puestos sí es decidida por el poder político con recursos públicos, pero esta no se realiza con base en una adscripción jurídica sino en una selección impersonal de individuos usualmente en función de su utilidad para el cargo por parte de un sistema de reglamentos.

## Paradigmas sobre la estratificación social
Los acercamientos teóricos más influyentes fueron los desarrollados por Karl Marx (1818-1883) y Max Weber (1864-1920) y la mayoría de las teorías subsiguientes sobre la estratificación están en deuda con sus ideas. Existen propuestas más recientes elaboradas por Pierre Bourdieu, Erik Olin Wright y Frank Parkin, entre otros. El problema de las desigualdades y las diferencias entre el campo y la ciudad, visto desde el plano moral y el de la jerarquía social pensada como ideal político, han provocado que pensadores de diferentes ámbitos hablaran sobre la estratificación social. Las observaciones protosociológicas más antiguas sobre la estratificación se remontan de la Antigua Grecia con Jenófanes, Heródoto, Polibio, Tucídides, Platón y especialmente Aristóteles, pasando por la Edad Media con San Agustín, Santo Tomás de Aquino y Marsilio de Padua, hasta el Renacimiento con Maquiavelo y luego con Giambattista Vico, Montesquieu, Edmund Burke, Joseph de Maistre, Henri de Saint-Simon, hasta llegar a los fundadores más explícitos de la sociología moderna con sus dispares perspectivas: Auguste Comte, Herbert Spencer, y especialmente Alexis de Tocqueville y Lorenz von Stein. De éstos, así como de la posterior sociología clásica y contemporánea, pueden destacarse ciertas perspectivas por haber perdurado hasta la actualidad:

### Aristóteles
Aristóteles entiende la estratificación (sea económica, de poder, etc.) como causada directa o indirectamente por una relación entre los atributos del individuo que los porta (productividad, inteligencia, fuerza, belleza) y el efecto del sector social en el que se encuentra y que disputa con estos atributos. La cosmovisión aristotélica de la estratificación es esencialmente cuantitativa en las causas y cualitativa en los resultados. La estratificación social se concibe en términos polares (los que tenderán a ser “ricos y pobres”) cuya realimentación solo se evita con una tercera instancia generada entre estos (la “clase media”). Para Aristóteles, una sociedad donde los polos sociales se fusionen en capas medias es en la única en la que existe posibilidad de existencia de “hombres libres” contra una sociedad que tiende de otra forma a ser de “amos y esclavos”, siendo la base de una sana comunidad política la que se encuentre mayormente integrada por una clase media amplia sostenida por propiedades “moderadas y suficientes”. Sin clases medias numerosas que no se identifiquen con ninguno de los extremos, la sociedad-Estado quedará disputada por el intento de los pobres de usar la democracia para enriquecerse mediante la política perjudicando a quienes prosperen por otros medios, así como por el intento de los ricos de establecer una oligarquía para proteger sus riquezas o atribuciones y que no procurará el interés del resto de la población.

### Adam Smith
El criterio de Adam Smith para concebir la estratificación social fue el de la fuente de ingreso, con lo cual redujo la sociedad a su aspecto clasista. Si bien este criterio fue el eje de la obra de Marx, la visión smithiana la preludaría, ya que descubrió que la especificidad de la sociedad moderna es su estratificación en clases sobre la base de diferentes formas de un mismo tipo de relación social mercantil: el intercambio, que Smith concibió como la única forma de circular excedente dada la división del trabajo:

Tan pronto como se hubo establecido la división del trabajo sólo una pequeña parte de las necesidades de cada hombre se pudo satisfacer con el producto de su propia labor. El hombre subviene a la mayor parte de sus necesidades cambiando el remanente del producto de su esfuerzo, en exceso de lo que consume, por otras porciones del producto ajeno, que él necesita. El hombre vive así, gracias al cambio convirtiéndose, en cierto modo, en mercader, y la sociedad misma prospera hasta ser lo que realmente es, una sociedad comercial.

Smith se enfocó sólo en la moderna “sociedad comercial”, separándola en tres clases según este criterio: 
1) los que viven de la renta de la tierra
2) los que viven de salarios
3) los que viven de beneficios
Para Smith, estas serían las tres “grandes clases originarias” de toda “sociedad civilizada”, y de sus ingresos derivarían todas las demás clases conocidas.
El interés público, entendido por Smith como el interés general de la suma de las clases, es beneficiado por el interés de cada clase solo cuando dicha clase se beneficia mejorando la situación de las demás clases y viceversa. Para el autor, tanto la clase rentística como la clase de los asalariados cumplen este requisito, tanto por la poca consciencia de sus intereses como por la poca capacidad de organización, mientras que la clase de los obtienen beneficios por su capital no lo cumplirían. Su explicación sería que estos tienden a obtener mayores beneficios especulativos en caso de una situación de pobreza general, aunque en el largo plazo los logros de sus “planes y proyectos” mejoren y aumenten la producción hasta que esa situación se supera. Sin embargo estos intereses no solamente serían distintos sino a veces opuestos al interés de las demás clases, como en el caso de los comerciantes que intentan ampliar los mercados y restringir la competencia, siendo lo primero beneficio y lo segundo perjudicial para el interés público. En tanto no actúen políticamente, los comerciantes solo ampliarán los mercados, pero si ejercen capacidad de presión política, entonces mediante propuestas de leyes o reglamentos de comercio, tenderán a crear condiciones que les posibiliten beneficios extraordinarios superiores a los establecidos por el mercado.

### El Federalista
Alexander Hamilton, James Madison, y John Jay, también conocidos como "El federalista" bajo un seudónimo anónimo, expresaron en su clásica exposición política escrita a través de ensayos (The Federalist Papers), una clara posición sobre las clases y hasta sobre la ideología de clase, que preanunciaba la visión materialista de las relaciones sociales, incluso más específicamente marxiana que weberiana respecto a las infraestructuras económicas, aunque para explicar la morfología de las clases se concentrara solamente en los atributos individuales y no en las relaciones socioeconómicas que los individuos disputan:

La protección de facultades diferentes y desiguales para adquirir propiedad, produce inmediatamente la existencia de diferencias en cuanto a la naturaleza y extensión de la misma; y la influencia de éstas sobre los sentimientos y opiniones de los respectivos propietarios, determina la división de la sociedad en diferentes intereses y partidos.

Para estos autores, la propiedad sobre funciones sociales diferentes pero cercanas y correlacionadas, lleva a una puja a corto plazo como si sus intereses fueran necesariamente opuestos, así como la fuente de conflicto más persistente entre diferentes propiedades se da cuando hay una recurrente desigualdad en su distribución. A partir de la propensión a incurrir en estos dos tipos de conflictos y del agrupamiento en facciones, se deduce del espectro de propiedades aquellas que conforman clases distintas, y aun clases dentro de estas, con lo cual conciben la diversidad social y el conflicto en términos más weberianos:

Los propietarios y los que carecen de bienes han formado siempre distintos bandos sociales. Entre acreedores y deudores existe una diferencia semejante. Un interés de los propietarios raíces, otro de los fabricantes, otro de los comerciantes, uno más de los grupos adinerados y otros intereses menores, surgen por necesidad en las naciones civilizadas y las dividen en distintas clases, a las que mueven diferentes sentimientos y puntos de vista. La ordenación de tan variados y opuestos intereses constituye la tarea primordial de la legislación moderna, pero hace intervenir al espíritu de partido y de bandería en las operaciones necesarias y ordinarias del gobierno.

Los ensayos de El federalista se centran así en cómo los conflictos clasistas se convierten en conflictos políticos y la manera de resolverlos en términos republicanos, salvaguardando el interés general entendido como los derechos iguales a la propiedad basada en una misma forma de adquisición contractual, así como el interés público de los bienes colectivos necesarios para el funcionamiento de esa sociedad.

### Alexis de Tocqueville
Tocqueville distingue cuatro tipos de poderes: sociales, económicos, políticos e ideológicos o culturales. Si bien reconocía la importancia de la economía, su visión de la estratificación social no concebía al poder económico, y ni siquiera a la capacidad económica de otro tipo de poder, como fuente primera del poder social. El objetivo de Tocqueville no era reducir cada uno en términos de un único factor supremo, sino ver a cada uno como un elemento único de la sociedad mutuamente relacionado que cambia las relaciones entre sí como cambian las circunstancias sociales. 
Por lo tanto, el poder de la riqueza es diferente en la Francia despótica de lo que es en la aristocracia libre de Inglaterra, y diferente también del de la América democrática. Aunque se ha criticado que Tocqueville no viera la importancia de la clase social en la sociedad, su análisis en El Antiguo Régimen y la Revolución Francesa revela una observación que invalidaría esta crítica: "estoy tratando aquí con clases en su conjunto, a mi modo de ver el objeto de estudio que debería ser propio del historiador". Tocqueville definitivamente define a la clase en un sentido completamente diferente al de Marx. En El Antiguo Régimen y la Revolución Francesa, Tocqueville no utiliza una medida de clase que suponga como dominante al factor económico. En cambio, trata a las clases en términos de un grupo de personas que se ven a sí mismos y son percibidos por los demás como poseyendo una pertenencia común (por ejemplo: el campesinado, la clase media, y la aristocracia). Por lo tanto, aunque algunas personas de la clase media pueden ser más ricos, o bien compartir un tipo de relación comparable con los medios de producción con la aristocracia, los aristócratas todavía pertenecerán a una clase superior. 
En El Antiguo Régimen y la Revolución Francesa, Tocqueville describe cómo la vieja clase dominante consistente esencialmente en la aristocracia francesa, continuó distanciándose de las otras clases mientras mantenía la posesión de estatus y privilegio, incluso mientras perdía el poder político sobre la administración central en el que consistía la clase media. Aunque eran acomodadas económicamente, a las “clases medias” de Francia (la burguesía en general, media y alta) se les negó la posibilidad de lograr una alta posición social, incluso a pesar de que dominaba la mayor parte de las oficinas de la administración pública, e incluso siendo usualmente más rica que la propia aristocracia. Para el autor, esta situación aumentó la brecha entre estas burguesías y la nobleza dando combustible político a los filósofos franceses y los comentaristas sociales. El crecimiento de la riqueza de las “clases medias” y el empobrecimiento de las aristocracias en el mercado, resaltaron los privilegios estamentales de estas últimas y la agresividad de las burguesías contra los mismos. Irving Zeitlin resume el análisis de Tocqueville de la estratificación social en la Francia prerrevolucionaria de la siguiente manera: 

La estructura social prerrevolucionaria de Francia era caracterizada por el distanciamiento y la hostilidad entre clases. El campesino, aunque había pasado a ser un pequeño terrateniente individual, y que ya no estaba sujeto a un señor feudal, sintió que se encontraba peor que antes y que estaba distanciado de sus clases superiores. La mayor parte de los elementos ricos, ya sean nobles o burgueses, habían abandonado el campo, mientras los pocos que se mantuvieron conservaban sus privilegios, pero sin tener ya nada de la vieja "noblesse oblige" y tratado al campesino con el mayor desprecio. El campesino, a su vez, había desarrollado un profundo resentimiento hacia todas las demás clases.

El análisis de la clase y del estatus de Tocqueville es a menudo citado como un ejemplo de la ventaja conseguida por el autor al no reducir todas las formas de poder a la esfera económica, sino en cambio analizando la sociedad en términos de clase y condición social o estatus, a fin de crear un retrato más representativo de la misma. 
Tocqueville consideraba que la importante ventaja de la aristocracia era no solo mantener un estatus más alto en la sociedad, sino que fuera una clase que por su estilo de vida ligado estamentalmente al dominio, su característica social esencial fuera la capacidad de dirigir, característica igualmente válida y aún más necesaria para el gobierno moderno disputado por burguesías socialmente incapaces por sus intereses a estar ligados a la representación colectiva de la sociedad y del poder público. Su educación y lazos patrimoniales con el poder así como su legitimación social, posibilitaban un tipo de dominio privado del poder, incluso de un único poder público, como un dominio no basado en el poder mismo del cargo ocupado, ni de un poder social u económico específico que llegara al mismo. El beneficio de un poder público que no sea propiedad pública de una clase burguesa o de todo un pueblo, sino propiedad privada directa de un aristócrata, era que no podría potenciar la esfera de su dominio político sin socavar el peso social de la legitimidad patrimonial que le aseguraba el poder contra sus rivales republicanos. 
Tocqueville se adelantó al análisis de Schumpeter sobre la debilidad de la política burguesa: los burgueses no tienen un tipo de propiedad privada que involucre obligaciones ni ate al individuo a lo apropiado, con lo cual su dominio del Estado debe ser público y delegado. De otra forma y sin mediación de una organización sindicada del poder, no podrá representar los intereses de clase o comunes de la burguesía. Sus intereses rivales totalmente separados llevan invariablemente, fuera del espacio de las relaciones mercantiles en el uso discrecional del poder político, al beneficio de unos propietarios a costa de otros propietarios, y finalmente a la destrucción interesada de toda legitimidad del derecho de propiedad burguesa. De esta forma, el tipo de legitimidad patrimonial de la aristocracia que era un residuo estamental del feudalismo, podía representarse a sí mismo políticamente, mientras que la propiedad burguesa no. Esta conclusión era especialmente importante cuando se comparaba con la estratificación social que participaba en los gobiernos democráticos como el de los Estados Unidos, que en ausencia de aristocracias debían crear mecanismos legales burocráticos efectivos para mantener la legitimidad republicana y compensar con la masiva participación democrática de muchos pequeños propietarios, las pujas de sectores reducidos de la población con capacidad de disputar el poder público. 
Tocqueville concebía la sociedad democrática no tanto en términos político-estatales como político-institucionales o sociales: la sociedad democrática era aquella basada en una estratificación social y política sin legitimidades adjudicativas ni educación privilegiada alguna, abierta igualitariamente a individuos de cualquier posición. En el segundo volumen de La democracia en América, Tocqueville considera que todo el idealismo y la esperanza que se pueda proyectar sobre las sociedades democráticas de acceso abierto e igualitario a los estratos sociales, en los cuales no hay derechos ni responsabilidades por el nacimiento, debía compensarse con el resultado de que esta competencia democrática por las posiciones económicas podría llevar a desigualdades más grandes y recurrentes entre ciertas posiciones sociales en la producción, como en el caso de la producción industrial, que generaría relaciones similares a la que había entre amos y esclavos. Para Tocqueville esta sería una nueva forma de servidumbre en la cual los trabajadores estarían a mercer colectiva de sus empleadores. Tocqueville reconoció así dos clases distintas que terminarían convirtiendo a la sociedad democrática en un libre acceso popular a ocupar los diferentes roles económicos disponibles en la sociedad industrial, bien sea entre la minoría de “amos” industriales o bien en la mayoría de “esclavos” que como desposeídos son necesarios para su funcionamiento, creando un “círculo vicioso de causa y consecuencia” que se transformaría en una egoísta “aristocracia de fabricantes”. Tocqueville y Marx aquí se acercan bastante en sus concepciones de la estratificación social.
Para el historiador social François Furet, el estudio por parte de la sociología empírico-comparativa de Tocqueville sobre la relación entre política y sociedad civil es, junto con la sociología de las élites ideológicas del historiador Augustin Cochin, una de las piezas clave para reconstruir en forma realista el complejo fenómeno de la Revolución Francesa en sus bases sociales y desde esta comprender los regímenes políticos del siglo XX.

### Lorenz von Stein
El economista, sociólogo y funcionario alemán Lorenz von Stein fue el primero de los pensadores post-hegelianos, junto con Karl Marx, en desarrollar una cosmovisión histórica basada tanto en leyes de desarrollo de la estratificación social como en la lucha de clases. Si bien su visión no llegó al nivel de sofisticación de Marx, su influjo parece haber sido decisivo en la obra de este último, quien incluso reconoció el valor de varios de sus análisis y se reconoció deudor en su visión de la lucha de clases. A la inversa, su aporte a la teoría de la administración superó a los análisis realizados por sus contemporáneos y continúa siendo vigente hasta la actualidad además de clave para la comprensión de las burocracias privadas y estatales en las modernas sociedades capitalistas. Los vínculos intelectuales entre Marx y Stein fueron clave para el desarrollo de sus ricas y divergentes visiones de la sociedad. El autor prusiano crearía el término "proletariado" que sería adoptado por el pensamiento marxiano con el mismo uso conceptual. A su vez, la visión de la estratificación social en el modelo de Stein es apenas diferente en lo sustancial a la de Marx:

El filósofo napolitano de la historia, Giambattista Vico (1670-1744), describió la lucha de clases. Marx conocía a este autor. El filósofo italiano no era la única fuente de la que Marx había leído. Los finales del siglo 18 y la primera mitad del siglo 19 están llenas de escritores que describieron y meditaron sobre la lucha de clases. Hegel escribió sobre el amo conquistador y el esclavo explotado. Werner Sombart y mucho más tarde Irving Fisher enumeraron toda una galaxia de historiadores y sociólogos franceses e ingleses, entre ellos François Guizot y François Mignet, que estudiaron este fenómeno. Todos estos escritores fueron motores de su pensamiento, pero no ofrecían una teoría acabada de la lucha de clases. Hay una excepción: Lorenz von Stein. El libro de Stein se había publicado en 1842; Marx habló de su propia filosofía de la historia en 1844 por primera vez. Marx había leído Stein sin mencionar el análisis de las clases sociales de Stein. De Peter von Struve hasta Robert Tucker se ha afirmado que: "escritos de los cuarenta y cinco años de Marx muestran una familiaridad por minutos textual con el libro de Stein". Ya Stein describe el carácter moderno del proletariado, la organización de clase de la sociedad moderna, la dominación de la historia universal en la vida económica, el monopolio de la máquina de la clase burguesa y su consecuencia, la miseria del proletariado.

Lorenz von Stein denominaba como “fisiología social” a su visión dialéctica y proto-materialista de la sociedad, que debe ser entendida en su aspecto dinámico. En esta la economía como producción y reproducción material es la infraestructura de la sociedad:

Entre Hegel y von Stein hay el eslabón del socialismo francés, especialmente de Saint Simón, cuya riqueza de pensamiento, pero caótico desarrollo, es puesto en orden por von Stein mediante la aplicación del método dialéctico, hasta el punto que puede afirmarse que ha sido la unión de ambos términos lo que ha convertido a la dialéctica en sociología. Del pensamiento complejo y contradictorio de Saint Simón interesa, para nuestro objeto, destacar tres aspectos.- a), en primer término, su menosprecio del Estado y la exclusiva consideración de éste en función de las necesidades de una sociedad dada: la organización política no es la base de la organización social, sino una esfera secundaria; b), en segundo lugar, el descubrimiento de que el problema planteado a la época era el de la reconstrucción de la sociedad, lo que exigía la formación de una ciencia social específica (Fisiología social); c), esta nueva ciencia ha de ocuparse más del aspecto dinámico que del aspecto estático de la sociedad, y ello no sólo por la naturaleza dinámica del objeto a estudiar, sino, ante todo, porque sólo así obedece dicha ciencia a su carácter pragmático, a su tarea práctica de servir a la reconstrucción de la sociedad; de acuerdo con estas premisas, Saint Simón desarrolla una interpretación social de la Historia: la organización política surge en función de las necesidades de una sociedad dada, pero dotada de un propio principio no sigue mecánicamente las transformaciones de esta sociedad, y de este modo el transcurso histórico produce un distanciamiento enere ambos términos, pues mientras que el Espado mantiene sus viejas formas la sociedad va creando en su propio seno la organización, las normas, los mandos y los poderes que exigen las nuevas necesidades; de esta manera se forman dos series: una descendente, constituida por el antiguo orden social y su Estado, y otra ascendente, formada por la organización y poderes de la sociedad, hasta que la tensión llega a un grado tal que se produce el derrumbamiento del viejo orden.

Al igual que Marx, Stein concibe que en la sociedad civil moderna (la “sociedad comercial” o mercantil que es objeto de la economía política) las clases se liberan del condicionamiento de su carácter estamental de sujetos políticos. Además, en su modelo, las antiguas clases dominantes militares o políticas, las comunidades y las corporaciones, si bien estaban determinadas por necesidades de la organización social de los medios económicos, conservaban la capacidad de ejercer un rol planificador de la producción dentro de esas relaciones económicas directas, mientras que lo inverso sucedía con las nuevas clases dominantes, medias y dominadas de la sociedad burguesa, adelantándose así a la tesis marxiana sobre el capital como proceso autónomo:

Ni el trabajo ni la propiedad individual bastan por sí mismas para satisfacer las necesidades de los hombres, sino que para ello han de ser enlazadas con el trabajo y la propiedad de los demás. De este modo se origina un sistema de conexiones interhumanas, «producido por la esencia misma de las necesidades y ordenado necesariamente por la naturaleza misma de la producción». Este orden así surgido es «el organismo de la vida de los bienes», al que se designa de modo simple como economía política. Ahora bien: el orden económico es en sí un orden de cosas, pero se transforma en una ordenación humana, tan autónoma y poderosa como la del Estado mismo, en cuanto que condiciona: a), la situación vital de los individuos; b), su relación con los demás, y c), las formas o estructuras de esta relación. En el primer aspecto se trata de una aplicación del principio del influjo del objeto sobre el sujeto; según von Stein, la clase de bien a cuya elaboración o administración se dedique el hombre condiciona su horizonte, sus concepciones, su actitud vital: «la actitud individual [del hombre] no se origina de su individualidad, sino de la peculiaidad de aquel bien a cuya administración económica ha dedicado su vida», y, por tanto «es indudable que la misión particular en la vida de los bienes produce y condiciona, en primer lugar, la vida de la personalidad [...] El individuo tiene una situación fija dentro de este condicionamiento de la personalidad, pues, en virtud del proceso de división y especialización del trabajo, adquiere idoneidad para una determinada tarea, siéndole difícil, si no imposible, cambiarla por otra. Por consiguiente, la situación que el individuo ocupa dentro del sistema económico se transforma en situación entre y con respecto a las restantes personalidades, es decir, que «el organismo de los bienes se convierte en orden de la comunidad humana», y como quiera que tal organismo descansa sobre una serie de dependencias, es claro que «el orden de la comunidad humana... es el orden de las dependencias recíprocas» [...] «El orden de la comunidad humana que descansa sobre el movimiento de los bienes y sus leyes es, en lo esencial, siempre e invariablemente, el orden de las dependencias de los que no poseen con respecto a los que poseen. Tales son las dos grandes clases que se muestran de modo incondicionado en la comunidad»

En 1840, Stein fue becado por el gobierno de Prusia para estudiar los movimientos socialista y comunista franceses y para obtener información secreta sobre los grupos clandestinos de exiliados alemanes de París. Fruto de esta investigación fue el libro Socialismo y comunismo de la Francia actual: una contribución a la historia contemporánea publicado en Leipzig dos años después (el texto sería reeditado en forma definitiva en una tercera edición revisada que aparecería en 1850 bajo el nombre Historia de los movimientos sociales en Francia, 1789-1850). La obra de Lorenz von Stein fue alabada por Marx y Engels por “exponer el entronque entre la literatura socialista y el desarrollo real de la sociedad francesa”, a pesar de ser críticos opuestos a sus conclusiones valorativas y a varias de sus observaciones.
Una diferencia clave de la tesis de Stein con respecto a la de Marx es que el desarrollo de la historia por el que hay que luchar no es el de la agitación revolucionaria socialista/comunista sino de una suerte de contrarrevolución contra la burguesía en la que el Estado para subsistir concilia corporativamente los intereses particulares en conflicto de la sociedad civil y al hacerlo transforma las clases que resultaron de ese conflicto, convirtiendo al proletariado moderno en poseedor accionario del capital aunque sin perder con el capital su relación social. Para que el Estado pueda cumplir este fin deberá convencer a la clase dominante de que su fusión con el proletariado es la condición de su sobrevivencia. La alternativa de los movimientos revolucionarios comunistas son, para Stein, momentos del desarrollo histórico destinados a fracasar, y que solo se realizarán estableciendo dictaduras en manos de sus organizaciones partidarias y no de la clase proletaria, naturalmente expulsada y dependiente de la actividad estatal. A su vez, la obra de Stein preludió en cierta medida la sozialpolitik impuesta por la aristocracia alemana al capitalismo así como el estado de bienestar, aunque estas políticas fueran solo reformas parciales respecto a su previsión.

### Wilhelm Heinrich Riehl
El sociólogo Wilhelm Heinrich Riehl fue un autor contemporáneo de Karl Marx y conocedor de la obra de Lorenz von Stein con quien compartía una misma posición ideológica tradicionalista no-reaccionaria, y una metodología genético-comparativa. No compartía la visión de Hegel, Von Stein y Marx basada en la idea de sociedad civil como un estamento separado formado por individuos con intereses disociados del interés colectivo que forman y por ende plausible de ser analizado por la economía política. Para Riehl, la sociedad civil burguesa no está ensamblada naturalmente a la sociedad política burguesa, y su visión de la toma de conciencia autónoma del interés colectivo del Estado tiene bastantes puntos de contacto con la visión marxista de la política moderna. Riehl concebía además que en la modernidad el elemento estamental tenía todavía un valor organizativo en la conformación de cada clase social, con lo cual pretendía no hacer una distinción ontológica entre sociedades estamentales y clasistas. En su visión todavía existe una dinámica estamental en las nuevas clases sociales de la modernidad, y por eso concebía estratos muy claramente diferenciados aun en la moderna sociedad individualista. Como remanentes de la sociedad tradicional concebía dos estratos: a la aristocracia (cortesano-absolutista derivada de la guerrera-medieval) y al campesinado (que aun en su forma mercantil conserva una espíritu comunitario). Como manifestaciones de la nueva sociedad moderna remite a otras dos principales: al proletariado y a la burguesía, siendo esta última la que encarnaría el espíritu de la nueva forma de vida. Las dos últimas clases son las generadas dentro de la así llamada “sociedad burguesa”, mientras que las anteriores son parte heredada de la “sociedad aristocrática”.

### Karl Marx
La cosmovisión sociohistórica iniciada por el pensamiento marxiano es una visión dinámica y también conflictiva de las clases sociales en su desarrollo que, si bien ya existía en pensadores sociológicos anteriores y existió también en muchos posteriores, tendría recién con esta una forma particular que concebiría un sentido universal de la historia social del hombre. Karl Marx y Lorenz von Stein, desde puntos de vista políticos opuestos, fueron los primeros en concebir el cambio social en términos de una necesaria transformación ontogenética de las sociedades y sus estratos en fases de surgimiento, apogeo y colapso, extrapolando la dialéctica hegeliana al desarrollo de los procesos sociales. Particularmente en Marx, las diferentes formas históricas de estratificación social no son descritas como un producto evolutivo filogenético de necesarias respuestas a las contingencias naturales o humanas que se dan en momentos clave de su desarrollo, sino que por el contrario cada una de estas formas de estratificación son pasos necesarios para el desenvolvimiento ulterior de las siguientes como las fases de desarrollo de un organismo aunque los accidentes históricos determinaran la forma y extensión de las mismas. Este tipo de visión del desarrollo histórico-social es concebido por Marx tanto para la historia por entero como para la historia de cada una de las clases:

Es el proceso en su totalidad, que abarca siglos y continentes, lo que ocupa su pensamiento, aunque las formaciones económico-sociales particulares, que expresan fases particulares de esta evolución, son muy importantes. Por lo tanto, su marco de referencia es cronológico sólo en el sentido más amplio, y problemas tales como la transición de una fase a la otra no son su preocupación fundamental, excepto mientras puedan arrojar luz sobre la transformación de largo plazo. Pero, al mismo tiempo, este proceso de la emancipación del hombre respecto a sus condiciones naturales primitivas de producción es de individualización humana. "El hombre sólo se aísla a través del proceso histórico. Aparece originariamente como un ser genérico, un ser tribal, un animal gregario… El intercambio mismo es un medio fundamental para este aislamiento. Vuelve superfluo el carácter gregario y lo disuelve." Esto implica automáticamente una transformación en las relaciones del individuo con lo que originariamente fue la comunidad en cuyo seno funcionaba. La comunidad primitiva ha quedado convertida, en el caso extremo del capitalismo, en el mecanismo social deshumanizado que, si bien torna realmente posible la individualización, es exterior y hostil al individuo. Y, sin embargo, este proceso es de inmensas posibilidades para la humanidad.

La formulación clásica de estas épocas del progreso humano aparece en el Prólogo a la Crítica de la economía política, del que los Grundrisse son un borrador preliminar. Allí Marx sugiere que "a grandes rasgos, podemos designar como otras tantas épocas de progreso, en la formación económica de la sociedad, el modo de producción asiático, el antiguo, el feudal y el moderno burgués". En el Prólogo no se discuten ni el análisis que lo llevó a este punto de vista ni el modelo teórico de evolución económica que implica, aunque varios pasajes de la Crítica y de El capital (en especial el tomo III) forman parte de él o son difíciles de comprender sin él. Las Formen, por otro lado, se ocupan casi por completo de este problema. Son, por lo tanto, una lectura esencial para todo el que desee comprender la manera de pensar de Marx en general, o su aproximación al problema de la evolución y clasificación históricas en particular.

Esto no significa que estemos obligados a aceptar la lista de Marx de las épocas históricas, tal como la presenta en el Prólogo o en las Formen. Como veremos, pocas partes del pensamiento de Marx han sido más revisadas por sus discípulos más devotos que esta lista —no necesariamente con la misma justificación— y ni Marx ni Engels quedaron satisfechos con ella por el resto de sus vidas. La lista, y buena parte del análisis de las Formen que la fundamenta, son el resultado no de la teoría, sino de la observación. La teoría general del materialismo histórico exige sólo que haya una sucesión de modos de producción, no necesariamente de cualquier modo en particular, y quizá no en un orden predeterminado en especial.

Es clave en la obra de Marx distinguir claramente entre la moderna sociedad mercantil capitalista, y todas las etapas previas. En las etapas precapitalistas las funciones económicas y coercitivas de la sociedad se encuentran confundidas, y esto implica la fusión de lo estamental con la clase social. Para analizar este problema Marx parte de un criterio más fundamental para entender el papel de las clases sociales, que es el entramado de relaciones que las hacen posibles: la sociedad civil y la sociedad política, y el profundo significado que tiene la transformación de ambas dentro de la sociedad capitalista.
La sociedad civil es donde se encuentran los hombres concretos, reales, en sus necesidades y deseos, en su actividad profesional y su actividad económica, pero que por razón de encontrarse divididos entre sí por la propiedad esa actividad se vuelve “civil”. La sociedad política es donde se organizan los intereses comunes, que toma una forma coercitiva, y por tanto “política”. Los intereses universales de una sociedad civil integrada por intereses particulares no puede ser otro que el interés general de esa sociedad, y no el universal de los hombres que la integran y deben ser dominados para ello.
En las sociedades premodernas, lo civil y lo político se hallan mutuamente imbricados, y en la medida que lo están se encuentran restringidos y alterados por esa restricción. Aquellas funciones políticas necesarias para el funcionamiento general de la vida económica están al acceso directo, y a veces a cargo, de las funciones particulares que tienen dominio sobre su vida económica, y viceversa, en la medida que estas funciones políticas se encuentran bajo dominio particular también se aplican particularmente sobre cada sector y no se trata de una política general disputada por clases como conjuntos. En la medida que cada sector de una producción segmentada accedía al poder, el dominio político se restringía de sus sectores particulares a través de leyes privadas (privilegios) sobre sí mismos, y en la medida que esto no sucedía quedaba un espacio público porque significaba que había un espacio económico común. Marx compara esta situación premoderna con la que surge de la revolución republicana impulsada por el Estado moderno:

La revolución política, que derrocó este poder señorial y elevó los asuntos del Estado a asuntos del pueblo y que constituyó el Estado político como incumbencia general, es decir, como Estado real, destruyó necesariamente todos los estamentos, corporaciones, gremios y privilegios, que eran otras tantas expresiones de la separación entre el pueblo y su comunidad. La revolución política suprimió, con ello, el carácter político de la sociedad civil. Rompió la sociedad civil en sus partes integrantes más simples, de una parte los individuos y de otra parte los elementos materiales y espirituales, que forman el contenido, de vida, la situación civil de estos individuos. Soltó de sus ataduras el espíritu político, que se hallaba como escindido, dividido y estancado en los diversos callejones de la sociedad feudal; lo aglutinó sacándolo de esta dispersión, lo liberó de su confusión con la vida civil y lo constituyó, como la esfera de la comunidad, de la incumbencia general del pueblo, en la independencia ideal con respecto a aquellos elementos especiales de la vida civil. La determinada actividad de vida y la situación de vida determinada descendieron hasta una significación puramente individual. Dejaron de representar la relación general entre el individuo y el conjunto del Estado. Lejos de ello, la incumbencia pública como tal se convirtió ahora en incumbencia general de todo individuo, y la función política en su función general. Al sacudirse el yugo político se sacudieron, al mismo tiempo, las ataduras que apresaban el espíritu egoísta de la sociedad civil. La emancipación política fue, a la par, la emancipación de la sociedad civil con respecto a la política, su emancipación hasta de la misma apariencia de un contenido general. La constitución del Estado político y la disolución burguesa de la sociedad en los individuos independientes –cuya relación es el derecho, mientras que la relación entre los hombres de los estamentos y los gremios era el privilegio– se lleva a cabo en uno y el mismo acto.

En las sociedades precapitalistas, en mayor o menor medida, el dominio de las diferentes comunidades y gremios sobre sus particulares medios de producción eran a la vez parte de su propia soberanía política, y viceversa. En las sociedades antiguas, solo la esclavitud podía impedir a los hombres esclavizados todo rol económico y político, y en las sociedades medievales occidentales, solo la servidumbre privaba de parte de ese rol, mientras que en ambos casos los trabajadores libres disponían de propiedad y tenían una participación directa en la política, accediendo a ella junto con los propietarios de esclavos en las ciudades-estado, y siendo un elemento político en sí mismo junto con los señores feudales a través de sus propios gremios y comunidades. Puesto que en las formas económicas precapitalistas todos los trabajadores disponían directamente y de facto de las herramientas de producción así como de la organización política de sus comunidades económicas, la explotación del trabajador sólo era posible desde fuera de la vida económica. Esta ocurría a mano de sujetos sociales que intervinieran por su propia fuerza, reclamando de jure la propiedad sobre la producción y por ende la jurisdicción política de la misma. En el caso de los esclavistas antiguos se hacía apropiándose directamente de los trabajadores, mientras que en el caso de las noblezas guerreras de la Edad Media se hacía apropiándose de una parte de lo producido, pero en ambos casos los trabajadores eran propietarios de sus herramientas de producción y solo eran privados por una coerción extraeconómica, total o parcial, del dominio privado que poseían sobre su profesión civil y del aspecto político que esa propiedad conllevaba.
En La ideología alemana, se describe cómo, en las sociedades basadas en la propiedad tribal, las separaciones internas se cohesionan bajo la organización política y económica redistributiva de los patriarcados; mientras que en las sociedades basadas puramente en la propiedad comunal, las relaciones se ejercen hacia afuera en forma urbana colectiva como conquista y esclavitud, luego delegada finalmente en esclavitudes privadas. A su vez, en el retorno al campo de las sociedades basadas en la propiedad feudal, los intereses comunes se dispersan en privados pero a la vez se articulan en una forma enteramente comunitaria basada en relaciones personales, con lo cual absorben prácticamente todas las funciones políticas clásicas excepto las militares que a pesar de esto son a la vez privadas en sentido feudal (en las ciudades esta hibridación ocurre mediante la propiedad corporativa). Y a diferencia de lo que ocurre con los esclavos, a los que la comunidad les niega la propiedad, la situación medieval occidental modifica la condición de explotación de los siervos de la gleba, que se convierten así en la contraparte productiva de la propiedad feudal y los eslabones finales de la cadena de relaciones de vasallaje que conectan y entrelazan al estamento militar con un estamento rural.
Marx señala entonces cómo la abolición de la esclavitud antigua llevó, durante la Edad Media, a un involucramiento de todo el mundo del trabajo en la propiedad sobre la producción y por ende en el universo de lo político. Sin embargo, la esfera política era necesariamente no-"universal" y meramente "general". Lo general es, en tanto mero interés colectivo impersonal, una "forma ilusoria de comunidad". Los intereses particulares se confrontan "de un modo real" entre sí y por lo tanto requieren el interés "general" del Estado para asegurar el espacio sin control donde se realiza la cooperación social basada en la división social del trabajo y la propiedad privada. Por tanto, en las civilizaciones de la Antigüedad la esfera política colectiva de las ciudades-estado se limitaba a lo militar y al comercio exterior, y poco afectaba la vida económica campesina que se regía por relaciones de parentesco que eran la política comunal. En la Edad Media toda la entera esfera política fue asimilada a las relaciones socioeconómicas de la sociedad civil guerrero-campesina dentro del ordenamiento militar feudal de obligaciones mutuas, con lo cual el patrimonio del artesano y el campesino se tornaron corporativamente políticos en cada uno de sus gremios, al mismo tiempo que el oficio de la guerra y las jerarquías políticas se tornaron patrimoniales, fusionando la responsabilidad política con la fuerza de una aristocracia militar privada. En opinión de Marx, esta fue la solución más primitiva de la dualidad entre sociedad civil y sociedad política que consistió en limitar mutuamente a ambas: la fragmentación privada de la política como formación análoga a la gremialización común de la propiedad. Mientras que en la sociedad moderna esta dualidad en vez de evitarse se escinde radicalmente, posibilitando la “liberación” de la pura actividad económica egoísta y desorganizada que es la verdadera naturaleza de la sociedad civil, y la pura actividad política como planificación separada de la vida real que es la verdadera naturaleza de lo estatal. El sociólogo Raymond Aron cita y desarrolla la explicación de Marx: 

El estamento o la corporación no sólo se basan en la separación de la sociedad como ley general, sino que además separan al hombre de su ser general, hacen de él un animal que coincide directamente con su determinabilidad. La Edad Media es la historia animal de la humanidad, su zoología.

[…] En la Edad Media, el trabajador integra una corporación. Su pertenencia a tal o cual corporación, a tal o cual estamento, depende del trabajo que realiza. Pertenecer a un estamento implica participar en el Estado, puesto que el 'Stand' de la Edad Media, el estamento de la Edad Media, es esencialmente político. De modo que el individuo que integra una corporación participa en la universalidad del Estado. Pero participa como miembro de una corporación, la cual está determinada por el carácter del trabajo que el individuo realiza, y en consecuencia por los caracteres accidentales y, digámoslo así, animales de cada uno. Es porque hace tal o cual trabajo que el hombre pertenece a tal o cual corporación o estamento. Es pues por intermedio de estos caracteres más particulares y menos humanos que participa en el Estado, que participa en la que debería ser su humanidad […]
La época moderna, la civilización, comete la falta opuesta. Separan del hombre su ser 'concreto' como si fuera un ser puramente exterior, material. No consideran el contenido del hombre como su verdadera realidad.
Expliquemos esta idea. En la sociedad moderna existe el hombre de la sociedad civil. Es un trabajador, un profesor, un artesano, un vendedor, un comerciante, etc. Se distingue por sus características concretas y empíricas. El hombre de la sociedad civil es un hombre particular, que ejerce una actividad particular y que se distingue por la particularidad de su actividad, que es denotada por las particularidades de sus rasgos. Ahora bien, esas particularidades del trabajador son excluidas, por así decir, de la política y del Estado, puesto que accede a ella en tanto elector, es decir, el ciudadano abstracto. En la sociedad moderna se produce una separación entre la actividad profesional de la sociedad civil y la actividad política. […]
Queda por considerar la principal dificultad: ¿en qué consiste la unificación y reunificación del hombre de la sociedad civil y el de la política? ¿A través de qué mediaciones universales debe producirse la síntesis entre los hombres particulares y concretos de la sociedad civil y el hombre general que es el ciudadano?

El tema de la falta de conciliación entre el individualismo del sistema económico y el colectivismo del sistema político es central a la tesis de toda la obra de Marx. En las sociedades de clases estamentales ambos elementos se encuentran degradados y mutuamente imposibilitados, mientras que en las sociedades modernas se hayan liberados pero escindidos como sociedad civil (burgerliche Gesellschaft) y Estado político (politischer Staat), que funcionarían como las "dos caras de la moneda" del proceso del capital separado de la voluntad del hombre.
La tesis de Marx sobre la especificidad del capitalismo fue resumida en la frase: “la sociedad civil cambió al separarse de la sociedad política”. Las implicancias humanas de este acontecimiento implicaron el surgimiento moderno de la individuación social como fase clave en el desarrollo de las fuerzas productivas. El análisis marxiano se adelantó, entre otras, a la teoría de la organización, a varias tesis de Dennis Robertson entre las que se cuenta la relación entre la longitud de la vida del capital y del ciclo comercial, así como a la dualidad conceptual empresa-mercado de Marx entre "la división técnica del trabajo" y "la división social del trabajo", reformulada por Robertson con la célebre frase acerca de las firmas como "islas de poder consciente en un océano de poder inconsciente", siendo este último el mercado donde éstas se "coagulan" y que Marx ya describía un siglo antes como el "metabolismo material y espiritual" del capital en tanto proceso tomado en su totalidad, el cual –a diferencia de cada uno de los capitales que flotan en él organizados jerárquicamente como empresas– se coordina espontáneamente a espaldas "del saber y de la voluntad" de los propios capitalistas. También se nutriría de la obra de Marx el análisis neoinstitucional heterodoxo, el cual luego tomaría forma neoclásica a partir de la obra de Ronald Coase al aceptar, a través de la observación de Robertson, el aporte marxiano incluso dentro del "mainstream" de la teoría económica creando la llamada Nueva Economía Institucional. Estas innovadoras nociones fueron desarrolladas tanto en su texto sobre el “fetichismo de la mercancía” como previamente en los Grundrisse respecto al cambio sustancial que significó el paso de una “producción para el uso” (véase productores que se encuentran ligados por encargos mutuos previos y permanentes antes de adoptar un oficio) a una “producción para el intercambio” (véase productores desligados que ofertan en forma masiva a desconocidos especulando a riesgo si los bienes creados serán demandados). En otros términos, la transición radical de una base económica basada en relaciones pautadas ex-ante que vinculan personalmente a agentes económicos mediante la reciprocidad o la redistribución, hacia una posterior base económica basada en impersonales relaciones ex-post no pautadas y reguladas por un mercado mediante el intercambio.
En la tesis marxiana, la actual sociedad mercantil moderna es el sustrato del capital como proceso autónomo:

El capital es la potencia económica, que lo domina todo, de la sociedad burguesa. Debe constituir el punto de partida y el punto de llegada [...]

Una sociedad basada enteramente en la burguesía significa una mercantilización de todos los medios de producción, y como condición para su funcionamiento que todos funcionen como capitales y como parte del capital en tanto proceso global, con lo cual significa ir más allá de una generalización de la burguesía en el estado previo a la creación del capitalismo, esto es: ya no se trata del burgués en un contexto de subsistencia precapitalista, de una industria subordinada a la agricultura y una ciudad que es condicionada o directamente recrea la organización rural, de una economía basada en el predominio de la relación con la naturaleza y el dominio de la propiedad de la tierra por sobre la lógica capitalista, sino en cambio del burgués como parte de una fuerza social nueva, que su forma de vida extendida necesariamente tiene que engendrar y que posibilita esa extensión, subordinando el poder personal de la tierra al poder social del capital industrial global que la reduce a renta del suelo.
La naturaleza burguesa trasciende así a todas las clases burguesas precedentes y genera una dinámica impersonal que conforma y se impone a las burguesías modernas generadas por ésta, lo cual tiene implicancias fundamentales para el hombre. En principio, para comprender todas las formas económicas precedentes en tanto aquellas toman en la forma actual una "significación plena" y, a la vez, una vía para contrastar desde fuera lo que aquellas tenían en común entre sí en contraposición con la sociedad mercantil; distinción consciente imposible de realizar antes de ocurrida la separación material de la voluntad del individuo respecto del proceso social general. Paradójicamente esta emergencia del individuo es transicional: posibilita una libertad que deberá ser a la vez la alienación de sí misma. En tanto sociedad mercantil, implica para los individuos que participan por fuerza en ella un control consciente e irrestricto del carácter individual del trabajo (i.e. decidir libremente y sin relaciones sociales directas qué, cuánto y cómo producir) pero al precio de no disponer de conocimientos previos dados respecto a la utilidad social y, por esto mismo, sin la potencia para determinar mutuamente su carácter social (i.e. la forma de esa utilidad y de su realización); actuando así dichos individuos en forma separada de sus respectivas demandas, lo que requiere para éstos tantear empresarialmente su oferta invirtiendo a riesgo los recursos para ofrecer (se trate del capitalista con la producción de bienes o del trabajador con la producción de su fuerza de trabajo, o de una combinación de ambos elementos en el caso de la pequeña burguesía autónoma). En tanto representantes del capital, implica para los individuos, que lo forman sin saberlo, una compulsión interna de expectativas recíprocas para la maximización de beneficios, que es lo opuesto tanto de los medios económicos y fines personales conscientemente establecidos en forma integrada (como ocurriría en una sociedad postcapitalista), como lo es de los deberes personales recíprocos para objetivos económicos y métodos de producción culturalmente adquiridos y heredados (como ocurría en las sociedades precapitalistas).
Para todos los individuos que conforman y circulan en sus diferentes clases sociales, el capitalismo requiere, simultáneamente, de la independencia política igualitaria entre los agentes económicos, a la vez que la dependencia de los mismos respecto de un proceso de coordinación espontánea, que resulta de este tipo de actividad privada e independiente en un contexto de interdependencia social no pautada.  Dicho metabolismo socioeconómico requiere de la actividad libre de sus miembros pero, sin embargo, los individuos independientes deben usar su libertad en forma mercantil, en función de una subsistencia determinada por condiciones que no son producto de la voluntad o deliberación de sus miembros, y cuyos resultados sociales se imponen a los mismos con prescindencia de los deseos de todos los actores económicos, bajo la forma de una dependencia material a formaciones institucionales y unidades de producción.
Estas formas capitalistas implican estratificaciones clasistas que delimitan los márgenes de las asignaciones de recursos y el valor de estos en tanto bienes. El valor en Marx es la cuantía de trabajo socialmente necesario que requiera un bien reproducible para la reproducción material y cultural humana, siendo en esta tesis que el trabajo humano es el único factor que extrae más valor de aquel que fue invertido en él, inversión que consiste en (o tiende a ser) la totalidad del consumo del asalariado. El término “socialmente necesario” significa en Marx algo más que el mero promedio de los trabajos utilizados en bienes similares (que no contempla producciones colectivamente por debajo de su frontera de posibilidades de producción), sino un equivalente análogo al uso óptimo paretiano de los recursos de producción posibles para la creación de ese bien específico, considerando que un bien puede ser producido en condiciones subóptimas con tasas de ganancia menores que reflejen su baja competitividad, y que si el bien es producido en cantidades que superan el óptimo por un avance tecnológico en la productividad deberá ser bajo la condición de que pueda extenderse a todas las unidades de producción (la diferencia implicará entonces una capacidad de ganancia extra respecto a la tasa de ganancia media, señalando al mercado un mejor uso de los recursos en dicha producción), lo cual significa que dicha superación del óptimo no debe derivarse de un sacrificio irracional y disfuncional al mercado del resto de todas las producciones correlativas de la sociedad. Todo lo anterior implica, a su vez, que la eficiencia óptima debe considerarse dentro de las necesidades del proceso de una economía capitalista: necesidad permanente de aumentar la acumulación de capital, uso de parte los excedentes no reutilizables en el consumo del capitalista o del empresario, costos de transacción y gestión en situación de mercado y competencia, costos de publicidad, etc. El mercado de trabajo descubre continuamente a los valores relativos de todos los bienes, por acción de la competencia entre empresas y trabajadores. Dicho descubrimiento implica adecuar los valores de cambio relativos (esto es: los precios relativos de los bienes y de las fuerzas de trabajo) de los diferentes factores de producción a las diferencias relativas de dichos valores en una constante tendencia al equilibrio. Los bienes utilizados para el consumo de las industrias o para el consumo humano, son ambos considerados como no subjetivos sino como objetivos costos de producción: máquinas y asalariados son parte del capital y por ente entendidos enteramente como factores de producción que se producen mutuamente, tanto en los momentos en que efectivamente producen otros bienes como en los momentos que consumen bienes (siempre operan como bienes de producción).
En todos los casos, los precios, tanto de los bienes de consumo humano como de los tiempos de trabajo de los asalariados, a los cuales se accede por diferentes vías de ingreso (intereses, ganancias, rentas, salarios, etc.) se presentan a todos los individuos como un resultado externo de un proceso social, que ellos mismos no establecen en forma voluntaria a los demás individuos so pena de ser desplazados por el mercado. La estratificación social clasista del capitalismo es, por tanto, un gran ecosistema económico interdependiente, radicalmente novedoso en la historia de la humanidad. Dicho metabolismo social subsume a las clases propiamente dichas, por definición económicas, a una dinámica involuntaria de la economía como un conjunto. Marx entendía así al capital como una lógica social y, a la vez, como un proceso general en desarrollo, corolario de un mercado socialmente ubicuo que funciona como un sistema espontáneo de coordinación social ajeno a la voluntad previa de los individuos: 

Dado que la autonomización del mercado mundial, se acrecienta con el desarrollo de las relaciones monetarias y que, viceversa, la conexión y la dependencia de todos en la producción y en el consumo se desarrollan a la par de la independencia y la indiferencia recíproca de los consumidores y de los productores, dado que tal contradicción conduce a la crisis, etc., se intenta suprimir esta enajenación a medida que ella se desarrolla: de allí las listas de precios corrientes, los cursos cambiarios, la correspondencia comercial, telegráfica, etc., entre los comerciantes (naturalmente los medios de información se desarrollan paralelamente), a través de los cuales cada individuo obtiene informaciones sobre la actividad de todos los demás tratando de adecuar a ella la suya propia. Vale decir que, si bien la oferta y la demanda y de todos con respecto a todos, proceden de modo independiente, cada uno trata de informarse sobre el estado de la oferta y la demanda generales, y esta información influye a su vez prácticamente sobre ellas. Aunque sobre la base dada todos estos procedimientos no suprimen la ajenidad, dan lugar no obstante a relaciones y contactos que entrañan consigo la posibilidad de suprimir cada situación previa. Por lo demás, esta cuestión deberá ser desarrollada bajo las categorías de “precios, oferta y demanda". Aquí basta señalar que el cuadro de conjunto del comercio y de la producción, en la medida en que está efectivamente presente en las listas de los precios corrientes, suministra en realidad la mejor demostración de cómo los individuos se enfrentan a su propio cambio y a su propia producción como si se enfrentaran a una relación material, independiente de ellos. En el mercado mundial, el nexo del individuo con el conjunto, pero al mismo tiempo también la independencia de este nexo respecto de los propios individuos, se han desarrollado a un nivel tal que su formación contiene ya simultáneamente la condición para su superación. La equiparación en lugar de la verdadera comunidad y de la verdadera universalidad.

Se dijo y se puede volver a decir que la belleza y la grandeza de este sistema residen precisamente en este metabolismo material y espiritual, en esta conexión que se crea naturalmente, en forma independiente del saber y de la voluntad de los individuos, y que presupone precisamente su indiferencia y su independencia recíprocas. Y seguramente esta independencia personal es preferible a la ausencia de relaciones o a nexos locales basados en los vínculos naturales de consanguinidad, o en las relaciones de señorío y servidumbre. Es igualmente cierto que los individuos no pueden dominar sus propias relaciones sociales antes de haberlas creado. Pero es también absurdo concebir ese nexo puramente material como creado naturalmente, inseparable de la naturaleza de la individualidad e inmanente a ella (a diferencia del saber y de la voluntad reflexivas). El nexo es un producto de los individuos. Es un producto histórico. Pertenece a una determinada fase del desarrollo de la individualidad. La ajenidad y la autonomía con que ese nexo existe frente a los individuos demuestra solamente que éstos aún están en vías de crear las condiciones de su vida social en lugar de haberla iniciado a partir de dichas condiciones. Es el nexo creado naturalmente entre los individuos ubicados en condiciones de producción determinadas y estrechas. Los individuos universalmente desarrollados, cuyas relaciones sociales en cuanto relaciones propias y colectivas están ya sometidas a su propio control colectivo, no son un producto de la naturaleza, sino de la historia. El grado y la universalidad del desarrollo de las facultades, en las que se hace posible esta individualidad, suponen precisamente la producción basada sobre el valor de cambio, que crea, por primera vez, al mismo tiempo que la universalidad de la enajenación del individuo frente a sí mismo y a los demás, la universalidad y la multilateridad de sus relaciones y de sus habilidades. 

En estadios de desarrollo precedentes, el individuo se presenta con mayor plenitud precisamente porque no ha elaborado aún la plenitud de sus relaciones y no las ha puesto frente a él como potencias y relaciones sociales autónomas. Es tan ridículo sentir nostalgias de aquella plenitud primitiva, como creer que es preciso detenerse en este vaciamiento completo. La visión burguesa jamás se ha elevado por encima de la oposición a dicha visión romántica, y es por ello que ésta lo acompañará como una oposición legítima hasta su muerte piadosa.

En las sociedades premodernas los sujetos económico-políticos son los hombres concretos que tienen propiedad sobre la producción culturalmente organizada del tipo que sea, sea en forma autónoma (individual o comunal) teniendo como objetos políticos a sí mismos, o mediante la explotación por coerción externa, siendo sujetos de otros objetos humanos. En las sociedades modernas donde la producción y el uso se encuentran separados y mediados por la mercancía, el sujeto económico se convierte en un proceso autónomo (el capital) y los objetos económicos son todos los componentes de su estratificación social: explotadores (capitalistas), explotados (asalariados), independientes (pequeños burgueses), etc. El capital tendría una base económica en la sociedad civil y una bóveda política en el Estado-nación.
La liberación mutua de la vida civil y la vida política sería así la contracara institucional de la emancipación de la economía y del gobierno respecto de la religión (la cual termina "privatizada" y encerrada en la esfera personal), lo que implica, en general, el desencastramiento de los procesos sociales respecto de la cultura: 

La desintegración del hombre en el judío y en el ciudadano, en el protestante y en el ciudadano, en el hombre religioso y en el ciudadano, esta desintegración, no es una mentira contra la ciudadanía, no es una evasión de la emancipación política, sino que es la emancipación política misma, es el modo político de emancipación de la religión.

La sociedad moderna se separa entonces en dos estamentos: por un lado el estamento privado del mercado cuyas profesiones y clases sociales internas abarcan, en el conjunto del mercado, el rol público de la economía entera sin ninguna función política, y por el otro el estamento público de la burocracia política cuyo único rol civil abarca, en la unidad del Estado, la política entera sin ninguna función económica de la cual dependa. Esta idea, según Aron, es clave para entender el desarrollo de la estratificación social según el materialismo histórico de Marx: el sistema económico, el sistema de las actividades profesionales, está separado de la política.

Al separarse de la sociedad política [la sociedad civil vuelta burguesa] sólo siguió siendo estamento en el sentido medieval dentro de la misma burocracia, en la que la posición burguesa [civil-económica] y política son directamente idénticas. Frente a la burocracia, la sociedad burguesa es hoy en día el estamento privado.

Por lo tanto, la fusión de la "posición civil" y la "posición política" solo se da actualmente en el caso de los funcionarios del Estado, los que, en efecto, como profesionales son a la vez funcionarios, y como funcionarios son servidores del Estado, al que están ligados. Marx explica así la relación entre estamento y clase:

Los estamentos ya no se diferencian como autónomos basados en las diferentes necesidades y trabajos. La única diferencia –general, superficial y formal– sigue siendo la de ciudad y campo. Sólo que la diferencia se ha desarrollado dentro de la sociedad misma en círculos fluidos, inestables, cuyo principio es la arbitrariedad. Dinero y cultura [instrucción] son los principales criterios. […] 

El estamento de la sociedad [civil actual] burguesa no tiene su principio ni en las necesidades –un factor natural– ni en la política. Se trata de una división en masas de existencia efímera y cuya misma formación es arbitraria, carente de organización. 
Lo único característico de la sociedad burguesa es que la carencia de bienes y la clase del trabajo directo, concreto, constituyen no tanto un estamento de la sociedad burguesa como la base en que se apoyan y mueven sus círculos. El único estamento en el que propiamente coinciden posición política y civil es el de los miembros del Poder Ejecutivo. Baste para mostrar la diferencia entre el estamento de la antigua sociedad civil y el de la actual, el que éste ya no tiene nada en común, una comunidad que contenga al individuo; al contrario, sólo depende, por un lado, de la contingencia, y por el otro, del trabajo del individuo, se mantenga el individuo o no en un estamento. Éste [el estamento] es sólo una característica extrínseca del individuo: ni le es inherente a su trabajo ni le afecta como algo organizado según leyes estables ni es una comunidad objetiva en relaciones definidas con el individuo. Al contrario, éste carece de toda relación real con su actividad sustancial, con su estamento real. El médico no constituye un estamento especial en la sociedad burguesa. Dos comerciantes no tienen un estamento de comerciantes en común, ni comparten la posición social entre sí. 
Y es que la sociedad burguesa, lo mismo que se ha escindido de la sociedad política, se ha escindido en su interior en el estamento y la posición social, por más que ambos aspectos se hallen relacionados de diversas maneras. El principio del estamento burgués o de la sociedad burguesa es el consumo y el poder de consumo. En su significación política, el miembro de la sociedad burguesa se desprende de su estamento, de su posición privada real para valer únicamente como hombre; dicho de otro modo, sólo su carácter de miembro del Estado, de ser social se presenta como su característica humana. 
En efecto, todas sus otras características relativas a la sociedad burguesa se presentan como accidentales al hombre, al individuo, como determinaciones extrínsecas. Su necesidad para la existencia del individuo en conjunto, es decir, como vinculación con el todo, es reconocida; pero el individuo puede también prescindir lo mismo de ello. 

(La sociedad civil actual [burguesa] es el principio consumado del individualismo; la existencia individual es el último fin; actividad, trabajo, contenido, etc., sólo son medios.)

En el esquema marxiano, las clases sociales estamentales de las sociedades precapitalistas podían encontrarse en conflicto mutuo pero las clases dominadas poseían intereses en el mismo siendo que estas eran a su vez estamentos:

En el estamento (y más todavía en la tribu) esto aparece aún velado; y así, por ejemplo, un noble sigue siendo un noble y un plebeyo un plebeyo, independientemente de sus otras relaciones, por ser aquélla una cualidad inseparable de su personalidad. La diferencia del individuo personal con respecto al individuo de clase, el carácter fortuito de las condiciones de vida para el individuo, sólo se manifiestan con la aparición de la clase, que es, a su vez, un producto de la burguesía. La competencia y la lucha de unos individuos con otros es la que engendra y desarrolla  este carácter fortuito en cuanto tal. Por eso en la imaginación, los individuos, bajo el poder de la burguesía, son más libres que antes, porque sus condiciones de vida son, para ellos, algo puramente fortuito; pero, en la realidad, son, naturalmente, menos libres, ya que se hallan más supeditados a un poder material. La diferencia con el estamento se manifiesta, concretamente, en la antítesis de burguesía y proletariado. Al aparecer el estamento de los vecinos de las ciudades, las corporaciones, etc., frente a la nobleza rural, sus condiciones de existencia, la propiedad mobiliaria y el trabajo artesanal, que existían ya de un modo latente antes de su separación de la asociación feudal, aparecieron como algo positivo, que se hacían valer frente a la propiedad inmueble feudal, y ésta era la razón de que volvieran a revestir en su modo, primeramente, la forma feudal. Es cierto que los siervos de la gleba fugitivos consideraban a su servidumbre anterior como algo fortuito en su personalidad. Pero, con ello no hacían sino lo mismo que hace toda clase que se libera de una traba, aparte de que ellos, al obrar de este modo, no se liberaban como clase, sino aisladamente. Además, no se salían del marco del régimen de los estamentos, sino que formaban un estamento nuevo y retenían en su nueva situación su modo de trabajo anterior, y hasta lo desarrollaban, al liberarlo de trabas que ya no correspondían al desarrollo que había alcanzado.

El campesinado medieval, por ejemplo, tenía una forma propia de organización económica en tanto disponía de propiedad sobre sus herramientas de producción, y la nobleza militar del feudalismo transformaba sus relaciones de producción subsumiéndolas en un modo de producción feudal y forzándolas a desarrollar las fuerzas productivas en una forma que no lo hubieran hecho por su cuenta. Esto significaba que las clases subalternas no eran progresivas sino reaccionarias. Cuando los campesinos podían liberarse del modo de producción superior feudal del que eran parte subsumida, regresaban a una forma económica menos desarrollada, ya que el modo de producción del que disponían propiamente no era superior al que se generaba como producto de su explotación:

La comunidad en la cual el suelo cultivable pertenece a los campesinos como propiedad privada, en tanto que los bosques, praderas y yermos siguen siendo tierra común, también fue introducida por los germanos en todos los países conquistados. Gracias a las características que tomó de su prototipo, siguió siendo, a lo largo de toda la Edad Media, el única baluarte de la libertad popular y de la vida popular. La “comunidad aldeana” también se da en Asia, entre los afganos, etc., pero en todas partes es el tipo más joven, por así decirlo la última palabra de la formación arcaica de sociedades.

Para Marx esto puede entenderse mejor si se lo contrasta con la situación moderna en que los proletarios son parte inseparable del modo de producción capitalista y solo pueden liberarse del mismo revolucionándolo y entrando en otro nuevo, ya que no disponen de un modo de producción que les sea propio:

Tratándose de los proletarios, por el contrario, su propia condición de vida, el trabajo, y con ella todas las condiciones de existencia de la sociedad actual, se han convertido para ellos en algo fortuito, sobre lo que cada proletario de por sí no tiene el menor control y sobre lo que no puede darle tampoco el control ninguna organización social, y la contradicción entre la personalidad del proletario individual y su condición de vida, tal como le viene impuesta, es decir, el trabajo, se revela ante él mismo, sobre todo porque se ve sacrificado ya desde su infancia y porque no tiene la menor probabilidad de llegar a obtener, dentro de su clase, las condiciones que le coloquen en otra situación.

No debe olvidarse que la misma necesidad de los siervos de existir y la imposibilidad de las grandes haciendas, que trajo consigo la distribución de los allotments [xv] entre los siervos, no tardaron en reducir las obligaciones de los siervos para con su señor feudal a un promedio de prestaciones en especie y en trabajo que hacía posible al siervo la acumulación de propiedad mobiliaria, facilitándole con ello la posibilidad de huir de las tierras de su señor y permitiéndole subsistir como vecino de una ciudad, lo que contribuyó, al mismo tiempo, a crear gradaciones entre los siervos, y así, vemos que los siervos fugitivos son ya, a medias, vecinos de las ciudades. Y fácil es comprender que los campesinos siervos conocedores de un oficio eran los que más probabilidades tenían de adquirir propiedades mobiliarias.

Así, pues, mientras que los siervos fugitivos sólo querían desarrollar libremente y hacer valer sus condiciones de vida ya existentes, razón por la cual sólo llegaron, en fin de cuentas, al trabajo libre, los proletarios, para hacerse valer personalmente, necesitan acabar con su propia condición de existencia anterior, que es al mismo tiempo la de toda la anterior sociedad.

En el desarrollo precapitalista de la sociedad, las fuerzas productivas generaban otro modo de producción en su seno, con sus propias clases dominantes que serían las que disputaran el dominio al ordenamiento anterior y a todas sus clases. Siendo que los nuevos modos de producción eran más adecuados para desarrollar las fuerzas productivas en un momento dado, estos lograban más poder para derribar los modos de producción obsoletos que se resistían al cambio. La transformación social (la “revolución social”) de un modo de producción en otro se producía cuando la clase dominante del nuevo modo de producción derrocaba a las instituciones del anterior modo de producción que le impedían su desarrollo. Esto significaba que el proceso social revolucionario y la “clase progresiva” que lo lideraba, si bien había surgido de las “entrañas” del antiguo modo de producción, era un fenómeno exógeno al mismo: no eran las clases dominadas o explotadas del medio de producción caduco las que tenían el interés o el poder de derrocar a sus clases dominantes, sino las clases privilegiadas del nuevo, aun en detrimento de las clases anteriores.

En las anteriores épocas históricas encontramos casi por todas partes una completa división de la sociedad en diversos estamentos, una múltiple escala gradual de condiciones sociales. En la antigua Roma hallamos patricios, caballeros, plebeyos y esclavos; en la Edad Media, señores feudales, vasallos, maestros, oficiales y siervos, y, además, en casi todas estas clases todavía encontramos gradaciones especiales. […] De los siervos de la Edad Media surgieron los villanos libres de las primeras ciudades; de este estamento urbano salieron los primeros elementos de la burguesía.

El eje de la obra de Marx sobre la estratificación social, es que este proceso continua únicamente hasta el surgimiento de la sociedad capitalista: en cuanto la burguesía llega al poder para terminar de desarrollar su orden social, la estructura que da orden a su modo de producción (el intercambio de mercancías) toma autonomía en el proceso del capital y se transforma en un estamento independiente como sociedad civil burguesa:

La moderna sociedad burguesa, que ha salido de entre las ruinas de la sociedad feudal, no ha abolido las contradicciones de clase. Únicamente ha sustituido las viejas clases, las viejas condiciones de opresión, las viejas formas de lucha por otras nuevas. Nuestra época, la época de la burguesía, se distingue, sin embargo, por haber simplificado las contradicciones de clase. Toda la sociedad va dividiéndose, cada vez más, en dos grandes campos enemigos, en dos grandes clases, que se enfrentan directamente: la burguesía y el proletariado.

Desde ese momento las clases sociales simplifican sus contradicciones hasta encarnarse en dos extremos de dominación, así como pasan a formar parte de un mismo estamento social u orden social extensivo a toda la economía, y el elemento que las cohesiona y coordina es el dinero y no las relaciones de poder establecidas dentro de la sociedad (no forman diferentes estamentos). Todas las nuevas clases que surgen en el seno del modo de producción capitalista tienen la misma naturaleza mercantil y no forman un nuevo modo de producción. Según Marx, el desarrollo del capitalismo a manos de la burguesía tendría como condición necesaria, tanto por su desarrollo como para su funcionamiento, a la necesidad de un mercado de fuerza de trabajo que haga posible regir los mercados con precios que funcionen como "valores de cambio" universalmente válidos que por acción de la competencia tiendan a orbitar alrededor del "valor", esto es: mensurar el "trabajo socialmente necesario" de cada bien finalmente uniformizado en cantidades de tiempo. Esto implica que la fuerza laboral deba ser remunerada con un precio-salario que no podría corresponder en bienes según a una desconocida cuantía del trabajo total invertido por sus miembros, sino con aquel salario que corresponda únicamente a los bienes necesarios para la reproducción de dicha fuerza de trabajo. Este sistema doble de equivalencias posibilita al mercado desglosar, dentro de los precios, la creación laboral de excedente material total, respecto del excedente material necesario para tasar al trabajador como tal para dicho trabajo. El proceso del capital es así la única forma de descubrir en forma relativa las unidades de tiempo que correspondan a cuantías similares de trabajo tras todos los bienes, siendo esta última medida, según Marx, la necesaria y única posible unidad de medida común subyacente a los valores de cambio o precios, según la ley del valor. Puesto que sólo el trabajo humano puede crear plustrabajo (esto es: más trabajo que el requerido para su reproducción), y dado que el presente sistema capitalista mediatiza toda la producción social a través de mercados, dicha ley del valor se vuelve simultáneamente posible y necesaria para poder coordinar su economía con cantidades abstractas de trabajo en forma de tiempo (lo cual transforma el trabajo y plustrabajo en, respectivamente, valor y plusvalor mensurables como cambio monetario regulador de la producción). Lo anterior requiere, por ende, el surgimiento de un nuevo tipo de clase explotada para generar dicho mercado de trabajo: el llamado proletariado. La posibilidad de existencia de este necesario estrato social sin herramientas de producción propias, habría sido producto de un proceso violento llamado acumulación originaria, paralelo pero previo al desarrollo del capital, por el cual las antiguas clases trabajadoras propietarias fueron desposeídas y transformadas en fuerza de trabajo libre, lo que hizo posible así el surgimiento de los capitalistas que las emplearon en un mercado laboral y que las regeneraron en dependencia con el capital. Esta nueva clase carece de propiedad no solo para explotar a una clase que pudiera formarse en su seno, sino que por esto mismo es incapaz en la condición existente de generar un modo de producción donde dicha futura clase explotada surgiera. En la secuencia marxiana de formas de estratificación social, el proletariado implica por ende un momento de ruptura histórico: 

Todas las clases que en el pasado lograron hacerse dominantes trataron de consolidar la situación adquirida sometiendo a toda sociedad a las condiciones de su modo de apropiación. Los proletarios no pueden conquistar las fuerzas productivas sociales, sino aboliendo su propio modo de apropiación en vigor, y, por tanto, todo modo de apropiación existente hasta nuestros días. Los proletarios no tienen nada que salvaguardar; tienen que destruir todo lo que hasta ahora ha venido garantizando y asegurando la propiedad privada existente.

Siendo que la burguesía capitalista es realmente propietaria de jure y de facto de los medios de producción, las clases trabajadoras no deben ser violentadas para ser explotadas, y por esto las clases dominantes ya no están vinculadas a la organización o empleo de la fuerza como en las formas precapitalistas. La explotación ya no es extraeconómica de una clase estamental a otra, sino intraeconómica entre clases de un mismo gran estamento. La clase explotada, a su vez, ya no se encuentra formada por trabajadores transformados por la explotación, sino que sus miembros son en sí mismos generados por la explotación dentro de un modo de producción. Para Marx, sin embargo, el desarrollo del proceso del capital también entra en conflicto con las fuerzas productivas aunque se halle continuamente adaptado a las mismas. En su tratado El capital intentó explicar cómo este proceso fuera del dominio humano, es a la vez autocontradictorio en sí mismo: su realización implica crisis cíclicas, reducción de la cantidad de explotadores, empobrecimiento relativo de los consumidores por sobre la inversión en producción, etc. que exige grados mayores de autodestrucción hasta un punto en el cual requiera la abolición de sí mismo. Esta abolición solo podrá ser llevada a cabo por la clase de los trabajadores que sostienen su existencia, y solo cuando el capital hubiera terminado de desarrollar las herramientas sociales y técnicas (las fuerzas productivas) para que un modo de producción nuevo sea capaz de generarse a partir del capital, cuya construcción sería mediada por una provisional propiedad estatal de los medios de producción (el primer marxismo, representado por Karl Kautsky, suponía que esto sucedería cuando toda la producción se concentrara en una sola empresa que haría inexistente el mercado entre capitalistas, aunque al igual que Marx entendió que solamente se realizaría realmente por fuera del Estado).
El marxismo describió la naturaleza existencial del proletariado como el arma que el capital requiere para su propio fin, y el fin del capital como el final definitivo de la propiedad privada que dio origen a las clases, a la explotación entre clases, al desarrollo de las fuerzas productivas económicas mediante el dominio de unos hombres por otros y, finalmente, el dominio mediante las mercancías del dinero sobre los hombres, esto es: de los intereses económicos incluso sobre los explotadores. Karl Marx consideraba así haber descubierto en el proletariado la negación efectiva ya no solo del capitalismo y de sus clases, sino de la necesidad de propiedad y de estratificación social en todas sus formas, la base del comunismo que hasta entonces era el ideal utópico de la humanidad:

Hay que formar una clase con cadenas radicales, una clase de la sociedad burguesa que no sea una clase de la sociedad burguesa, una clase que sea la disolución de todas las clases, una esfera que tenga un carácter universal debido a sus sufrimientos universales y no reivindique un derecho particular porque no se le ha causado un daño particular sino un daño en sí. Una esfera que no pueda invocar ya un título histórico sino simplemente un título humano […], una esfera, por último, que no pueda emanciparse sin emanciparse de todas las otras esferas de la sociedad y, por consiguiente, sin emanciparlas a todas; que sea, en una palabra, la pérdida completa del hombre y, por lo tanto, sólo pueda reconquistarse a sí misma mediante la recuperación completa del hombre. La descomposición de la sociedad en cuanto clase particular es el proletariado.
El proletariado no tiene propiedad; sus relaciones con la mujer y con los hijos no tienen nada de común con las relaciones familiares burguesas; el trabajo industrial moderno, el moderno yugo del capital, que es el mismo en Inglaterra que en Francia, en Norteamérica que en Alemania, despoja al proletariado de todo carácter nacional. Las leyes, la moral, la religión son para él meros prejuicios burgueses. 
[...] Todas las sociedades anteriores, como hemos visto, han asegurado a sus clases sociales unas condiciones que le permitieran asegurar su existencia. El siervo, en pleno régimen feudal, llegó a miembro de la comuna, lo mismo que el pequeño burgués llegó a elevarse a la categoría de burgués bajo el yugo del absolutismo. El obrero moderno, por el contrario, lejos de elevarse con el progreso de la industria, desciende siempre más y más por debajo de las condiciones de vida del resto de las clases sociales.
Si los autores socialistas atribuyen al proletariado ese papel mundial, no es debido, como la crítica afecta creerlo, porque consideren a los proletarios como a dioses. Es más bien lo contrario. En el proletariado plenamente desarrollado se hace abstracción de toda humanidad, hasta de la apariencia de la humanidad; en las condiciones de existencia del proletariado se condensan, en su forma más inhumana, todas las condiciones de existencia de la sociedad actual.
Se puede decir que la idea de la comunidad de mujeres es el secreto a voces de un movimiento comunista todavía totalmente grosero e irreflexivo. Así como la mujer sale del matrimonio para entrar en la prostitución general, así también el mundo todo de la riqueza es decir, de la esencia objetiva del hombre, sale de la relación del matrimonio exclusivo con el propietario privado para entrar en la relación de la prostitución universal con la comunidad. 
Este primer comunismo, al negar por completo la personalidad del hombre, es justamente la expresión lógica de la propiedad privada, que es esta negación. La envidia general y constituida en poder no es sino la forma escondida en que la codicia se establece y, simplemente, se satisface de otra manera. La idea de toda propiedad privada en cuanto tal se vuelve, por lo menos, contra la propiedad privada más rica como envidia y deseo de nivelación, de manera que son estas pasiones las que integran el ser de la competencia. El comunismo grosero no es más que el remate de esta codicia y de esta nivelación a partir del mínimo representado. [...] La primera superación positiva de la propiedad privada, el comunismo grosero, no es por tanto más que una forma de mostrarse la vileza de la propiedad privada que se quiere instaurar como comunidad positiva.
Segundo: comunismo, en un primer paso, aún de naturaleza política, democrática o despótica; luego, con una superación del Estado, pero al mismo tiempo aún con esencia incompleta y afectada por la propiedad privada, es decir, por la enajenación del hombre. En ambas formas el comunismo se conoce ya como reintegración o vuelta a sí del hombre, como superación del extrañamiento de si del hombre, pero como no ha captado todavía la esencia positiva de la propiedad privada, y menos aún ha comprendido la naturaleza humana de la necesidad, está aún prisionero e infectado por ella. Ha comprendido su concepto, pero aún no su esencia.

Tercero: el comunismo como la superación positiva de la propiedad privada en cuanto autoextrañamiento del hombre, y por ello como apropiación real de la esencia humana por y para el hombre; por ello como retorno del hombre para sí en cuanto hombre social, es decir, humano; retorno pleno, consciente y efectuado dentro de toda la riqueza de la evolución humana hasta el presente. Este comunismo es, como completo naturalismo, a la vez un humanismo, y como completo humanismo, un naturalismo; es la verdadera solución del conflicto entre el hombre y la naturaleza, entre el hombre y el hombre, la solución definitiva del litigio entre existencia y esencia, entre objetivación y autoafirmación, entre libertad y necesidad, entre individuo y género. Es el enigma resuelto de la historia, y sabe que es la solución.

Mientras que la fundamentación de la concepción marxiana de estratificación social se encuentra dispersa a lo largo de la obra de Marx en el tiempo, la descripción de las diferentes formas de estratificación y su desarrollo se encuentran en un texto específico del autor titulado Formaciones económicas precapitalistas, conocido también como los Formen. El historiador marxista Eric Hobsbawm detalla los puntos principales de la aproximación de Marx a la historia con base en el denominado materialismo histórico corregidos a la luz de los descubrimientos arqueológicos actuales.
La mayoría de los trabajos de Karl Marx se ocuparon de la estratificación social, y sobre todo de las clases sociales dentro del capitalismo, pero no proporcionó un análisis sistemático del concepto de clase. El manuscrito en el que Marx estaba trabajando en el momento de su muerte, publicado posteriormente como parte de su trabajo más importante, El Capital, cesa en el punto en que plantea la pregunta "¿Qué constituye una clase?". El concepto de clase de Marx tiene que reconstruirse, en consecuencia, desde el cuerpo de sus escritos como conjunto. Puesto que en los distintos pasajes en los que argumenta la noción de clase no son siempre totalmente coherentes ha habido muchas disputas entre los académicos sobre las intenciones originales del autor. Sin embargo hay un acuerdo casi general sobre los contornos de sus puntos de vista. Ante la pérdida del único momento en que Marx se dio cuenta de la necesidad de una definición didáctica, los estudiosos de su obra han recurrido a las citas pertinentes en el resto de su obra y a concebir los esquemas conceptuales coherentes que se pueden deducir de estos.
Para Marx, en principio, una clase social sería un grupo de personas que tienen una relación común con los medios de producción. Pero esta distinción, aclara Marx, es insuficiente. En principio puede ser subdividida hasta el infinito, y no parece haber una buena razón para detenerse simplemente en la fuente de ingreso, en tanto hacerlo implicaría igualar pequeños con grandes empresarios así como gerentes con obreros: 

La próxima pregunta a responder es ésta: ¿qué forma una clase?, y por ciento que esto se desprende de suyo de la respuesta a la otra pregunta: ¿qué hace que trabajadores asalariados, capitalistas y terratenientes formen las tres grandes clases sociales?
A primera vista, la identidad de los réditos y de las fuentes de rédito. Son tres grandes grupos sociales, cuyos componentes, los individuos que las forman, viven respectivamente de salario, ganancia y renta de la tierra, de la valorización de su fuerza de trabajo, su capital y su propiedad de la tierra.
Pero desde este punto de vista médicos y funcionarios, por ejemplo, también formarían dos clases, pues pertenecen a dos grupos sociales diferentes, en los cuales los réditos de los miembros de cada uno de ambos fluyen de la misma fuente. Lo mismo valdría para la infinita fragmentación de los intereses y posiciones en que la división del trabajo social desdobla a los obreros como a los capitalistas y terratenientes; a los últimos, por ejemplo, en viticultores, agricultores, dueños de bosques, poseedores de minas y poseedores de pesquerías.
[Aquí se interrumpe el manuscrito.]

Así pasa a agregar una condición a la definición: la conciencia de clase. Para que los elementos en común de las fuentes de ingreso sean socialmente relevantes para ser llamadas “clase social” debe ser capaz de aglutinar intereses comunes que superen las diferencias menores entre las mismas:

Cada familia campesina se basta, sobre poco más o menos, a sí misma, produce directamente ella misma la mayor parte de lo que consume y obtiene así sus materiales de existencia más bien en intercambio con la naturaleza que en contacto con la sociedad. La parcela, el campesino y su familia; y al lado, otra parcela, otro campesino y otra familia. Unas cuantas unidades de éstas forman una aldea, y unas cuantas aldeas, un departamento. Así se forma la gran masa de la nación francesa, por la simple suma de unidades del mismo nombre, al modo como, por ejemplo, las patatas de un saco forman un saco de patatas. En la medida en que millones de familias viven bajo condiciones económicas de existencia que las distinguen por su modo de vivir, por sus intereses y por su cultura de otras clases y las oponen a éstas de un modo hostil, aquéllos forman una clase. Por cuanto existe entre los campesinos parcelarios una articulación puramente local y la identidad de sus intereses no engendra entre ellos ninguna comunidad, ninguna unión nacional y ninguna organización política, no forman una clase.

Esta percepción subjetiva de los individuos como clase no sería un solipsismo colectivo, ya que para que dicha conciencia de clase refleje la existencia de una común clase social, dicha conciencia debe basarse en criterios relativos a características comunes en sus relaciones de producción y fuentes de ingreso. La mera solidaridad eventual entre miembros sin ninguna vinculación socioecónomica, por ejemplo, obreros y pequeños comerciantes en un interés compartido, no basta para que ambos grupos puedan pasar a considerarse parte de una sola clase. Para que puedan representarse políticamente como clase deben poder tener al menos una misma fuente de ingreso de algún tipo, de forma que dispongan de una organización común propia y poder sindicalizarse, caso contrario no basta para que compartan un tipo de clase, o sea, una misma fuente de ingreso en común para convertirse en una clase socialmente significativa:

Son, por tanto, incapaces de hacer valer su interés de clase en su propio nombre, ya sea por medio de un parlamento o por medio de una Convención. No pueden representarse, sino que tienen que ser representados. Su representante tiene que aparecer al mismo tiempo como su señor, como una autoridad por encima de ellos, como un poder ilimitado de gobierno que los proteja de las demás clases y les envíe desde lo alto la lluvia y el sol. Por consiguiente, la influencia política de los campesinos parcelarios encuentra su última expresión en el hecho de que el poder ejecutivo somete bajo su mando a la sociedad.

Sin embargo, para suponer la existencia de una mayor cantidad de clases, tampoco basta la existencia de cualquier división de intereses en grupos en conflicto sobre la base de cualquier diferencia menor en común, ya que una condición extra es que se beneficien de su acción en común si esta tiene éxito. Con lo cual no es el conflicto el que genera o da origen a la distinción de clase en la que basan su unidad, sino que es el que "descubre" aquellas categorías de relaciones de producción que son significativas para delimitar las contraposiciones de intereses solidarios entre sí. De esta forma, el conflicto espontáneo no determina pero revela la extensión mínima que subdivide a las diferentes clases sociales en posible relación de explotación:

No se trata de lo que directamente se imagine tal o cual proletario, o incluso el proletariado entero. Se trata de lo que es y de lo que históricamente se verá obligado a hacer por ese ser. Su finalidad y su acción histórica le están trazadas, de manera tangible e irrevocable, en su propia situación de existencia, como en toda la organización de la sociedad burguesa actual.

Karl Marx ha utilizado muchas categorizaciones variables para clasificar las relaciones de producción por la fuente de ingreso, pero esto presupone que las condiciones que las determinan como clases preexisten a su unidad política y a que puedan mancomunarse en conflictos de intereses subjetivamente considerados, con lo cual no es el conflicto el que genera o da origen a la distinción de clase en la que basan su unidad:

[De una parte] los diferentes individuos sólo forman una clase en cuanto se ven obligados a sostener una lucha común contra otra clase, pues de otro modo ellos mismos se enfrentan los unos con los otros, hostilmente, en el plano de la competencia. Y, de otra parte, la clase se sustantiva, a su vez, frente a los individuos que la forman, de tal modo que éstos se encuentran ya con sus condiciones de vida predestinadas; se encuentran con que la clase les asigna su posición en la vida y, con ello, la trayectoria de su desarrollo personal; se ven absorbidos por ella. Es el mismo fenómeno que el sometimiento de los diferentes individuos a la división del trabajo, y para eliminarlo no hay otro camino que la abolición de la propiedad privada y del trabajo mismo. Ya hemos indicado varias veces cómo este sometimiento de los individuos a la clase se desarrolla hasta convertirse, al mismo tiempo, en un sometimiento a diversas ideas, etc.

Si consideramos filosóficamente este desarrollo de los individuos en las condiciones comunes de existencia de los estamentos y las clases que se suceden históricamente y con arreglo a las ideas generales que de este modo se les han impuesto, llegamos fácilmente a imaginarnos que en estos individuos se ha desarrollado el Género o el Hombre o que ellos han desarrollado al Hombre; un modo de imaginarse éste que se da de bofetadas con la historia. Luego, podemos concebir estos diferentes estamentos y clases como especificaciones del concepto general, como variedad del Género, como fases de desarrollo del Hombre.

Marx concluye que la inclusión de los individuos en estamentos y clases solo podrá superarse con el surgimiento de una clase como el proletariado, cuyo conflicto con el resto de las clases no provenga de un interés colectivo especial de sus miembros en su propia clase sino de un interés colectivo inespecífico de liberarse de su propia condición de clase, esto es: un interés mutuo en la existencia de una organización social que carezca de clases, estamentos o estratificación alguna.
Tanto el intento de privatizar la vida política dentro de un mercado atomizado como la de hacer cosa pública la vida civil dentro de un Estado genérico son, para Marx, ideas fútiles. Respecto a la sociedad política del capital, el autor ha hecho sus más incisivos análisis con el caso ejemplar de la Revolución Francesa como fenómeno histórico especial donde se pueden contemplar en sus múltiples aspectos las contradicciones entre lo civil y lo político. En reflexiones dispersas y ciertos trabajos específicos sobre el caso francés, fue donde mejor explicitó su visión sociológica del Estado, sus diferentes burocracias, los dirigentes del Estado, así como de los partidos políticos. También criticó rigurosamente los desvíos jacobinos, especialmente para que no fueran tomados como referencia de los procesos revolucionarios socialistas, y explicó estos "accidentes" obturados del proceso histórico como inevitables eventualidades de ciertos desarrollos económico-políticos anómalos de la sociedad burguesa, que llevaron a la creación y toma del poder de "castas artificiales", así como a la recurrente degeneración del Estado en coto de caza de intereses especiales de los diferentes sectores y clases de la economía capitalista:

Este poder ejecutivo, con su inmensa organización burocrática militar, con su compleja y artificiosa maquinaria de Estado, un ejército de funcionarios que suma medio millón de hombres, junto a un ejército de otro medio millón de hombres, este espantoso organismo parasitario que se ciñe como una red al cuerpo de la sociedad francesa y le tapona todos los poros, surgió en la época de la monarquía absoluta, de la decadencia del régimen feudal, que dicho organismo contribuyó a acelerar. Los privilegios señoriales de los terratenientes y de las ciudades se convirtieron en otros tantos atributos del poder del Estado, los dignatarios feudales en funcionarios retribuidos, y el abigarrado mapa muestrario de las soberanías medievales en pugna fue reemplazado por el plan reglamentado de un poder estatal cuya labor está dividida y centralizada como en una fábrica. La primera revolución francesa, con su misión de romper todos los poderes particulares locales, territoriales, municipales y provinciales, para crear la unidad civil de la nación, tenía necesariamente que desarrollar lo que la monarquía absoluta había iniciado: la centralización; pero al mismo tiempo amplió el volumen, las atribuciones y el número de servidores del poder del Gobierno. Napoleón perfeccionó esta máquina del Estado. La monarquía legítima y la monarquía de Julio no añadieron nada más que una mayor división del trabajo, que crecía a medida que la división del trabajo dentro de la sociedad burguesa creaba nuevos grupos de intereses, y por tanto nuevo material para la administración del Estado. Cada interés se desglosaba inmediatamente de la sociedad, se contraponía a ésta como interés superior, general (allgemeines), se sustraía a la propia iniciativa de los individuos de la sociedad y se convertía en objeto de la actividad del Gobierno, desde el puente, la escuela y los bienes comunales de un municipio rural cualquiera, hasta los ferrocarriles, la riqueza nacional y las universidades de Francia. Finalmente, la república parlamentaria, en su lucha contra la revolución, vióse obligada a fortalecer, junto con las medidas represivas, los medios y la centralización del poder del Gobierno. Todas las revoluciones perfeccionaban esta máquina, en vez de destrozarla. Los partidos que luchaban alternativamente por la dominación, consideraban la toma de posesión de este inmenso edificio del Estado como el botín principal del vencedor.
Es cierto que, en las épocas en que el Estado político brota violentamente, como Estado político, del seno de la sociedad burguesa, en que la autoliberación humana aspira a llevarse a cabo bajo la forma de autoliberación política, el Estado puede y debe avanzar hasta la abolición de la religión, hasta su destrucción, pero sólo como avanza hasta la abolición de la propiedad, hasta las tasas máximas, hasta la confiscación, hasta el impuesto progresivo, como avanza hasta la abolición de la vida, hasta la guillotina. En los momentos de su amor propio especial, la vida política trata de aplastar a lo que es su premisa: la sociedad burguesa y sus elementos, y a constituirse en la vida genérica real del hombre, exenta de contradicciones. Sólo puede conseguirlo, sin embargo, mediante contradicciones violentas con sus propias condiciones de vida, declarando la revolución como permanente. Y el drama político terminaría, por tanto, no menos necesariamente, con la restauración de la religión privada, de la propiedad privada, de todos los elementos de la sociedad burguesa, del mismo modo que la guerra termina con la paz.
Napoleón representó la última batalla del Terror revolucionario contra la sociedad burguesa, también proclamada por la Revolución, y contra su política. Por supuesto, Napoleón ya comprendía la esencia del estado moderno; se dio cuenta de que se basa en el desenvolvimiento sin trabas de la sociedad burguesa, en el libre juego de intereses particulares, etc. Decidió reconocer esta fundación y defenderla. No era un místico del terror. Pero al mismo tiempo, Napoleón seguía considerando al Estado como su propio fin, y a la sociedad burguesa únicamente como un socio capitalista, como un subordinado al que se prohibía toda voluntad propia. Puso en práctica el Terror reemplazando la revolución permanente por la guerra permanente. 

Se afirma, por tanto, como adversario de la fuerza política y literaria de la clase media. Pero, al proteger su fuerza material, engendra de nuevo su fuerza política. Se trata, por tanto, de mantener viva la causa, pero de suprimir el efecto allí donde éste se manifieste. Pero esto no es posible sin una pequeña confusión de causa y efecto, pues al influir el uno sobre la otra y viceversa, ambos pierden sus características distintivas. Nuevos decretos que borran la línea divisoria. [...] La industria y el comercio, es decir, los negocios de la clase media, deben florecer como planta de estufa bajo el Gobierno fuerte. Se otorga un sinnúmero de concesiones ferroviarias. Pero el lumpenproletariat bonapartista tiene que enriquecerse. Manejos especulativos con las concesiones ferroviarias en la Bolsa por gentes iniciadas de antemano. Pero no se presenta ningún capital para los ferrocarriles. Se obliga al Banco a adelantar dinero a cuenta de las acciones ferroviarias. Pero, al mismo tiempo, hay que explotar personalmente al Banco, y, por tanto, halagarlo. Se exime al Banco del deber de publicar semanalmente sus informes. Contrato leonino del Banco con el Gobierno. Hay que dar trabajo al pueblo. Se ordenan obras públicas. Pero las obras públicas aumentan las cargas tributarias del pueblo. Por tanto, rebaja de los impuestos mediante un ataque contra los rentistas, convirtiendo las rentas al 5 por 100 en renta al 4,5 por 100. Pero hay que dar un poco de miel a la burguesía. Por tanto, se duplica el impuesto sobre el vino para el pueblo, que lo bebe al por menor, y se rebaja a la mitad para la clase media, que lo bebe al por mayor. Se disuelven las asociaciones obreras existentes, pero se prometen milagros de asociación para el porvenir. Hay que ayudar a los campesinos: bancos hipotecarios, que aceleran su endeudamiento y la concentración de la propiedad. Pero a estos bancos hay que utilizarlos para sacar dinero de los bienes confiscados de la casa Orleans. No hay ningún capitalista que se preste a esta condición, que no figura en el decreto, y el banco hipotecario se queda reducido a mero decreto, etc.

Más allá de los debates del siglo XX entre diferentes pensadores y corrientes marxistas respecto a la correcta forma de continuar con el pensamiento de Marx de acuerdo a diversas interpretaciones "ortodoxas", "heterodoxas", etc., y especialmente a partir de la cuestión de su utilización ideológica, existiría cierto consenso, tanto entre sus partidarios como entre sus detractores, respecto a que para terminar de comprender correctamente la cosmovisión crítica marxiana de la estratificación social, hay que partir de la base de que sus tesis son, a la vez, parte de un desarrollo abierto y de una necesidad histórica. Por un lado, la revelación de una congruencia entre la lucha efectiva del proletariado contra su propia existencia, el desarrollo cabal de la historia social más allá de las clases, y la plenitud en ésta de la realización personal y general del hombre; por el otro, el descubrimiento de las especificidades de la incipiente verdadera forma de unidad social emancipatoria sin propiedad, que se anuncia en el hecho mismo de la posibilidad de su propia existencia intelectual, como una particular ciencia revolucionaria basada en una crítica práctica que descubra las condiciones materiales para dicha comunidad futura sin contradicciones. Para Marx, la evolución histórica del comunismo en tanto ideal, no culminaría exitosamente hasta su forma madura sino cuando se haya completado en forma cabal el desarrollo del capital, lo cual se presupone implica la posibilidad y necesidad de su realización, siendo que el capital, en su autodestrucción final, es su propia causa. La fundamentación, sistematizada por diversos autores, continúa lo anteriormente analizado sobre los presupuestos que hicieron históricamente necesaria la división social: la sociedad burguesa es aquella que por primera vez implica la creación de acción autoconsciente dentro de la producción social, a diferencia de la producción determinada por la cultura; pero, a la inversa, esta liberación de la racionalidad respecto de la una producción social basada en la tradición cultural, se realiza al precio de que las relaciones dentro del proceso económico y político como un todo operen deslindadas de la voluntad de los seres humanos. El desarrollo tecnológico posibilitará, según Marx, que el valor del conocimiento laboral para coordinar la producción se vuelva superior al valor del trabajo intelectual y físico utilizado: un nivel suficiente de “intelecto general” (general intellect) en los trabajadores que significará la capacidad de articular voluntariamente –y ya no espontáneamente por el proceso de mercado en la circulación– la coordinación de la producción total. Esto debería posibilitar que en la circulación masiva se pueda llegar a medir directamente la utilidad de todos los bienes más por su valor de uso que por su valor de cambio, esto es: que cada uno de los involucrados en toda la producción de una sociedad, que conocen la función directa y la generación de cada bien trabajado, puedan conocer a su vez la misma información respecto a todos los demás bienes de los demás trabajos, y coordinarla libremente como un plan holístico en sus operaciones concretas individuales sin necesidad de una dirección vertical. De esta forma ya no existiría la restricción que hace que cada empresa no pueda pasar cierto límite de crecimiento sin recurrir en última instancia al intercambio mediante un valor cuantitativo para los recursos materiales y trabajos mediante la oferta y la demanda; lo que posibilitaría superar la necesidad de la dirección empresarial y de un interés capitalista regulando al trabajo. Por esto, en Marx, la futura organización social no se basaría ni en el individualismo únicamente ni en el colectivismo únicamente, sino en ambos modificados o bien superados. Basarse en cualquiera de los dos principios para el ordenamiento social requeriría, respectivamente, el predominio bien sea de la propiedad privada o bien de la propiedad pública, lo que conlleva soluciones exógenas (el mercado o el Estado) que presupondrían la permanencia de la distinción y oposición –radicalizada en la modernidad– entre intereses particulares y generales, entre egoísmo y altruismo, fruto de la división social del trabajo. A su vez, dicha rehumanización del orden social tampoco podría regresar a los caracteres precapitalistas de una comunidad arcaica con una producción adaptada a la naturaleza, que excluyera las innovaciones modernas de la burguesía empresarial y la burocracia industrial, sino que asimilaría estos elementos del capitalismo conservándolos esta vez dentro de una extensa comunidad consciente: la expresión individual de la personalidad (pero sin propiedad privada, mercantil o no) y la planificación colectiva de la vida social (pero sin dominio jerárquico, político o no). Por esto el ideario de colaboración social de Karl Marx supera la dicotomía sociológica entre un socialismo contractual y un comunismo tradicional como formas de cooperación igualitaria. Esta "superación" (aufhebung) integra todos los elementos positivos de las diferentes formas históricas de estratificación social, en una comunidad entendida como "asociación libre de trabajadores" por la cual la colaboración consciente y coordinada será a la vez el mayor beneficio inmediato para cada actor individual.

### Max Weber
El sociólogo y economista Max Weber, a partir de la clasificación de Ferdinand Tönnies de los diferentes grupos sociales en societarios y comunitarios, desarrolló el esquema de los tres componentes de la estratificación social: clase, estatus y partido, haciendo hincapié por separado en la cuestión económico-mercantil de la propiedad, la fuente y el nivel de ingresos (la “riqueza”), la cuestión sociocultural del honor y el deber (el “prestigio”), y la cuestión político-militar de la organización del mando, las armas y la fuerza (el “poder”), y tratando estos elementos como fuentes separadas pero relacionadas de poder (respectivamente como disposición de recursos económicos, recursos sociales y recursos políticos) cada uno con diferentes efectos sobre los demás:

En tanto que las «clases» corresponden auténticamente al orden económico, los «grupos de status» se sitúan dentro del orden social, esto es, dentro de la esfera de distribución de «honor». Deste estas respectivas esferas, las clases y los grupos de status se influyen mutuamente, e influyen sobre el orden legal y, a su vez, son influidos por éste. Pero los partidos habitan una mansión de «poder». Su acción se orienta a la adquisición de «poder» social, o sea, influir sobre las acciones comunales, sea cual sea su contenido.

- Clase social (clase): individuos que comparten un componente causal específico para sus oportunidades de vida sobre la base de una particular posesión de bienes y oportunidades de ingresos, lo que implica que dependen de un mercado de productos o de trabajo. En este caso, la mera posesión es decisiva para el destino del individuo sólo cuando este se encuentra situado en un mercado que, sobre la base de intereses funcionales y sin hacer distinciones personales, le ofrece oportunidades en forma de bienes ofrecidos a cambio del intercambio con aquello que tiene el poder patrimonial de disponer, en contraste con lo que puede suceder, por ejemplo, en una comunidad agrícola tradicional basada en el trabajo que ofrece recursos con independencia de los que se pueden aportar. Por ende, para el individuo, la “situación de clase” equivale a su “situación de mercado”, o lo que es lo mismo, el cómo su “relación con la producción y la adquisición de bienes” tiene una demanda concreta en el mercado.[113]

La posición de clase se puede clasificar mediante varios ejes, por lo que se yuxtapone en un mismo individuo la pertenencia a diferentes clases que pueden ser distinguidas según cada categoría: 
a) clase "propietaria" según el tipo de propiedad y fuente de ingreso 
* rentistas, acreedores, etc.
b) clase "lucrativa" según el ingreso y nivel de lucro sobre la base de la valoración de los bienes y servicios en el mercado
* comerciantes, armadores, industriales, empresarios agrarios, banqueros, financieros, etc.
c) clase "social" según ingreso asegurado por el reconocimiento social del rol económico que depende de una ocurrencia típica a lo largo del tiempo de la posición económica
* proletariado en conjunto, pequeña burguesía, élites intelectuales (que no dependen de propiedades o bien propietarias), técnicos especializados, privilegiados por educación, etc.

No hay en este sistema teórico un “interés colectivo” definible a partir de prácticas económicas colectivas, que motive la reacción de los pertenecientes a una clase; lo que existe, en cambio, es la presencia simultánea de intereses personales semejantes en el promedio de los sujetos que ocupan la misma posición. Con estos argumentos Weber rechaza el “empleo pseudocientífico de los conceptos de ʻclaseʼ y de ʻinterés de claseʼ tan usual en nuestros días”. 

Si la acción en común y la acción societal de una clase dependen de condiciones de orden intelectual y del grado de claridad con que se comprendan las relaciones entre causas y efectos de la situación de clase, esto significa que para el fundador de la sociología comprensiva, la posibilidad de la acción está unida, en última instancia, a la actitud racional de los interesados. Sólo en el caso en que los individuos de las clases no privilegiadas sean conscientes de lo que condiciona sus probabilidades diferenciales de vida es esperable una “reacción racional” y no simples actos de protesta discontinuos e irracionales. Esta reacción adopta la forma de una “asociación racional” (por ejemplo, un sindicato) de la que el individuo puede o no esperar determinados resultados. 
La organización de clase aparece así como un contrato o asociación entre individuos que constituye un medio racional, para cada uno de ellos, de modificar las condiciones de realización de sus posibilidades de vida individuales.

Es interesante advertir la relación de estrecho parentesco que existe entre estas ideas y la distinción de cierto “marxismo” entre clase en sí / clase para sí, que se apoya en la “conciencia” como elemento determinante para la división y que por lo tanto tiene connotaciones idealistas. Esta distinción, adoptada por una parte del marxismo y rechazada por otra, halla su fuente en ciertos parágrafos del propio Marx.

- Grupo de estatus (estamento): individuos que comparten una apreciación social por distinciones personales sobre la base de un criterio de honor, positivo o negativo, que posibilita o restringe el acceso a relaciones sociales o bienes ideales o materiales provistos en esas mismas relaciones, que por eso mismo tienden a contener un elemento de poder. Si estos bienes y relaciones son monopolizados por los grupos de estatus nos encontramos en una situación de estratificación por estatus. La “situación de status” equivale a una “situación comunitaria” y relacional personal, que es inseparable del reconocimiento a un tipo de “consumo de bienes” relacionado con un “estilo de vida particular” al que el patrimonio queda vinculado.[116]

El origen de las formaciones estamentales o de estatus se deben principalmente a tres causas: 
i. Por un modo de vida estamental propio, en particular por la naturaleza de la profesión.
ii. Por carisma hereditario a través de pretensiones efectivas de prestigio personal.
iii. Por capacidad de apropiación estamental, como monopolio, de poderes de mando políticos o hierocráticos.

Si bien la división en clases y la división en estamentos coexisten en una sociedad, puesto que se trata de estratos pertenecientes a dimensiones diferentes (económica y social respectivamente), no obstante esto, para Weber es posible calificar alternativamente a una sociedad como “clasista” o como “estamental”, bien sea que su articulación social se realice preferentemente según clases o bien que lo haga según estamentos. Y esto está en íntima relación con el grado de desarrollo del mercado.

En efecto, la organización estamental tiene como consecuencia necesaria la obstaculización de la libre evolución del mercado. Y esto en la medida en que implica, en primer lugar, la posesión monopólica de ciertos bienes por algunos estamentos, garantizada legal o convencionalmente, y por ende la sustracción de los mismos al tráfico libre, y por otro lado, el desprecio por parte del honor estamental de lo que es específico del mercado: el regateo y el lucro. “Toda sociedad estamental es convencional, ordenada por las reglas del tono de vida; crea, por lo tanto, condiciones de consumo económicamente irracionales e impide de esa manera la formación del mercado libre por la apropiación monopolista y por eliminación de la libre disposición sobre la propia capacidad adquisitiva”.

Por definición entonces, el principio estamental y el del mercado se oponen. El orden estamental es contrario a la regulación puramente económica de la distribución del poder; se ve amenazado por ésta –dice Weber–, por el hecho de que el poder puramente económico pueda otorgar el mismo status que el alcanzado en virtud de otros méritos (modo de vida, hábitos, costumbres, ideas). De aquí la frecuente reacción de los miembros de los estamentos privilegiados contra la persecución de la ganancia y el éxito estrictamente económico.

- Partido político (partido): grupo organizado de individuos destinado a ocupar espacios de poder y uso de la fuerza coercitiva dentro de una sociedad. Los partidos u organizaciones políticas representan un alto grado de racionalidad en la acción social: requieren una planificación y sus motivos son estratégicos. Los tipos irracionales de acción social no están completamente excluidos, sin embargo. La tradición, el afecto y la ideología son una parte operativa de los partidos. Weber aclara que “partido” debe entenderse en el sentido más amplio del término: un grupo que se caracteriza por la capacidad potencial de imponer sus intereses decidiendo o influyendo sobre el contenido de los mandatos públicos. No debe acotarse este uso weberiano del término solamente al “partido político” moderno como organización para organizar el personal político directivo del Estado: cualquier organización que cumpla estos requisitos, realizados cabalmente en la definición restringida del partido político moderno, puede a su vez ser considerada un partido en sentido amplio. A su vez los partidos en tanto facciones pueden existir no sólo dentro de un “Estado” sino dentro de un “grupo” social cualquiera en tanto no tenga preasignadas sus relaciones de poder.[118]

Los partidos únicamente son posibles dentro de espacios “societalizados” que no hayan pautado sus vínculos políticos “comunitariamente” o por estatutos, que es la condición para que los puestos de mando no se sustraigan a un “orden racional” y dispongan “de un equipo de personas dispuesto a hacerlo cumplir”. Ya existiendo este último equipo (como es el caso de las burocracias estatales de los estados-nación), los partidos pueden buscar su dominio, teniendo o no la intención de que dicho poder permanezca restringido a expresar las condiciones institucionales de un ordenamiento legal-racional.

Según su organización, determinada sobre todo por la estructura de dominación prevaleciente en la comunidad, los partidos pueden ser de tipo carismático (predomina la fe en el caudillo), tradicional (preeminencia del apego al prestigio social del señor), o racional (adhesión al dirigente y a su cuadro nombrado “con arreglo a la ley”), y esto determina el tipo de obediencia de los partidarios y del cuadro administrativo.

De la misma manera, la adquisición de poder político puede estar en función de atributos de diverso tipo que fundamentan su legitimidad (carismáticos, tradicionales y racionales). Es decir, el poder político, al igual que el poder social, puede ser consecuencia de cualidades no racionales de los individuos, es decir, de cualidades diferentes de las que determinan el poder económico. Sin embargo, hay un tipo de estratificación política que refleja una distribución del poder en función de la racionalidad de las conductas (competencia, eficacia, idoneidad): la jerarquía burocrática correspondiente a la forma de dominación “racional-legal”. 

Aunque Weber reconoce que los partidos pueden ser estamentales o clasistas, es decir, que pueden estar dirigidos predominantemente y de modo consciente por intereses de estamentos o clases, insiste en que esto no es lo que sucede de modo frecuente. En la práctica –subraya– los partidos pueden dirigirse de un modo exclusivo al logro del poder para el jefe y la ocupación de los puestos administrativos en beneficio de sus propios cuadros (partido de patronazgo), o estar orientados por fines objetivos concretos o por principios abstractos (partidos ideológicos = concepciones del mundo).

Los intereses de clase y de estatus interactúan con el ámbito del ordenamiento jurídico, la arena de la política. El poder político es, obviamente, a menudo basado en los intereses de clase y de estatus. En tanto los partidos son las organizaciones del poder, su finalidad es la lucha por la dominación. Los partidos operan habitualmente en el dominio político-legal como un tipo-ideal, ya que las partidos pueden no estar restringidos a este campo. A pesar de que los partidos se basan en la clase y el estatus, por lo general se organizan a través de estas distinciones. Es raro para los partidos que se basen exclusivamente en los intereses de clase o de estatus: dado que el poder político se compone de individuos con un estatus y una clase, los partidos tenderán a reflejar estos complejos patrones de intereses.
Weber aclara que la “situación de clase” está relacionada con la “situación de status” (honor y estilo de vida), pero cual tiende a determinar a cual en el largo plazo dependerá del tipo de estratificación de que se trate.
En las sociedades estratificadas sobre la base de la clase, el mercado como economía integrada por los diferentes tipos de propietarios de recursos productivos contractualmente intercambiables, forma en derredor de sí (sobre la base de su “relación con la producción y su adquisición de bienes”), relaciones comunitarias de estatus y agrupaciones políticas con acceso a los órganos públicos de coerción. 
En las sociedades estratificadas con base en el estatus, las comunidades de pertenencia sobre la base de un honor adquirido o heredado, organizan o condicionan, en forma personalizada (sobre la base de “estilos de vida particulares”), la forma del acceso a los bienes económicos y la legitimación interna de las funciones políticas (cuando estas funciones no se encuentran directamente subsumidas feudalmente en una estructura estamental, basada en obligaciones de parentesco o jurídicas de vasallaje como en el caso de la aristocracia guerrera del occidente medieval). 
El autor no habría llegado a analizar la cuestión de sociedades estratificadas con base en el partido, aunque ya había contemplado, en sus términos, la adulteración del sentido mismo del partido político en los casos en que uno de éstos se convirtiera en la capa superior del Estado. En cuanto al tópico del que luego se daría en llamar totalitarismo, observó el problema de los partidos autocráticos y la tendencia a una independencia anómala de las dirigencias ideológicas, prestando parcial atención al peligro de la subsunción y remodelación del Estado, junto a la corrupción y adulteración total de sus burocracias, por parte de un partido gobernante. Observando la presencia simultánea de ciertas características en este fenómeno, y a su vez encontrando un precedente en la organización de la facción de los güelfos del siglo XII, Weber en gran medida allanó el camino a la ciencia política para el estudio del totalitarismo, tanto respecto al que derivara de la lógica de ingeniería social del jacobinismo, como para los proyectos políticos deliberados de las organizaciones revolucionarias bolcheviques y fascistas. El sociólogo político Reinhard Bendix explica cómo el análisis weberiano sobre la inestabilidad y potencial destrucción del imperio del derecho como consecuencia implícita de la identificación coercitiva de todos los intereses humanos con los deberes ciudadanos (ya analizada por Marx en sus reflexiones sobre el proceso revolucionario francés) ayudó a comprender la lucha social dentro de dicha peculiar estratificación social: allí los conflictos entre grupos de interés, endógenos y exógenos al sistema de partido único totalitario, se resuelven directamente mediante el ejercicio mismo del poder desde los cargos jerárquicos. Por cuanto se ha tornado inexistente la subordinación mutua al marco de reglas de la "dominación legal", las batallas por las jerarquías políticas del régimen se libran mediante una "maraña de maniobras y trucos burocráticos" respecto a las que no es necesario dar cuenta pública. Por otra parte, si bien Weber no se detuvo en el estudio de la negativa vinculación entre, por un lado, esta disolución totalitaria del sistema jurídico bajo un partido de cuadros coercitivo y, por el otro, su ya conocido análisis del liderazgo carismático con una base de masas, sus trabajos han sido igualmente fecundos para ulteriores estudios de este fenómeno contemporáneo del siglo XX.
Respecto a la política por estamentos, Weber examina en detalle cómo incluso en las sociedades clasistas burguesas gobernadas por monarquías absolutas (que heredan la legitimidad tradicional para la preservación de las adscripciones estamentales) muchos miembros de la aristocracia careciendo de riqueza económica tenían sin embargo un fuerte poder político, mientras que muchas familias ricas carecían de prestigio y poder porque no eran parte de la aristocracia hereditaria. Observó además que, contrariamente a la visión usual de Marx, la estratificación clasista se basa en más que en la simple propiedad sobre el capital. Weber se diferencia en que no ve las relaciones de producción como el factor fundamental de este tipo de estratificación: señala como ejemplo cómo los ejecutivos corporativos controlan las empresas de las que normalmente no son dueños: el marxismo usual habría colocado a estas personas en el proletariado a pesar de sus elevados ingresos por virtud del hecho de que venden su fuerza de trabajo en lugar de ser dueños del capital.
En el empirismo social weberiano la evolución histórica de la estratificación social no sigue una lógica de desarrollo (como en Hegel y Marx) sino una irracionalidad interna que solo es necesaria como evento azaroso determinístico (como en Nietzsche y Freud). Los estructuras socioeconómicas, en el materialismo weberiano, no son modos de producción que tengan un desarrollo dialéctico propio ni una relación orgánica entre sus elementos, sino que surgen del entrecruzamiento contingente y azaroso de vectores sociales en un momento y lugar específico. Los ordenamientos sociales, que son causas y consecuencias unos de otros en el tiempo, son episodios históricos que, para Weber como para Marx, se rigen por ciertas condiciones sociales y económicas de posibilidad. Sin embargo, para Weber, la razón de que estos ordenamientos tomen cualquiera de sus limitadas formas posibles, depende no de una necesidad interna, ni de una lógica estructural o determinismo orgánico de sus infraestructuras (ontogenia social unilineal o multilineal), sino de un determinismo caótico e irracional de relaciones causales que no están determinados por sus propias estructuras (filogenia social necesariamente multilineal),  aun cuando dichas estructuras se muevan dentro de ciertos límites posibles sobre la base de sus partes componentes, y aun cuando estas a su vez pudieran seguir cierta racionalidad económica en los medios (como en el caso del capitalismo). La existencia de un camino dado resultante particular en la historia, se explicaría por un pasado previo también particular cuyos elementos formaron una resultante específica, lo cual posibilita en la sociología weberiana un nuevo instrumento de análisis contrafáctico para la comprensión de la historia: imaginar una alteración en el orden de dichos elementos en el pasado y desde este cual habría sido el necesario trayecto futuro. Autores plantean que esto no implicaría indeterminismo físico alguno, ya que la variación de las premisas históricas es imaginable por una variación mínima en la historia entera del mundo material por una modificación desde su origen, que posibiliten un cambio en causas accidentales sin relación necesaria con causas sociológicas, que tengan un efecto causal necesario genético sociológicamente relevante. Como resultado, la visión weberiana de la evolución de la estratificación social es no solo pluricausal (ya que, salvo en su génesis, también es pluricausal el desarrollo en el marxismo), sino que cada una de las causas sigue un trayecto contingente respecto a su estructura interna.
Tanto en Weber como en Marx las estructuras sociales tienen una dinámica propia independiente del pensamiento humano (materialismo social), sin embargo en Weber este materialismo autónomo no sólo se aplica a las infraestructuras económicas sino también a las superestructuras políticas y culturales, dándole así a las causas ideológicas que rigen estas últimas el carácter de autonomía genética, pero quitándole su carácter meramente espiritual regido por motivos y objetivos conscientes (esta visión es a la vez "menos" y "más marxista" que la de Marx). Al mismo tiempo, infraestructuras económicas y superestructuras ideológicas comparten ambas una suerte de necesaria síntesis política entre su carácter institucional y su carácter motivacional:

Ambas [explicaciones] quedan subsumidas en un enfoque teórico-conceptual que se encuentra más allá de las alternativas codificadas en las categorías del "materialismo" o del "idealismo".

El materialismo tiene un peso clave y hasta preponderante en el modelo weberiano, aunque no en una forma similar al modelo marxiano. Se distingue a su vez por no exigir un desarrollo tecnológico-social ni ideológico-cultural que siga una necesidad intrínseca como sucede con las fuerzas productivas de Marx. De la misma forma, en Weber el conflicto social entre estratos o "lucha de clases" también es contingente respecto al desarrollo histórico: 

Como se advierte, la clasificación reserva el calificativo de “social” para aquellos grupos que ocupan un lugar en la escala que no varía con el tiempo o cuyas alteraciones son mínimas. Ello supone que la propiedad es de por sí mudable pues su conservación no está asegurada para siempre. A su vez, se puede formar parte de la clase lucrativa, pero a condición de que los bienes y servicios mantengan su valor en el mercado; de lo contrario, la pertenencia a ese colectivo se suspende. Sin embargo, el proletariado (especialmente el de la industria mecanizada), la pequeña burguesía y la intelligentsia sin propiedad, constituyen clases sociales en el sentido específico del término, dado que sus intereses tienden a homogeneizarse. No obstante, de ello no deriva la lucha de clases: a juicio de Weber, la historia demuestra que quienes poseen propiedad pueden muy bien aliarse con los sectores menos privilegiados. La contradicción de clases tiende a efectivizarse cuando la propiedad se enfrenta al desclasamiento, cuando las acreencias se oponen a las deudas, situaciones que pueden conducir a verdaderas luchas revolucionarias.

Partiendo de esta base, Max Weber resume su visión general de la historia económica y su relación con la estratificación social, y utiliza categorías similares a las marxianas de "producción para el uso" y "producción para el intercambio", como ser las de "economía consuntiva" y "economía lucrativa", para diferenciar los tipos de estructura de clases donde la producción y la circulación se encuentran pautadas de aquellos en los que la producción y circulación se encuentran coordinadas a posteriori por la mediación de un mercado:

Los dos tipos fundamentales de toda economía son la consuntiva y la lucrativa, que si bien se hallan entre sí enlazadas por algunas formas de transición, son en sus puras formas conceptualmente antagónicas. La economía consuntiva implica una acción económica orientada a cubrir las propias necesidades, ya sean las de un Estado, un individuo o una cooperativa de consumo. La economía lucrativa, en cambio, implica una orientación en el sentido de las probabilidades de ganancia y, hablando en términos más concretos, de las probabilidades de ganancia mediante el cambio. [...]
La economía lucrativa desarrolla su actividad económica de modo fundamentalmente distinto que la consuntiva, ya que no se apoya, como ésta, en la utilidad marginal, sino en la rentabilidad (que a su vez depende, en último término, de la constelación de utilidades marginales en los últimos consumidores). [...]
De las consideraciones que hasta aquí hemos enunciado resulta una serie de consecuencias que afectan a los temas peculiares de la historia económica. Esta tiene que investigar, en primer término, el tipo de división y coordinación de las prestaciones. Su primer problema es el siguiente: ¿cómo se hallan distribuidas, especializadas y combinadas las prestaciones económicas en una determinada época, tanto en el aspecto técnico como en el económico y, finalmente, en relación a la ordenación de la propiedad y en combinación con ella? Después de este problema, que a la vez plantea el de las clases y desarrolla, en general, la cuestión de la estructura de la sociedad, debe plantearse otro: ¿trátase del aprovechamiento consuntivo o lucrativo de las prestaciones y probabilidades apropiadas? Inmediatamente se plantea el tercer problema, el de la relación entre racionalidad e irracionalidad en la vida económica. La estructura económica actual se racionalizó en alto grado, especialmente gracias a la generalización de la contabilidad, y en cierto sentido y dentro de determinados límites, toda la historia económica es la historia del racionalismo triunfante, basado en el cálculo. 
En los períodos primitivos es distinto el grado de racionalismo económico. En un principio encontramos el tradicionalismo, que se aferra a lo viejo, a las costumbres heredadas, y las transfiere a otras épocas, aun cuando haga tiempo ya que han perdido su primitiva significación. Sólo con lentitud se llega a superar este estado de cosas. Por esta razón la historia económica tiene que contar, también, con elementos de carácter extraeconómico. Entre éstos figuran: factores mágicos y religiosos —la aspiración a conseguir bienes de salvación; políticos —el afán de poder; estamentales— el anhelo por lograr honores.
En la actualidad la economía, en cuanto actividad lucrativa, es, en principio, económicamente autónoma; sólo se orienta según puntos de vista económicos, y es, en alto grado, racional y calculadora. Pero siempre penetran en esta racionalidad formal fenómenos materiales e irracionales, hechos producidos, ante todo, por la forma de distribución de los ingresos que, en circunstancias, provoca una distribución materialmente irracional de los bienes (por ejemplo, conforme a un criterio material del “mejor abastecimiento posible con mercaderías”); además, por intereses de tipo doméstico y especulativo, que desde el punto de vista del negocio son de naturaleza irracional. Sin embargo, la economía no es el único sector cultural sobre el cual se desarrolla esta lucha de la racionalidad formal con la material. También la vida jurídica la conoce, en la pugna existente entre la aplicación formal del derecho y el sentido material de la justicia. Otro tanto ocurre en el arte: el antagonismo entre arte “clásico” y no clásico, descansa, en definitiva, sobre la pugna que se produce entre la necesidad de expresión material y los medios formales de expresión. 

Por último conviene advertir que la historia económica (y de modo pleno la historia de la “lucha de clases") no se identifica, como pretende la concepción materialista de la historia [de Marx], con la historia total de la cultura. Ésta no es un efluvio, ni una simple función de aquélla; la historia económica representa más bien una subestructura sin cuyo conocimiento no puede imaginarse ciertamente una investigación fecunda de cualquiera de los grandes sectores de la cultura.

La noción de estrato social en Weber es inseparable de la idea de que hay grupos para los cuales su acción colectiva está, en una parte significativa, fundada en intereses respecto a las posiciones en sí mismas que los miembros de esos grupos tienen en la sociedad. 
Max Weber contribuyó a atender la complejización social de occidente en el siglo XX (aparición de capas medias, burocracia, etc) y comprender desde una lógica de la acción social y la racionalidad. Desarrolló una respuesta al enfoque más reduccionista del marco metodológico hegeliano de Marx así como una revisión de la primacía del factor material económico-tecnológico para explicar unívocamente todos los fenómenos culturales en un marco capitalista, a través de su tesis sobre la ética protestante del trabajo por la cual el marco cultural no se puede explicar a partir de las infraestructuras materiales de la economía como reproducción social, sino que debe buscarse cuál es la propia materialidad y dinámica de la superestructura cultural, religiosa y política.
Weber también se ha concentrado sobre la especificidad del orden capitalista a la manera de Lorenz von Stein y de Karl Marx, pero agregando observaciones analíticas y de un desglose detallado de los fenómenos que se dan en su desarrollo y aquellos que explican sus orígenes para que el capital como proceso social surgiera solamente en Occidente a pesar de prácticamente representar el opuesto social de la vida económica y política del comunitarismo feudal propio de Occidente, cuestión que ya había llamado la atención de los autores mencionados. Sobre las condiciones institucionales del funcionamiento unificado de la estratificación social capitalista, Weber resume las premisas de cualquier análisis posible:

Por lo tanto, en una historia universal de la cultura y desde un punto de vista puramente económico, nuestro problema central no es en última instancia el despliegue de la actividad capitalista como tal y que sólo varía en sus formas; ya sea que se trate del capitalismo de tipo aventurero o bien del orientado a la guerra, a la política o a la administración y a sus chances de ganancia. Por el contrario, se trata del surgimiento del capitalismo empresarial burgués con su organización racional del trabajo libre. O bien, poniéndolo en términos cultural-históricos: se trata de la aparición de la burguesía occidental y su idiosincrasia la cual, por supuesto no es simplemente idéntica con la organización capitalista del trabajo, aún cuando esté en estrecha relación con ella. Porque ya existieron “burgueses”, entendidos como miembros de un estamento social, antes del desarrollo del capitalismo específicamente occidental. Aunque, obviamente, sólo en Occidente. Este específico capitalismo moderno occidental está, por de pronto y manifiestamente, co-determinado por las posibilidades tecnológicas. Hoy día, su racionalidad está esencialmente condicionada por la previsibilidad de los factores técnicos decisivos, que son los que constituyen la base del cálculo exacto. Pero esto, en verdad, significa que el condicionamiento proviene de las particularidades de la ciencia de Occidente, en especial de la matemática y de las ciencias naturales fundamentadas de modo experimental y racional. Por su parte y recíprocamente, el desarrollo de estas ciencias y de la tecnología basada sobre ellas recibió y recibe impulsos decisivos de las chances capitalistas relacionadas con las ganancias posibilitadas por su utilización económica.

No obstante, el surgimiento de la ciencia occidental no ha estado determinado por dichas chances. Calcular con números posicionales y realizar ejercicios de álgebra es algo que también se hicieron los hindúes, los inventores del sistema digital posicional que en Occidente se puso al servicio del capitalismo incipiente pero que, en la India, no creó ningún cálculo moderno ni procedimientos de balance. Tampoco la aparición de la matemática y de la mecánica estuvo condicionada por intereses capitalistas. Pero la utilización tecnológica de los conocimientos científicos, decisiva para el estilo de vida de nuestras masas, sí que estuvo condicionada por las ganancias económicas siendo que en Occidente éstas estuvieron justamente basadas sobre dicha utilización. Pero la posibilidad de estas ganancias, a su vez, provino de las peculiaridades del orden social de Occidente. En consecuencia habría que preguntarse de cuales factores peculiares provinieron ya que es incuestionable que no todos tuvieron la misma importancia. Entre los indudablemente importantes están: la estructura racional del Derecho y la administración. Porque el moderno capitalismo empresarial necesita tanto de previsibles medios técnicos del trabajo como del Derecho previsible y de una administración sujeta a reglas formales sin todo lo cual podrán existir capitalismos aventureros, especulativos, comerciantes y todo tipo de capitalismo políticamente condicionado, pero no una empresa racional de economía privada con capital permanente y cálculos seguros. Únicamente el Occidente le ofreció a la conducción económica un Derecho y una administración, con este grado de perfección técnico-jurídica y formal. Habrá que preguntarse, pues: ¿de dónde provino ese Derecho? Junto con otras causas, también existieron, sin duda, intereses capitalistas que allanaron el camino a la hegemonía del estamento jurídico educado en el Derecho racional, tal como lo demuestra cualquier investigación. Pero de ninguna manera estos intereses fueron la única o tan siquiera la principal causa. Menos todavía han creado por sí mismos aquél Derecho ya que, en cuanto a su desarrollo y además de dichos intereses, hubo todavía otros poderes completamente distintos en acción. ¿Y por qué en China o en la India los intereses capitalistas no hicieron lo mismo? ¿Por qué en estos lugares ni el desarrollo científico, ni el artístico, ni el político, ni el económico, tomaron por esos carriles de racionalización que le son propios a Occidente? Es evidente que en todos los casos citados se trata de un “racionalismo” específicamente constituido en la cultura occidental. Sucede, sin embargo, que bajo esta palabra pueden entenderse cosas muy dispares, como lo demostrarán reiteradamente las consideraciones expuestas más adelante. [...] Por consiguiente, nuevamente es cuestión de establecer la especial particularidad del racionalismo occidental –y, dentro de él, del racionalismo occidental moderno– explicando cómo ha surgido. En ese sentido, todo intento de explicación deberá condecirse con la fundamental importancia de la economía y considerar, por sobre todo, las condiciones económicas. No obstante, la inversa relación causal recíproca tampoco debe quedar fuera de consideración.

Aquí el contrapunto con el pensamiento de Karl Marx se hace evidente, y reaparece repetidamente en el texto. Sin embargo, Weber jamás niega su contribución fundamental (de hecho la similitud en cuestiones fundamentales entre ambos autores se vuelve evidente incluso en la forma de las descripciones); por el contrario, el reconocimiento es tal que sin cambiar el marco conceptual marxiano lo asimila en un esquema muchísimo más rico y complejo donde se agregan dinámicas de tipo genético para cada uno de los desarrollos de las estructuras sociales en sus diferentes niveles, sin que por estar interrelacionadas queden "esterilizadas" y subsumidas a las necesidades de un solo proceso con dicha cualidad —en el caso marxiano, el de la infraestructura socio-tecnológica, que además tendría una específica tendencia dominante que debe prevalecer históricamente. Max Weber pareciera llegar a conclusiones similares a los Grundrisse de Marx, al mismo tiempo que fundamentando históricamente una toma de distancia clave respecto a la cuestión cultural:

El actual sistema económico capitalista es como un cosmos extraordinario e inmenso. El individuo nace en él; le es dado como un caparazón en el que debe vivir y al cual, al menos como individuo, le resulta imposible cambiar. En la medida en que el ser aislado se encuentra entrelazado con las interrelaciones del mercado, el sistema le impone al individuo las normas del comportamiento económico. El fabricante que actúe constantemente en contra de estas normas quedará eliminado económicamente con la misma infalibilidad con la que quedará en la calle en calidad de desocupado el trabajador que no pueda o no quiera adaptarse a ellas. Por medio de la selección económica, el capitalismo actual, que ha llegado a dominar la vida económica, educa y se procura los individuos que necesita —tanto empresarios como trabajadores. Es precisamente aquí que resulta posible advertir en concreto las barreras del concepto de "selección" como medio para explicar los fenómenos históricos. Para que pudiese "seleccionarse" la forma de vivir y de trabajar que se adapta a la particularidad del capitalismo —es decir: para que esa forma pudiese triunfar sobre las demás— la misma tuvo que haber existido previamente y no precisamente en individuos aislados sino como una concepción particular sustentada por grupos humanos enteros. Por consiguiente, es este origen el que debe ser esclarecido. Más adelante habremos de referirnos al materialismo histórico ingenuo según el cual esta clase de “ideas” surgen como “reflejos” o “superestructuras” de situaciones económicas. Para nuestro objetivo actual bastará con indicar que, en el país de origen de Franklin (Massachusetts), el "espíritu capitalista" (en el sentido aquí expuesto) ya estaba indudablemente dado antes del "desarrollo del capitalismo" (ya en 1632 surgieron quejas en Nueva Inglaterra, y no así en otros lugares del territorio americano, acerca de la voracidad codiciosa que denotaban ciertos comportamientos). Por el contrario, en las colonias vecinas (que más tarde serían los estados del sur de la Unión Americana), ese espíritu no logró un mayor grado de desarrollo, a pesar de que estos estados recibieron el aporte económico de grandes capitalistas con fines comerciales mientras que las colonias de Nueva Inglaterra surgieron por la obra y por las motivaciones religiosas de predicadores, gente graduada, pequeños burgueses, artesanos y labradores. En este caso, pues, la relación causal sería justamente la inversa de lo que cabría postular desde el punto de vista "materialista". Pero la juventud de semejantes ideas no tiene el desarrollo de una flor y es mucho más espinosa de lo que suponen los teóricos de la "superestructura". El espíritu capitalista, en el sentido en que aquí le hemos dado al concepto, tuvo que imponerse en una dura lucha contra un universo de poderes hostiles. En la antigüedad o en la Edad Media, un criterio como el expuesto en las manifestaciones de Benjamín Franklin, y que halló eco en todo un pueblo, habría sido rechazado como una manifestación de sucia avaricia e innoble actitud, como sucede típicamente hasta en la actualidad en aquellos grupos sociales que aún no se integraron a la economía específica del capitalismo moderno, o que no han logrado adaptarse en un todo a esa economía. Y la razón no está en que, en las épocas precapitalistas, el “afán adquisitivo” fuese desconocido o estuviese sin desarrollar —como tantas veces se ha dicho— o en que la auri sacra fames, la codicia por el dinero, en aquellos tiempos —e incluso hoy mismo— fuese menor fuera del capitalismo burgués que dentro de la esfera específicamente capitalista, tal como se lo imagina la ilusión de los modernos románticos. La diferencia entre el espíritu capitalista y el precapitalista no está en este punto [...]

Respecto a las premisas de la sociedad capitalista y su relación con su particular estratificación social, el autor las contrasta con las estratificaciones históricas en forma amplia y detallada en su obra Historia económica general. Allí enumera seis premisas como sustantivas a partir de una premisa general, que es la de ser un sistema de contabilidad racional para las inversiones de capital, como norma para un mercado que satisface las necesidades de oferentes y demandantes conformando empresas basadas en el lucro que se ocupan de dicha función, y que simultáneamente determinan esas mismas necesidades en tanto medios de subsistencia:

Las premisas de esas empresas son las siguientes: 

1. Apropiación de todos los bienes materiales de producción (la tierra, aparatos, instrumentos, máquinas, etc.) como propiedad de libre disposición por parte de las empresas lucrativas autónomas. Este es un fenómeno bien conocido por nuestra época: sólo el ejército forma, por doquier, una excepción; 
2. La libertad mercantil, es decir, la libertad del mercado con respecto a toda irracional limitación del tráfico; estas limitaciones pueden ser de naturaleza estamental –por ejemplo, cuando los gremios prescriben un determinado género de vida o una homogeneización del consumo-, o bien revisten un carácter de monopolio gremial [...en tal caso cesa la existencia de] un mercado libre del trabajo ni un libre mercado de productos; 
3. Técnica racional, esto es, contabilizable hasta el máximo, y, por consiguiente, mecanizada, tanto en la producción como en el cambio, no sólo en cuanto a la confección, sino respecto a los costos de transporte de los bienes. 
4. Derecho racional, esto es, derecho calculable. Para que la explotación económica capitalista proceda racionalmente precisa confiar en que la justicia y la administración seguirán determinadas pautas. Ni en la época de la polis helénica, ni en los estados patrimoniales de Asia, ni en los occidentales hasta los Estuardos pudo garantizarse tal cosa. La arbitrariedad de la justicia regia, con su otorgamiento de mercedes, trajo constantes perturbaciones en los cálculos peculiares de la vida económica; la afirmación según la cual: “El Banco de Inglaterra es adecuado para una república, pero no para una monarquía” respondía de un modo cabal a las circunstancias de la época; 
5. Trabajo libre, es decir, que existan personas, no solamente en el aspecto jurídico sino en el económico, obligadas a vender libremente su actividad en un mercado. Pugna con la esencia del capitalismo –siendo, entonces, imposible su desarrollo–, el hecho de que falte una capa social desheredada, y necesitada, por tanto, de vender su energía productiva, e igualmente cuando existe sólo trabajo libre. Únicamente sobre el sector del trabajo libre resulta un cálculo racional del capital, es decir, cuando existiendo obreros que se ofrecen con libertad, en el aspecto formal, pero realmente acuciados por el látigo del hambre, los costos de los productos pueden calcularse inequívocamente, de antemano; 

6. Mercantilización de la economía, bajo cuya denominación comprendemos el uso general de títulos de valor para los derechos de participación en las empresas, e igualmente para los derechos patrimoniales. En resumen: posibilidad de una orientación exclusiva, en la satisfacción de las necesidades, en un sentido mercantil y de rentabilidad. Desde el momento en que la comercialización se agrega a las demás notas características del capitalismo, gana importancia un nuevo elemento no citado hasta aquí, todavía: el de la especulación. Sin embargo, semejante importancia sólo puede adquirirla a partir del momento en que los bienes patrimoniales se representan por medio de valores transferibles.

En referencia a las principales peculiaridades interdependientes de las sociedades occidentales y a sus causas, Weber se concentra en las características que luego serían tema habitual de la sociología a la hora de analizar la estratificación social moderna: un orden político basado en estados-nación, un orden legal basado en el derecho y un orden económico basado en el capitalismo. Desarrolla su especificidad y naturaleza en párrafos célebres de la introducción general a los "Ensayos sobre sociología de la religión" de 1920 que finalmente serían incluidos en La ética protestante y el espíritu del capitalismo:

De la misma forma y a pesar de que los fundamentos técnicos fueron tomados del Oriente, tampoco se encuentra una solución a la problemática de [...] esa especie de racionalización “clásica” del arte en general — lograda en la pintura a través de la perspectiva lineal y aérea —que el Renacimiento creó entre nosotros. 
En China hubo productos producidos por el arte de imprimir. Pero una literatura diseñada exclusivamente a ser impresa, y cuya existencia se hizo posible sólo gracias a la imprenta; la "prensa" y, sobre todo, las "revistas" —todo eso sólo ha surgido en Occidente. En otras partes (China, Islam) existieron escuelas de altos estudios de todas las clases posibles, incluso algunas superficialmente similares a nuestras universidades, o al menos a nuestras Academias. Pero el cultivo sistematizado y racional de las especialidades científicas, el profesional experto, en el actual sentido culturalmente dominante, sólo se ha dado en Occidente. Sobre todo, el funcionario especializado, esa piedra angular del Estado y de la economía moderna occidental. Para él sólo es dado hallar precursores, pero en ninguna parte y en ningún sentido este funcionario especializado se ha vuelto tan constitutivamente importante para el orden social como en Occidente. Por supuesto, el "funcionario", incluso el funcionario especializado por la división del trabajo, es un fenómeno muy antiguo en las más diversas culturas. Pero, ningún país y ninguna época han conocido, como sucede en el Occidente moderno, ese absolutamente inexorable enclaustramiento de toda nuestra existencia dentro de la estructura de una organización constituida por funcionarios estatales —con formación técnica, comercial y sobre todo jurídica— que tienen a su cargo las funciones cotidianas más importantes de la vida social.
La organización estamentaria de las corporaciones políticas y sociales es algo ampliamente extendido. Pero ya el Estado estamentario, con su rex et regnum, en su sentido occidental, es exclusivo de Occidente. Y solamente Occidente ha producido parlamentos completos, con sus “representantes del pueblo”, periódicamente elegidos, con sus demagogos y con su hegemonía de líderes partidarios en calidad de "ministros" dotados de responsabilidad parlamentaria, si bien, naturalmente, en todo el mundo ha habido “partidos” en el sentido de organizaciones para la conquista y el influenciamiento del poder político.
El “Estado” mismo, como institución política con una “constitución” racionalmente establecida, con un Derecho racionalmente estatuido y con reglas racionalmente determinadas —las "leyes"— orientadoras de una administración a cargo de funcionarios profesionales; es algo que, más allá de todos los antecedentes incipientes de otras partes, sólo ha conocido el Occidente en esta combinación de características decisivas que son esenciales para lo occidental.
Así llegamos también al poder más trascendental de nuestra vida moderna: el capitalismo.
El "impulso emprendedor", el "afán de lucro", la ambición de ganar dinero, la mayor cantidad posible de dinero, todo ello, en si mismo, no tiene nada que ver con el capitalismo. Este afán existió y existe en camareros, médicos, cocheros, artistas, prostitutas, funcionarios corruptos, soldados, asaltantes, caballeros cruzados, tahúres, mendigos —podría decirse que en all sorts and conditions of men, (en toda clase y condiciones de hombres) en todas las épocas de todos los países de la tierra en dónde haya existido la posibilidad objetiva de lucrar. En materia de historia cultural resulta elemental abandonar de una vez por todas esta concepción infantil. El afán de lucro ilimitado no es en lo más mínimo igual a capitalismo; mucho menos igual a su "espíritu". El capitalismo puede incluso identificarse con una morigeración, o al menos con un atemperamiento racional de este impulso irracional. En todo caso, el capitalismo se identifica con el anhelo de obtener una ganancia dentro del marco de la continuidad y la racionalidad de la empresa capitalista; aspira a una ganancia siempre renovada; a una "rentabilidad". Y aspira a ello porque debe hacerlo. Dentro del orden capitalista del conjunto de la economía, una empresa aislada que no se orientase por la posibilidad de obtener rentabilidad estaría condenada a sucumbir.
Establezcamos, para comenzar, una definición algo más precisa de la que por lo común se emplea. Una acción económica "capitalista" será para nosotros por de pronto aquella que se apoya sobre la expectativa de ganancia por medio del aprovechamiento de posibilidades de intercambio; es decir: sobre posibilidades lucrativas (formalmente) pacíficas. El enriquecimiento (formal y realmente) violento tiene lugar según leyes propias y no corresponde (en la medida en que esto se puede prohibir) colocarlo en la misma categoría que el comportamiento orientado (en última instancia) a las posibilidades de una ganancia obtenida por medio del intercambio.
Allí en dónde se persigue racionalmente un ingreso capitalista, la acción se halla orientada por un cálculo de capital. Esto es: el ingreso se halla integrado a una utilización planificada de prestaciones útiles por parte de personas y de cosas consideradas como medios para ese ingreso. Y la integración tiene lugar de tal modo que, en el monto final del balance total calculado, el valor monetario de los bienes poseídos (incluyendo las amortizaciones en el caso de una empresa estable) supere (y en una empresa estable supere constantemente) el "capital"; es decir: el valor estimado en el balance de los medios que hacen posible ese ingreso. 
Es irrelevante si se trata de mercancías in natura entregadas en consignación a un comerciante en ruta, cuyo producto puede derivar, por su parte, en otras tantas mercancías in natura, o de una fábrica cuyos inmuebles, máquinas, reservas monetarias, materias primas, productos elaborados y semi-elaborados, constituyen créditos a los cuales se oponen obligaciones. Lo decisivo siempre es que se calcule una cuenta de capital en moneda; sea esto por medio de una moderna técnica contable o hasta del modo más primitivo y superficial. 
Hay cálculos involucrados en todos los pasos. Hay cálculos previos, tanto al iniciar las actividades —balance o presupuesto inicial— como antes de cada operación unitaria. Hay cálculos en el control y en las auditorías. Hay cálculos posteriores al final de las operaciones a los efectos de determinar cuanto ha surgido como "ganancia". Finalmente hay cálculos en el balance final. En una consignación, por ejemplo, el balance inicial es la determinación realizada por las partes del valor monetario estimado de los bienes entregados en consignación —en la medida en que no consistan ya de dinero— y el balance final es el cálculo de las pérdidas o ganancias al término de las operaciones. En el caso de un procedimiento racional, cada acto del consignatario estará basado sobre un cálculo. 
Que se omita por completo una cuenta o estimación realmente precisa; que se proceda de un modo puramente estimativo o simplemente tradicional y convencional; eso es algo que hasta el día de hoy sucede en cualquier forma de emprendimiento capitalista siempre que las circunstancias no exijan una cuenta exacta. Pero éstos son aspectos relacionados tan sólo con el grado de racionalidad del ingreso capitalista. 
Para el concepto, lo determinante es que la orientación efectiva hacia una comparación entre la evaluación monetaria final y la evaluación monetaria invertida, por más primitiva que sea esta comparación, sea lo que determine decisivamente el procedimiento económico. En este sentido, pues, ha habido “capitalismo” y empresas “capitalistas” –incluso con alguna racionalización de la cuenta de capital– en todos los países cultos de la tierra, al menos hasta dónde sabemos por los documentos económicos existentes: en China, India, Babilonia, Egipto, en la antigüedad helénica, en la Edad Media y en la Moderna. No hubo tan sólo emprendimientos únicos y aislados sino economías enteras orientadas por completo hacia cantidades cada vez mayores de emprendimientos individuales e incluso “empresas” estables y continuas. Aunque precisamente el comercio no tuvo el carácter de nuestras empresas permanentes, siendo que esencialmente se compuso de una serie de emprendimientos individuales y sólo progresivamente –en virtud de sus relaciones internas (orientadas por “ramos”)– ingresó en el comportamiento de los comerciantes a gran escala. En todo caso, la empresa capitalista y también el empresario capitalista, como emprendedor permanente y no tan sólo ocasional, son antiquísimos y estuvieron universalmente difundidos en alto grado. 
Sin embargo, en Occidente, el capitalismo ha adquirido su grado de importancia basándose sobre especies, formas y orientaciones del capitalismo que jamás existieron en otras partes. En todo el mundo, siempre ha habido comerciantes mayoristas y minoristas, locales e internacionales, negocios de empréstitos de todo tipo; han existido bancos con funciones muy dispares pero, pese a todo, fueron, al menos esencialmente similares a las de nuestra banca occidental del Siglo XVI. También estuvieron operativamente bastante difundidos los empréstitos navales, las consignaciones, los negocios y las asociaciones con características similares a las comanditas. Allí en dónde surgieron instituciones monetarias públicas, también apareció el prestamista. En Babilonia, Grecia, India, China, Roma; sobre todo para la financiación de la guerra y la piratería; para suministros y construcciones de toda clase; en la política de ultramar como empresario colonial; como propietario y explotador de plantaciones con esclavos o con trabajadores directa o indirectamente oprimidos; como arrendador de grandes dominios, cargos públicos y, por sobre todo, de recaudaciones de impuestos; para el financiamiento de las campañas electorales de jefes partidarios y de mercenarios para las guerras civiles; y finalmente como “especulador” en chances de valor monetario de toda clase. Esta clase de personajes emprendedores –la de los aventureros capitalistas– ha existido en todo el mundo. Con la excepción de los negocios relacionados con el comercio, el crédito y la banca, estos personajes juzgaron sus oportunidades principales, o bien de un modo puramente irracional, o bien considerando la adquisición por medio de la violencia, especialmente del botín, ya fuese éste ocasional-guerrero o crónico-fiscal. 
El capitalismo de los fundadores de empresas, el de los grandes especuladores, el capitalismo colonial y el moderno capitalismo financiero –tanto el pacífico pero sobre todo el capitalismo específicamente orientado hacia la guerra– presentan incluso en la actualidad occidental estas características, y algunas –sólo algunas– partes del comercio mayorista internacional se le aproximan hoy igual que ayer. Pero, desde la Edad Moderna y aparte de este capitalismo, Occidente ha conocido uno de otra clase, completamente diferente y no desarrollado en ningún otro lugar de la tierra: la organización racional-capitalista del trabajo (formalmente) libre. En otras partes sólo se encuentran etapas previas de este capitalismo. Incluso la organización del trabajo cautivo alcanzó cierto grado de racionalidad sólo en las plantaciones y, en una medida muy limitada, en las ergasterías de la antigüedad. A un grado menor aún se llegó en el régimen de prestaciones personales, o en las factorías instaladas en patrimonios particulares, o en las industrias domésticas de los terratenientes, que utilizaban el trabajo de sus siervos o clientes, a principios de la Edad Moderna. Fuera de Occidente, la existencia del trabajo libre está comprobada con seguridad solamente en casos aislados; incluso en lo referente a actividades que no son sino “industrias domésticas”. Incluso la utilización de jornaleros, algo que naturalmente se encuentra en todas partes, no ha evolucionado hasta llegar a las manufacturas y ni siquiera a una organización racional del aprendizaje del oficio con las características del artesanado del medioevo occidental. Hay muy pocas excepciones y son de estructura muy particular (especialmente: empresas monopólicas estatales) y, en todo caso, muy apartadas de las organizaciones empresariales modernas.
Sin embargo, la organización empresaria racional orientada a las posibilidades que presenta el mercado de bienes –y no a las chances de la violencia política o a las de una especulación irracional– no es el único fenómeno distintivo del capitalismo occidental. La organización racional moderna de la empresa capitalista no hubiera sido posible sin dos importantes elementos de desarrollo adicionales: la separación de lo doméstico y lo empresarial –que directamente domina la vida económica actual– y, estrechamente relacionado con ello, la contabilidad racional por medio de libros contables. La separación geográfica de las ubicaciones destinadas a la industria o al comercio de aquellas destinadas a la vivienda es algo que se encuentra también en otros lados (en el bazar oriental y en las ergasterías de otros ámbitos culturales). También la creación de asociaciones capitalistas con sistemas de cálculo propios se halla en Asia Oriental, en el Oriente y en la antigüedad grecorromana. Pero, frente a la independencia de las empresas industriales modernas, estos casos siguen siendo tan sólo intentos iniciales. Sobre todo porque, o bien faltan por completo, o bien se hallan sólo incipientemente desarrollados los medios intrínsecos de esta independencia que son: nuestra contabilidad empresaria racional y nuestra separación jurídica del patrimonio comercial por un lado y el patrimonio personal por el otro. En otras partes el desarrollo presenta la tendencia a hacer surgir la empresa comercial como parte de una gran administración doméstica de príncipes y terratenientes (del “oikos”); una tendencia que, como ya lo comprendió Rodbertus, es prácticamente contraria a la occidental aún a pesar de cierto parentesco aparente.

En última instancia, todas estas peculiaridades del capitalismo occidental han obtenido su actual significado recién a través de su relación con la organización capitalista del trabajo. Con esto se relaciona incluso lo que suele llamarse “comercialización” –el desarrollo de los títulos de crédito y la racionalización de la especulación; es decir: la Bolsa. Porque sin la organización racional-capitalista del trabajo todo lo mencionado, el desarrollo de la “comercialización” incluido, no tendría por lejos la envergadura que tiene –suponiendo que fuese posible en absoluto; en especial en lo que hace a la estructura social y a todos los problemas específicamente modernos y occidentales que con esta estructura se relacionan. Sucede que un cálculo exacto –que es el fundamento de todo lo demás– resulta posible sólo sobre la base del trabajo libre. Y como –y porque– no tuvo una organización racional del trabajo, así –y por ello– el mundo fuera del Occidente moderno tampoco conoció un socialismo racional. Por cierto que, del mismo modo en que el mundo conoció la economía urbana, la política alimentaria urbana, el mercantilismo y la política providencialista de los príncipes, los racionamientos, la economía regulada, el proteccionismo y las teorías de laissez-faire (en China), también ha conocido economías comunistas y socialistas de distinta índole: un comunismo de raíz familiar, religiosa o militar; organizaciones estatal-socialistas (en Egipto), monopólico-cartelistas y hasta organizaciones de consumo de las más diversas variedades. Pero así como –a pesar de la existencia de privilegios de mercado, gremios, corporaciones y diferenciaciones jurídicas de todo tipo entre la ciudad y el campo– faltó en todas partes, excepto en el Occidente moderno, el concepto de “ciudadano” y el concepto de “burguesía”; del mismo modo faltó también el “proletariado” como clase. Y tenía que faltar pues justamente faltó la organización del trabajo libre como emprendimiento. Existieron desde siempre, por todas partes y en diferentes constelaciones, “luchas de clases” entre estratos de acreedores y deudores; entre terratenientes y desposeídos, siervos, o arrendatarios; entre representantes de intereses comerciales y consumidores o latifundistas. Pero ya las luchas del medioevo occidental entre proveedores artesanos y clientes explotadores aparecen sólo en forma incipiente en otros lados. Y falta por completo la contraposición moderna entre el empresario de la gran industria y el trabajador asalariado libre. Consecuentemente, tampoco pudo existir una problemática de la especie conocida por el moderno socialismo.

Respecto a la resolución de la estratificación social como causa de conflicto, la cosmovisión weberiana no adhiere a la idea por la cual cualquier forma de estratificación implique una contraposición necesaria de intereses (aun cuando sin embargo los considera inevitables), ni que tampoco estén todos los conflictos de intereses vinculados necesariamente a la existencia de una u otra forma de explotación, separando así ambas cuestiones y tratándolas por separado. 
Max Weber analiza la solución que el socialismo (particularmente el estatal bolchevique) ofrece a la estratificación social, posibilitando estudios ulteriores que fueran más allá del marxista o de la autolegitimación leninista de la partidocracia, así como posibilitó una mejor comprensión del carácter genético del rol político en la misma de acuerdo al funcionamiento carismático de las élites revolucionarias. El autor le dedica dos críticas principales al “socialismo científico” en su aspecto colectivista, al menos en su interpretación estatal leninista y de tipo jerárquico-militar, dejando explícitamente a un lado la visión marxista clásica cuya viabilidad empírica concede pero que exigiría, según el autor, la espera de un desarrollo todavía inexistente del socialismo y cuyo surgimiento a partir del “período de transición” estatista no estaría explicitado en el Manifiesto Comunista de 1848. La primera crítica, que parte de un análisis sociopolítico, argumenta que el colectivismo de Estado requiere una organización industrial vertical de la sociedad y una fusión sin contrapesos de las burocracias empresariales otrora sujetas al mercado y las burocracias políticas con poder de dictaminar legislativamente la distribución de la propiedad, forzando a no operar con criterios de ganancia o monetarios, o a convertir la búsqueda de ingresos de cada empresa del cartel colectivo en una esclavitud general para la clase obrera en beneficio de una clase de empleados públicos y de la sociedad política del Estado monopolizado por un partido dirigente enemistado con el sindicalismo obrero natural y basado en un círculo de intelectuales revolucionarios ajenos o por encima de la racionalidad administrativa de una burocracia en su precisa definición weberiana, así como un nuevo tipo de liderazgo carismático intermediado por la manipulación política de una organización totalitaria. La segunda crítica conocida de carácter socioeconómico fue resumida en diferentes secciones a lo largo de su texto "Categorías sociológicas fundamentales de la vida económica" de 1919, el cual formaría luego parte de su obra magna Economía y sociedad, y que sería precursora de las críticas similares de Ludwig von Mises en 1920 y Boris Brutskus en 1921, que apuntaron a los problemas irresolubles de coordinación implícitos en la anulación del cálculo económico en una sociedad industrial de producción de masas si se reemplaza a su "cálculo monetario", también llamado "cálculo en dinero", por una planificación jerárquica incapaz de centralizar la información así como por ende fútil para poder realizar un "cálculo natural", también llamado "cálculo in-natura" o "cálculo en especie" (que sólo se torna posible en economías también "naturales" de escala reducida, como las comunales de aldea, villas, etc. así como sus componentes, las economías domésticas o familiares); así también Weber se adelantó a las críticas posteriores de Boris Brutskus en 1934 y Michael Polanyi en 1935, respecto a los problemas de un cálculo económico monetario basado en otros criterios disociados del beneficio (como el que se utilizaría en los modelos post-bolcheviques de economías de empresas estatales guiadas por "metas de producción" imposibilitando el lucro privado sin expropiación) que bajo una organización capitalista demarca la escala adecuada de las propiedades y desde allí el uso y tamaño de las empresas como unidades racionalmente organizadas de producción. Ambas críticas llevaron a Weber a una defensa resignada o neutral de la estratificación social burguesa en tanto las condiciones de la producción moderna y de la capacidad de organización económica de la clase obrera no variaran.

### Vilfredo Pareto
Vilfredo Pareto es uno de los primeros sociólogos que, junto con Max Weber, introduce a las élites como un elemento causal genético dentro de la organización social. Sin embargo estas élites son descritas en términos estructurales dentro de la organización social, y no contingentemente respecto a la misma ni capaz de modificarla en forma voluntarista. Las élites no surgen a partir de la mera voluntad de individuos aislados de generar organización que detenta poder, sino que son aunque tengan esta capacidad deben ser a su vez producto de estructuras previas, sociales e ideológicas, que se tienden a desarrollar dentro de la estructura social y que luego pueden llevar su organización consciente del poder hasta su ejecución:

La sociedad se divide en grupos heterogéneos y clases pero dentro de los grupos y clases y entre grupos y clases hay una intensa circulación vertical y horizontal. Los grupos y las clases están en conflicto, pero también hay una lucha dentro de estos grupos y clases. La parte del grupo o clase que trata de garantizar la hegemonía sobre su propio grupo o de su propia clase, o también a través de todos los grupos y todas las clases, se llama la élite. La teoría de la élite pretende ser una generalización de la teoría de la lucha de clases.

Los individuos que muestran una gran capacidad en las respectivas ramas de la actividad social constituyen la capa superior, por lo general toma forma en los que gobiernan, mientras que el resto forman la capa inferior, a la que pertenecen los gobernados. Esta estratificación de la sociedad, corroborada también por la distribución de la teoría de la riqueza, se basa en la naturaleza de los hombres, en el papel de la fecundidad y la mortalidad de los grupos sociales y en una serie de otros factores; no es el producto de las fuerzas económicas o de capacidades organizativas especiales. La desigualdad de estatus entre el hombre está determinado sobre todo por la posesión de ciertas «capacidades» en la realización de cualquier actividad humana. La «capacidad» es la disposición natural del individuo para sobresalir en una actividad en particular. Es dudoso que estas «capacidades» existan en la naturaleza en el estado de determinismos ciegos. Son más bien el producto de las interacciones sociales y las operaciones de socialización. Pareto a veces habla del peso del origen social y de la técnica de la corrupción como medio para personas «incapaces» que acceden o se encuentren en la élite, pero él está convencido de que la condición normal es y sigue siendo la «capacidad personal» socialmente formada.

Las élites pueden sobrevivir y seguir adelante siempre que se renueven continuamente, eliminando los elementos degenerados y aceptando nuevos elementos en ciertas proporciones dentro de ellos. La circulación entre la capa inferior y la capa superior –la movilidad– ante todo debe ser vertical, hacia arriba, pero también debe ser baja. No hay movilidad cuando no es simplemente la asimilación o la cooptación. El movimiento es, por tanto, sinónimo de equilibrio y de la ley que rige la continuidad y la formación de las élites está sujeta a un tipo de anaklasis o refracción. A pesar de que las élites pueden desaparecer por diversas razones (destrucción biológica, el cambio psicológico en las actitudes, la decadencia), hay dos maneras de mantener la estabilidad y la continuidad social: la eliminación de los que la ponen en duda y por lo tanto ponen en peligro el orden social y la existencia de la élite, y/o la absorción de los elementos de la clase regulada que puede ser útil o utilizable. Este proceso de endósmosis, por el cual los elementos de la clase gobernada vienen a formar parte de la aristocracia del poder, es «el fenómeno de la circulación social». La élite capaz es la que se renueva y rejuvenece continuamente. Puede suceder que los que se oponen a la élite, con el fin de eliminar a sus adversarios en el poder, hagan uso del descontento de las clases reguladas o bien utilicen la intervención extranjera. La clase en el poder entonces tiene que defenderse. Astucia y la fuerza son necesarias, pero también es necesario obtener el consenso de la clase pasiva gobernada.

A su vez, Pareto utiliza su análisis de las élites y la extiende a las clases sociales y otros grupos cuya dinámica usualmente se supondría diferente a la de las élites. En su Manual de economía política introdujo el que luego sería conocido como Principio de Pareto basado en el llamado Índice de Pareto, que explicaría una relación constante y matemática entre dirigentes y dirigidos en todo grupo social. Para analizar estratificaciones sociales de cualquier tipo y en cualquier circunstancia, el autor, por un lado, se centra en la cuestión pura del poder de las jerarquías organizativas así como en la sociología del mando de las mismas, lo que resulta en un continuo donde las clases representan polos que resultan de un continuo; por el otro, al enfocarse en las características de sus miembros, el autor procede a explicar la selección competitiva por los cargos limitados en esas estructuras fijas, mediante una reducción de los individuos a capacidades innatas no afectadas por el contexto social. Los siguientes son los parágrafos del primer capítulo ("Propiedades de los residuos y de las derivaciones") usualmente citados de su obra clásica Forma y equilibrios sociales (que son extractos de su Tratado de sociología general), donde el autor resume sus tesis principales para un análisis basado enteramente en la noción de élite al momento de estudiar la estratificación social, antes de inmediatamente pasar a elaborar en el segundo capítulo ("Forma general de la sociedad") el desarrollo propiamente matemático de su modelo de análisis dinámico de la distribución de funciones directivas y dirigidas del que se vale para entender los agrupamientos sociales en general:

2025. HETEROGENEIDAD SOCIAL Y CIRCULACIÓN ENTRE LAS DIVERSAS PARTES. Varias veces nos hemos detenido en la consideración de esta heterogeneidad, y nos tendremos que ocupar más de ella todavía, ahora que vamos a dirigir nuestro estudio a las condiciones del equilibrio social; es preciso, pues, para no encontrar el camino lleno de obstáculos, que razonemos aquí sobre ella. La heterogeneidad de la sociedad y la circulación entre las diversas partes se podrían estudiar separadamente, pero como en la realidad están unidos los fenómenos correspondientes, será útil estudiarlos juntos para evitar repeticiones. Guste o no guste a ciertos teóricos, es un hecho que la sociedad humana no es homogénea, que los hombres son distintos física, moral e intelectualmente. Pretendemos estudiar los fenómenos reales y, por lo tanto, tenemos que tener en cuenta este hecho. Y también tenemos que tener en cuenta ese otro hecho de que las clases sociales no están, enteramente separadas, ni siquiera en los países donde existen castas, y que en las naciones civilizadas modernas se produce una intensa circulación entre las diversas clases. Es imposible considerar en toda su extensión el tema de la diversidad efe los numerosísimos grupos sociales, y los no menos numerosísimos modos en que se mezclan. Por consiguiente, y en general, como no se puede obtener un máximo, hay que contentarse con el mínimo y procurar hacer más fácil el problema para hacerlo también más tratable. Primer paso por un camino que otro podrá seguir recorriendo. Consideraremos el problema sólo en relación con el equilibrio social y procuraremos reducir cuanto sea posible el número de los grupos y los modos de circulación, reuniendo los fenómenos que se muestran análogos de alguna forma.

2026. Las clases selectas de la población y su circulación. Comencemos por dar una definición teórica del fenómeno, todo lo precisa que sea posible, y luego veremos las consideraciones prácticas que pueden sustituirla, para una primera aproximación. Dejemos enteramente a un lado por ahora la consideración de la índole buena o mala, útil o nociva, loable o reprobable, de los diversos caracteres de los hombres, y atendamos solo al grado que tienen, es decir, si son leves, medianos o grandes, y, más precisamente, qué índice se puede asignar a cada hombre, teniendo en cuenta el grado del carácter considerado.
2027. Supongamos, pues, que en cada rama de la actividad humana se asigne a cada individuo un índice que indique su capacidad, más o menos como se dan las notas en los exámenes de las diversas materias en una escuela. Por ejemplo, al profesional óptimo se le dará 10, al que no logra tener un cliente le daremos 1, para poder dar cero al que es verdaderamente un cretino. A quien ha sabido ganar millones, bien o mal, le daremos 10; a quien gana miles de liras, 6; a quien a duras penas logra no morirse de hambre, le pondremos un 1, y al que está en un asilo de mendigos le pondremos un cero. A la mujer política, que, como la Aspasia de Péneles, la Maintenon de Luis XIV o la Pompadour de Luis XV, ha sabido cautivar a un hombre poderoso y participa en el gobierno de los asuntos públicos que él ejerce, le daremos una nota alta, como 8 o 9 ; a la ramera que satisface solo los sentidos de tales hombres y no influye para nada sobre los asuntos públicos, le pondremos un cero. Al eficaz estafador que engaña a la gente y sabe librarse del Código penal, le pondremos un 8, un 9 o un 10, según el número de primos a los que ha logrado engatusar y el dinero que ha conseguido sacarles; al pobre ladronzuelo que roba un cubierto en una fonda y, para colmo, se deja coger por los carabineros, le pondremos un 1. A un poeta como Carducci le pondremos un 8 o un 9, según los gustos; a un poetastro que hace huir a la gente al recitar sus sonetos le pondremos un cero. Con los jugadores de ajedrez podremos tener índices más precisos, atendiendo a la cantidad y calidad de los partidos que
ha vencido. Y así con todas las ramas de la actividad humana.
2028. Hay que tener en cuenta que razonamos sobre un estado de hecho, no sobre un estado potencial. Si en un examen de inglés uno dice: "Si quisiera, podría saber muy bien el inglés; no lo sé porque no he querido aprenderlo", el examinador le responderá: "El por qué no lo sabe no me interesa nada; usted no sabe y le pongo cero." Si, de modo parecido, se dijera: "Este hombre no roba, pero no porque no sepa, sino porque es un buen hombre", responderemos: "Muy bien, le alabamos por ello, pero como ladrón le pondremos un cero."
2029. Hay quien adora a Napoleón I como a un dios, y quien le odia como al último de los malhechores. ¿Quién tiene razón? Queremos resolver esta cuestión en un aspecto absolutamente distinto. Fuera bueno o malo Napoleón I, lo cierto es que no era un cretino, ni siquiera un hombre insignificante, como hay millones: tenía cualidades excepcionales, y esto basta para que le coloquemos en un grado elevado, pero sin pretender en absoluto prejuzgar la solución de cuestiones que se podrían plantear respecto a la ética de tal cualidad o sobre su utilidad social.
2030. En suma, utilizamos aquí, en general, el análisis científico, que distingue los temas y los estudia separadamente. Siempre en general, hay que sustituir el rigor de las variaciones insensibles de números por las variaciones a saltos de grandes clases, del mismo modo que en los exámenes se distinguen los que son aprobados de los que no son aprobados, o como, refiriéndose a la edad, se distinguen los niños, los jóvenes y los viejos.
2031. Formemos, pues, una clase con aquellos que tienen los índices más elevados en el ramo de su actividad, a la que daremos el nombre (§ 119)
de clase selecta (élite).
2032. Para el estudio que realizamos, el del equilibrio social, es útil aún dividir en dos esta clase, es decir, que separaremos a aquellos que, directa o indirectamente, tienen participación notable en el gobierno, quienes constituirán la clase selecta de gobierno el resto será la clase selecta no de gobierno.
2033. Por ejemplo: un célebre jugador de ajedrez forma parte, ciertamente, de la clase selecta; pero no es menos cierto que sus méritos como ajedrecista no le abren el camino para actuar en el gobierno y, por consiguiente, si ello no se produce por otras cualidades suyas, no forma parte de la clase selecta de gobierno. Las amantes de los soberanos absolutos forman parte a menudo de la clase selecta, bien por su belleza, bien por sus dotes intelectuales; pero solo algunas de ellas, que tenían, además, ese ingenio especial que se requiere para la política, participaron en el
gobierno.
2034. Tenemos, pues, dos estratos en la población, es decir: 1.° El estrato inferior, la clase no selecta, de la que por ahora no indagamos la acción que puede ejercer en el gobierno; y 2.° El estrato superior, la clase selecta, que se divide en dos, a saber: a) La clase selecta de gobierno; b) La
clase selecta no de gobierno.
2035. En la práctica no hay exámenes para asignar a cada individuo su puesto en estas diversas clases, pero se suple por otros medios: por ciertos cartelitos que, en el mejor caso, logran este objeto. Tales cartelitos existen incluso donde hay exámenes. Por ejemplo, la tarjeta de abogado indica a un hombre que debería saber de leyes y que con frecuencia sabe verdaderamente, pero que en ocasiones no sabe nada de leyes. Análogamente, en la clase selecta de gobierno están aquellos que tienen el cartel de cargos políticos no demasiado bajos; por ejemplo, ministros, senadores, diputados, directores generales en los ministerios, presidentes de salas de apelación, generales, coroneles, etc., con las debidas excepciones de quien ha logrado embarcarse entre estos sin tener las cualidades correspondientes al cartelito que ha obtenido.
2036. Estas excepciones son mucho mayores que entre los abogados, los médicos, los ingenieros, o que entre quienes se han hecho ricos con su
propio arte, o que entre quienes destacan en la música, en la literatura, etc., entre otras razones porque en dichas ramas de la actividad humana los cartelitos son obtenidos directamente por cada individuo, mientras que, en la clase selecta, parte de los cartelitos son hereditarios, como, por ejemplo, los de la riqueza. En otros tiempos los había también hereditarios en la parte selecta de gobierno, pero ahora solo quedan los de los soberanos; pero si la herencia ha desaparecido directamente, sigue siendo todavía poderosa indirectamente, y quien hereda un gran patrimonio, fácilmente es nombrado senador en ciertos países o logra que le elijan diputado, pagando a los electores y halagándoles, si es preciso, con demostraciones de entusiasta demócrata, de socialista, de anarquista. La riqueza, los parientes, las relaciones, ayudan también en otros muchos casos y hacen que les pongan el cartelito de la clase selecta en general o de la clase selecta de gobierno en particular a quien no debería llevarlo.
2037. Allí donde la unidad social es la familia, el rótulo del cabeza de la familia sirve también para todos los que la componen. En Roma, quien llegaba a ser emperador, llevaba generalmente a sus libertos a la clase superior, más aún: con frecuencia a la parte selecta de gobierno. Sin embargo, pocos o muchos de estos libertos que tenían participación en el gobierno poseían cualidades buenas, o malas, por las que, por su propia virtud, les fuera bien el cartel que conseguían gracias al favor del César. En nuestras sociedades, la unidad social es el individuo, pero el lugar que este ocupa en la sociedad es útil también a la mujer, a los hijos, a los allegados, a los amigos.
2038. Si todas estas desviaciones del tipo fueran de poca monta, se podrían dejar a un lado, como prácticamente se dejan aparte en los casos en que para ejercer un oficio se prescribe un título. Se sabe que hay personas que tienen tales títulos sin merecerlos, pero, en fin, la experiencia demuestra que, en conjunto, esto puede despreciarse.
2039. Todavía se podría despreciar tales desviaciones, al menos bajo ciertos aspectos, donde se mantuvieran más o menos constantes, es decir, donde variase poco o nada la proporción entre el total de una clase y la gente que tiene el cartel de ella sin tener las cualidades correspondientes.
2040. Por el contrarío, los casos reales que debemos considerar en nuestras sociedades difieren de estas dos. Las desviaciones no son tan pocas que puedan se  despreciadas; su número es variable, y de tal variación se derivan fenómenos de gran peso para el equilibrio social; es preciso, pues, que lo estudiemos deliberadamente.
2041. Además, hay que considerar cómo se mezclan los diversos grupos de la población. Quien pasa de un grupo a otro lleva a este generalmente ciertas inclinaciones, ciertos sentimientos, ciertas aptitudes que ha adquirido en el grupo del que procede, y es preciso tener en cuenta esta circunstancia.
2042. A este fenómeno, en el caso particular de que se consideran solo dos grupos, es decir, la clase selecta y la clase no selecta, se ha dado el nombre de CIRCULACIÓN DE LA CLASE SELECTA (circulation des élites). 
2043. En conclusión, tenemos que atender principalmente: 1.° En un mismo grupo, a la proporción entre el total del grupo y el número de aquellos que forman parte de él nominalmente sin tener los caracteres necesarios para formar parte de él realmente; 2.° Entre los diversos grupos, a los modos por los que tienen lugar los pasos de un grupo al otro, y a la intensidad de este movimiento, es decir, a la velocidad de la circulación.
2044. Hay que notar que tal velocidad de circulación se debe considerar no solo absolutamente, sino también en relación con la demanda y la oferta de ciertos elementos. Por ejemplo, un país que siempre está en paz necesita pocos guerreros en la clase gobernante, y la producción de estos puede ser exuberante para la necesidad. Sobreviene un estado de guerras continuo; hacen falta muchos guerreros, y la producción, aun manteniéndose igual, puede ser deficiente para la necesidad'. Notemos, de pasada, que esta ha sido una de las causas de la destrucción de muchas aristocracias.
2045. Otro ejemplo. En un país donde hay poca industria y poco comercio, la producción de individuos que tienen en alto grado las cualidades requeridas para estos géneros de actividad es exuberante. La industria y el comercio se desarrollan; la producción, aun manteniéndose igual, no está ya a la altura de las necesidades.
2046. No se debe confundir el estado de derecho con el estado de hecho; solo o casi solo, este último importa para el equilibrio social. Hay muchísimos ejemplos de castas cerradas legalmente, en las que, de hecho, se producen infiltraciones a menudo bastante abundantes. Por otra parte, ¿de qué sirve que una casta sea legalmente abierta si faltan las condiciones de hecho que permiten entrar en ella? Si cualquiera puede enriquecerse, forma parte de la clase gobernante; si nadie se enriquece, es como si esta clase estuviera cerrada; y si pocos se enriquecen, es como si la ley estableciera graves obstáculos para el acceso a esta clase. Un fenómeno de este tipo se vio al final del Imperio Romano. Quien se hacía rico entraba en la orden de los curiales; pero muy pocos se hacían ricos. Teóricamente, podemos considerar muchísimos grupos; prácticamente, tenemos que limitarnos por fuerza a los más importantes. Procederemos por aproximaciones sucesivas, pasando de lo simple a lo compuesto.
2047. LA CLASE SUPERIOR Y LA CLASE INFERIOR EN GENERAL. Lo mínimo que podemos hacer es dividir la sociedad en dos estratos, es decir, un estrato superior, en el que suelen estar los gobernantes,_y otro inferior, en el que están los gobernados. Este hecho es tan patente que en todo tiempo se ha impuesto al observador, incluso poco experto, y lo mismo ocurre respecto al hecho de la circulación de los individuos entre estos dos estratos; el propio Platón lo percibió, y lo quiso regular artificialmente (§ 278); muchos han hablado de los "hombres nuevos", de los "parvenus", y hay numerosos estudios literarios sobre ellos. Demos ahora forma más precisa a consideraciones entrevistas hace mucho tiempo. Ya hemos aludido (§ 1723 y sigs. *) a la diversa repartición de los residuos en los distintos grupos sociales y, principalmente, en la clase superior y en la inferior. Tal heterogeneidad social es un hecho que la mínima observación hace conocer.
2048. Las mutaciones de los residuos de la clase I y de la clase II que se producen en los estratos sociales son bastante importantes en relación con la determinación del equilibrio. La observación vulgar los advirtió bajo una forma especial, es decir, bajo la forma de mutaciones, en el estrato superior,
de los sentimientos llamados "religiosos" ; se observó que había épocas en que estos disminuían, y otras en que crecían, y que tales oleadas correspondían a mutaciones sociales notables. De modo más preciso se puede describir el fenómeno diciendo que, en el estrato superior, los residuos de la clase II disminuyen poco cada vez, hasta que, de tiempo en tiempo, son hechos crecer por una marea que parte del estrato inferior.
2049. Hacia el final de la república romana, las clases altas no tenían ya sentimientos religiosos, sino bastante débiles. Tales sentimientos tuvieron un
notable incremento por la incorporación a las clases altas de hombres de las clases bajas, es decir, forasteros, libertos y otros, que el Imperio
Romano introdujo en las clases altas (§ 2549). Un nuevo y fuerte incremento se produjo cuando, en tiempos del bajo imperio, el gobierno pasó a una burocracia procedente de las clases bajas y a una plebe militar; y fue la época en que la prevalencia de los residuos de la clase II se manifestó en la decadencia de la literatura, de las artes y las ciencias y en la invasión de las religiones orientales y, principalmente, del cristianismo.
2050. La Reforma protestante en el siglo xvi, la revolución inglesa en tiempos de Cromwell, la Revolución Francesa de 1789, muestran grandes mareas religiosas que, nacidas en las clases inferiores, sumergen el escepticismo de las clases superiores. En nuestros días, los Estados Unidos de América, donde es intensísimo el movimiento que lleva hacia arriba a los individuos de las clases inferiores, nos muestran un pueblo en el que tienen mucho poder los residuos de la clase II. En él nacen numerosas religiones extrañas y en contraste con todo sentimiento científico, como podría ser la Christian science, y tienen leyes hipócritas para imponer la moral, semejantes a las de la Edad Media europea.
2051. En el estrato superior de la sociedad, en la clase selecta, están nominalmente ciertos agregados, en ocasiones no bien definidos, y que se dicen aristocracias. Hay casos en que la mayoría de los que pertenecen a tales aristocracias tienen, en efecto, los caracteres para permanecer en ellas, y otros en los que un número notable de sus componentes carecen de tales caracteres. Pueden tener participación más o menos grande en la clase selecta de gobierno o bien estar excluidos de ella.
2052. En el origen, las aristocracias guerreras, religiosas, comerciales, las plutocracias, salvadas pocas excepciones que no consideramos, debían sin duda formar parte de la clase selecta y, en ocasiones, la constituían enteramente. El guerrero victorioso, el comerciante que prosperaba, el plutócrata que se enriquecía, eran sin duda alguna hombres que superaban lo vulgar en su actividad. Entonces el cartel correspondía al carácter efectivo; pero luego, con el paso del tiempo, se produjo un distanciamiento, que a menudo fue notable y algunas veces notabilísimo; mientras, por otra parte, ciertas aristocracias que originariamente tenían gran participación en la clase selecta de gobierno acabaron por constituir solo una parte mínima de ella, y esto se produjo principalmente con la aristocracia guerrera.
2053. Las aristocracias no duran. Por las razones que sea, es incontrastable que, al cabo de un cierto tiempo, desaparecen. La historia es un cementerio de aristocracias. El pueblo ateniense era una aristocracia respecto al resto de la población de metecos y de esclavos; desapareció sin dejar descendencia. Desaparecieron las varias aristocracias romanas. Desaparecieron las aristocracias bárbaras. ¿Dónde están, en Francia, los descendientes de los conquistadores francos? Las genealogías de los lores ingleses son muy exactas: quedan poquísimas familias que descienden de los compañeros de Guillermo el Conquistador; las otras desaparecieron. En Alemania la aristocracia actual está constituida, en gran parte, por los descendientes de los vasallos de los antiguos señores. La población de los Estados europeos ha crecido enormemente desde hace varios siglos; es un hecho cierto, muy cierto, que las aristocracias no han crecido en proporción.
2054. No es solo por el número por lo que ciertas aristocracias decaen, sino también por la calidad, en el sentido de que disminuye en ellas la energía y se modifican las proporciones de los residuos que les ayudaron a adueñarse del poder y a conservarlo; pero de esto hablaremos más adelante (§ 2190 y sigs.). La clase gobernante es restaurada no solo en número, sino, y esto es lo que importa, en calidad por las familias que vienen de las clases inferiores, que le aportan la energía y las proporciones de residuos necesarios para mantenerse en el poder. Se restaura también por la pérdida de sus componentes que más han decaído.
2055. Donde uno de estos movimientos cesa, y peor aún si cesan ambos, la parte gobernante va hacia su ruina, que a menudo lleva consigo la de toda la nación. Es causa poderosa de turbación del equilibrio la acumulación de elementos superiores en las clases inferiores, y, viceversa, de elementos inferiores en las clases superiores. Si las aristocracias humanas fueran como las razas elegidas de animales, que se reproducen durante mucho tiempo, aproximadamente con los mismos caracteres, la historia de la raza humana sería enteramente distinta de como la conocemos.
2056. Gracias a la circulación de las clases selectas, la clase selecta de gobierno está en un estado de continua y lenta transformación, fluye como un río, y" la de hoy es distinta de la de ayer. De vez en cuando se observan repentinas y violentas perturbaciones, como podrían serlo las inundaciones de un río, y después la nueva clase selecta de gobierno vuelve a modificarse lentamente: el río, vuelto a su cauce, fluye de nuevo regularmente.
2057. Las revoluciones se producen porque, bien por el entorpecimiento de la circulación de la clase selecta, bien por otra causa, se acumulan en los estratos superiores elementos decadentes que ya no tienen los residuos capaces de mantenerlos en el poder y evitan el uso de la fuerza, mientras que crecen en los estratos inferiores los elementos de calidad superior que poseen los residuos capaces de ejercer el gobierno y que están dispuestos a utilizar la fuerza.
2058. Generalmente, en las revoluciones, los individuos de los estratos inferiores son capitaneados por individuos de los estratos superiores, porque en estos se dan las cualidades intelectuales útiles para disponer la batalla, mientras que les faltan los residuos que son suministrados precisamente por los individuos de los estratos inferiores.

2059. Las mutaciones violentas se producen bruscamente y, por tanto, el efecto no sigue de modo inmediato a la causa. Cuando una clase gobernante o una nación se han mantenido largo tiempo por la fuerza y se han enriquecido, pueden subsistir un poco más todavía sin la fuerza, comprando la paz de los adversarios y pagando no solo con oro, sino también con sacrificios, el decoro y la reverencia de que hasta entonces habían gozado y que constituye un cierto capital. En un primer momento, el poder se mantiene mediante concesiones, y nace el error de que se pueda seguir manteniendo así indefinidamente. Así, el Imperio romano de la decadencia compraba la paz de los bárbaros con moneda y con honores; así, Luis XVI de Francia, tras consumir en un período muy breve el heredado patrimonio de amor, respeto y reverencia casi religiosa por la monarquía, pudo ser, cediendo siempre, el rey de la revolución; así, la aristocracia inglesa pudo prolongar su poder en la segunda mitad del siglo xix hasta la aurora de su decadencia, marcada por el Parliament Bill, a comienzos del siglo xx.

En la ciencia política, la tríada formada por Vilfredo Pareto, Robert Michels y Gaetano Mosca, es considerada la iniciadora de la teoría elitista en ciencia política (en clara oposición a la visión pluralista), y sus autores son descritos por James Burnham, uno de sus sistematizadores, como el grupo de “los maquiavelistas”. El concepto paretiano de élite se ha vuelto un elemento clave en las teorías de la estratificación social y también en la teoría política y económica, sean estas como parte de visiones que secundan o se oponen a la de Pareto respecto a la inevitabilidad del elitismo: Elmer Eric Schattschneider, Charles Wright Mills, Floyd Hunter, G. William Domhoff, Robert Putnam, Thomas R. Dye, Ralf Dahrendorf, Oskar Lange, etc.

### Thorstein Veblen
Thorstein Veblen sentó las bases de la perspectiva de la economía institucional con su crítica de la teoría económica estática tradicional. Por mucho que Veblen fue un economista, también era un sociólogo que rechazó a sus contemporáneos que consideraron a la economía como una entidad autónoma. Veblen, heredero de Gustav von Schmoller, no estuvo de acuerdo con sus colegas, como Karl Marx, Max Weber y en especial Karl Polanyi (a pesar de pertenecer como el autor a la Escuela Histórica Alemana), que creían que en la sociedad mercantil la economía se autonomizó o “desencastró” de las relaciones sociales pautables conscientemente, ya que él, en cambio, creía firmemente que la economía se encontraba incrustada de manera significativa en las demás instituciones sociales. En lugar de separar la economía de las ciencias sociales, Veblen consideraba como estructurales a las relaciones entre la economía y los fenómenos culturales. En términos generales, el estudio de la Economía institucional analiza las instituciones económicas como el proceso más amplio de desarrollo cultural. Mientras que esta particular corriente de institucionalismo socioeconómico, más allá de ciertos herederos como John Kenneth Galbraith, nunca se transformó en una importante escuela de pensamiento económico (a diferencia de las corrientes como el Neoinstitucionalismo y la Nueva Economía Institucional que combinaron elementos del institucionalismo de raigambre marxista y weberiana con los aportes de la microeconomía y de la teoría de la organización), permitió sin embargo a los economistas explorar los problemas económicos desde una perspectiva que incorporara los fenómenos sociales y culturales. También permitió entender la economía como una entidad evolutiva de racionalidad acotada.
La visión de Veblen sobre la estratificación social fue resumida en su obra de finales del siglo XIX, la Teoría de la clase ociosa (1899) en donde estableció que la vida económica de la sociedad moderna está basada en la estratificación social de las sociedades tribales y feudales, más que en el mérito, es decir, en la utilidad social y económica. Ejemplos antropológicos de Thorstein Veblen indican que muchos de los comportamientos económicos de la sociedad contemporánea se derivan de comportamientos correspondientes de la sociedad tribal, en el que los hombres y las mujeres practican la división del trabajo en función de su grupo de estatus: en el alto estatus las personas practican la caza y la guerra, que son económicamente ocupaciones improductivas, mientras que las personas de baja condición practicaron la agricultura y la manufactura, que son económicamente ocupaciones productivas:
- Ocupación

Para Veblen, en una sociedad estratificada, la división del trabajo inherente a la cultura bárbara de la conquista y la dominación, implica ocupaciones intensivas en mano de obra para el pueblo conquistado, y ocupaciones de trabajo ligero para los conquistadores, que de este modo se convierten en la clase ociosa. Por otra parte, eran socialmente poco importantes ocupaciones productivas que eran de mayor valor económico para la sociedad, mientras que tenían más alto estatus las ocupaciones improductivas (la profesión de las armas, el clero, la banca, etc.); no obstante, en aras de la cohesión social, la clase ociosa llevó a cabo de vez en cuando el trabajo productivo que contribuyó al funcionamiento de la sociedad. Sin embargo, ese trabajo era una participación más simbólica en la economía que una producción económica práctica.
- La utilidad económica

En el ejercicio de control político premoderno, la clase ociosa retuvo, según Veblen, su alto estatus social mediante la coerción directa e indirecta, por reservar para sí el oficio de las armas, y así retuvo armas y habilidades militares de las clases sociales inferiores. Tal división del trabajo (utilidad económica) dictó las clases más bajas dependiendo de la clase ociosa, y así establecida y justificada, se perpetúa el papel de la clase ociosa como los defensores de la sociedad contra los enemigos naturales, y sobrenaturales porque el clero también pertenecía a la clase ociosa. En el tiempo, la sociedad contemporánea no reemplaza psicológicamente el estadio tribal de la división del trabajo, sino que simplemente desarrolló diferentes formas de “división del trabajo por status”. Durante el período medieval solamente los nobles terratenientes tenían el derecho a cazar y portar armas como soldados (el estatus y los ingresos eran paralelos). Del mismo modo, en la sociedad contemporánea, los trabajadores cualificados de la clase obrera por lo general se les paga un ingreso, de los salarios, que es inferior a la renta pagada, en el sueldo, a los profesionales educados, ingenieros, gerentes, vendedores, empleados de personal, etc., cuya importancia económica es indirectamente productiva para el conjunto de la sociedad (ingresos y estatus seguirían siendo también paralelos).
- La emulación pecuniaria

Otra tesis de Veblen es que, para conseguir, retener y obtener un mayor estatus social dentro de su clase social, las personas de bajo estatus emulan a los miembros respetados de alto estatus de su clase socioeconómica, consumiendo más del precio normal de los productos por las marcas de bienes y servicios percibidos como productos de mejor calidad en tanto de una clase social más alta. En la lucha por un mayor estatus social, la gente compra productos de alto estatus (bienes y servicios) de los cuales no pueden permitirse el lujo, a pesar de la disponibilidad de productos asequibles, ya que son percibidos como de menor calidad y menor prestigio social y por lo tanto de una clase social más baja. En una sociedad de consumo, el empresario era el último miembro de la clase ociosa, un bárbaro que utilizaba su destreza (visión para los negocios) y las habilidades competitivas (comercialización) para aumentar las ganancias, mediante la manipulación de la oferta y la demanda entre las clases sociales y sus estratos, para los mismos productos a precios diferentes.

### Pitirim Sorokin
El sociólogo Pitirim Sorokin intentó sistematizar todas las formas de estratificación existentes o incluso posibles en cualquier relación social, para luego analizar cuáles son relevantes dentro de una estructura social. Para esto diferenció diversos tipos de vinculación: de superior a inferior, de más alto a más bajo, de dominantes a subordinados, de dirigentes a dirigidos, de privilegiados a descalificados, etc. Así dedujo que no se puede analizar la sociedad como una “estructura de un solo piso” sino en “varios pisos”. Recién de clasificación de los estratos puede pasar a analizarse su carácter de clase, estamento, clase, partido, etc. Su clasificación es densa y compleja y remite a su obra, pero su enumeración resultó de la siguiente forma:
1)	Estratos reales organizados, oficiales y no oficiales, aparentemente organizados, y seudo-estratos nominales, estadísticos (pluralidades)
2)	Estratos intragrupales e intergrupales
3)	Estratos vinculados (abiertos no hereditarios o cerrados hereditarios) y multivinculados (abiertos no hereditarios o cerrados hereditarios) ambos que se subdividen a su vez en solidarios, antagónicos y neutrales.
Luego de clasificarlas por sus características, Sorokin pasó a enumerar a las diferentes formas de percibir los tipos de estratificación social:

La base de su existencia es una distribución dispar de los derechos y privilegios, los deberes y responsabilidades, los valores sociales y las privaciones, el poder y la influencia, entre los miembros de una sociedad. Las formas concretas de la estratificación social son diferentes y numerosas. [...] No obstante, la mayoría de ellas, puede reducirse a tres tipos principales: estratificación económica, política y ocupacional. Por regla general, estas formas están íntimamente relacionadas entre sí. Es común que los que ocupan los puestos superiores en su aspecto, se encuentren también en situación prominente en los demás. [...] Esta es la regla general, aunque hay muchas excepciones a ella. No siempre los hombres más ricos son los que se encuentran en la cúspide de la pirámide política u ocupacional, y no siempre los pobres se hallan en las gradas más bajas de la política o de las ocupaciones. Esto significa que la intercorrelación entre las tres formas de estratificación está muy lejos de ser perfecta, pues las capas de cada forma no coinciden exactamente con las de las otras. [...] Este hecho no nos permiten analizar en forma sucinta las tres formas fundamentales de la estratificación social. Pues para obtener mayor exactitud, hay que analizar cada forma separadamente. 
[...] Cualquier grupo social organizado es siempre un organismo social estratificado. [...] Esto es verdad no sólo con respecto a la sociedad humana, sino también en las comunidades de plantas y animales. [...] La economía primitiva (Urwirtschaft) no es, ni una economía de individuos aislados que buscan alimentos (como piensa K. Bücher) ni una economía de producción comunista o colectivista. Lo que realmente tenemos es el grupo económico compuesto de individuos mutuamente dependientes y económicamente activos, además de las partes más insignificantes del grupo que tienen un sistema de comercio e intercambio privado. Si en muchas tribus la diferenciación económica es muy ligera y las costumbres de ayuda mutua se asemejan al comunismo, eso debe solamente a la pobreza general del grupo. [...] Si no podemos hallar una sociedad no estratificada entre los grupos más primitivos, es inútil tratar de encontrarla entre las sociedades más avanzadas, más numerosas y más complejas. En estas, sin excepción, el hecho de la estratificación es universal. [...] Gradaciones, jerarquías, líderes brillantes, aspiraciones de conjunto, todo esto aparece espontáneamente en donde quiera que se juntan los hombres, ya sea para jugar, para ayudarse mutuamente, por asociación voluntaria o necesidad, o dentro del espacio de pertenencia obligatoria a la gran asociación que es el Estado. [...] Familia, iglesia, secta, partido político, facción, organización comercial, pandilla de bribones, sindicato de obreros, sociedad científica, en resumen, cualquier grupo social organizado está estratificado de acuerdo con su permanencia y organización. [...] Las democracias actuales, lo mismo que las organizaciones socialistas, comunistas, sindicalistas o de cualquier otro tipo, a pesar de sus lemas de igualdad, no constituyen ninguna excepción a la regla general. [...] La organización interna de los diferentes grupos similares que predican la igualdad sustantiva, demuestra que es difícil encontrar en cualquier otra organización una jerarquía tan tremenda y una imposición tan fuerte como entre estos grupos de niveladores. [...] Por lo menos, los mejores y más competentes investigadores del problema están de acuerdo en sus conclusiones sobre el enorme desarrollo de la oligarquía y otras estratificaciones dentro de estos grupos. El enorme afán y necesidad de dominio de numerosos niveladores se hace evidente tan pronto como obtienen la victoria. En dichos casos es común que demuestren una crueldad y desprecio mayor hacia las masas que los antiguos reyes o mandatarios. Esto se ha repetido con toda regularidad en las revoluciones victoriosas, cuando los igualitarios se han convertido en dictadores. Las descripciones clásicas de la situación que nos ofrecen Platón y Aristóteles, sobre la base de las revoluciones sociales de la antigua Grecia, pueden aplicarse literalmente a todos los casos revolucionarios similares, incluyendo el experimento bolchevique.

Finalmente, Sorokin observa la cuestión de la estratificación "interocupacional" u ocupacional dentro de los estratos sociales o transversales a éstos, que le merecen un trato aparte por su complejidad por su división en múltiples unidades de producción, así como la estratificación "intraocupacional" que se da dentro de una jerarquía en cada unidad de producción.

### Talcott Parsons
Para el enfoque funcionalista, la estratificación social debe considerarse como “la ordenación (ranking) diferencial de los individuos humanos que componen un sistema social dado y el orden de superioridad o inferioridad que guardan sobre ciertos aspectos socialmente importantes”.
En este contexto, de acuerdo a Parsons, debe considerarse la evaluación moral como el criterio central que rige la estratificación, de modo tal, que esta corresponde a un sistema de ubicaciones (escalas) ordenado de acuerdo a la valoración (prestigio o desaprobación, como casos extremos) que se realiza en torno a la posición y el actuar de los individuos respecto a aspectos considerados socialmente significativos. La estratificación es entonces para Parsons una valoración: es la atribución de un valor cualquiera dentro de una escala de estratificación al individuo, valor que corresponde al reconocimiento de lo que este aporta al sistema, es decir, de su función en el sistema.
En la medida en que un sistema está estratificado según las contribuciones que sus integrantes le aporten, es esperable una correlativa diferenciación en las recompensas obtenidas. El principio que regula es el de que la recompensa sea proporcional al mérito. En otras palabras, la posición en la jerarquía de la escala de estratificación social equivale a una recompensa, y esta depende del mérito de cada individuo perteneciente al sistema.
Se infiere por lo tanto que cierta desigualdad es necesaria porque contribuye a que las posiciones más importantes sean ocupadas por las personas más cualificadas. Esta idea tiende a justificar las desigualdades institucionalizadas, consiste en presentar los beneficios, el poder y el prestigio como recursos adquiridos legítimamente por los individuos sobre la base de sus cualidades y esfuerzos. Es necesario que lo que aparece como beneficio, poder, prestigio y privilegio personales, sea concebido como la recompensa legítima por un esfuerzo adecuado. Y que los demás se convenzan de que la miseria, el desprecio y la impotencia que les corresponde en el reparto son la justa remuneración de la pequeña parte que sus modestos talentos les permiten tomar en el progreso de la especie humana.

### Charles Wright Mills
Charles Wright Mills revisó e incorporó a las ideas marxistas el análisis de Vilfredo Pareto y Gaetano Mosca para analizar la distribución del poder en Estados Unidos. Mientras compartía el reconocimiento de Marx de una clase rica y poderosa dominante, Mills cree que la fuente de ese poder no reside sólo en el ámbito económico, sino también en el ámbito político y militar. Durante la década de 1950, Mills afirmó que casi nadie sabía de la existencia de la élite del poder, y que algunos individuos (incluidos los propios de la élite) desconocían la idea de tal grupo, y otras personas vagamente creían que existía una pequeña formación de una élite de poder. "Algunos individuos prominentes sabían que el Congreso hubiera permitido un puñado de líderes políticos para tomar decisiones críticas sobre la paz y la guerra, y que las dos bombas atómicas fueron lanzadas sobre Japón en nombre de los Estados Unidos, pero ni ellos ni nadie sabían que habían sido consultados".
Los individuos de clase alta que reciben educación de élite suelen tener los antecedentes esenciales y los contactos para entrar en las tres ramas de la élite del poder: la dirección política, el círculo militar, y la élite empresarial
- La dirección política

Mills sostuvo que, antes del final de la Segunda Guerra Mundial, los líderes de las corporaciones se hicieron más prominentes dentro de la esfera política, junto con una disminución en la toma de decisiones el centro entre los profesionales de la política.
- El círculo militar

Durante los años 1950 y 1960, la creciente preocupación por la guerra dio lugar a altos mandos militares y cuestiones relacionadas con financiación de la defensa y la formación del personal militar convertirse en una prioridad dentro de los Estados Unidos. La mayoría de los políticos prominentes y líderes corporativos han sido firmes defensores de los gastos militares.
- La élite corporativa

Mills explica que durante la década de 1950, cuando se reconoció la importancia militar, los líderes corporativos prominentes trabajaron con los militares que dominaban el desarrollo de las políticas. Los líderes corporativos y oficiales militares de alto rango se apoyaron entonces mutuamente el uno del otro.[pp. 274–276]
Mills muestra que la élite del poder tiene un "núcleo interno" compuestos de individuos que son capaces de pasar de una posición de poder institucional a otra; por ejemplo, un prominente oficial del ejército que se convierte en un asesor político o un político poderoso que se convierte en un ejecutivo de una empresa. Estas personas tienen un mayor conocimiento y una mayor amplitud de los intereses que sus colegas. Banqueros y financieros prominentes, que Mills considera casi profesionales intermediarios de los asuntos económicos, políticos y militares, son también miembros del alma central de la élite.[pp. 288–289]

### Pierre Bourdieu
Bourdieu sostiene que las sociedades modernas se subdividen en espacios sociales con reglas propias y autonomía relativa, a los que denomina campos. Los campos son las distintas configuraciones de clases o relaciones sociales. Bourdieu los explica como si fueran una red donde las relaciones son necesarias. Los agentes sociales pueden representarse, de este modo, en un eje de coordenadas, a mayor o menor distancia de los diferentes capitales en juego. Estas posiciones de los individuos funcionan con parejas de oposiciones, p, ej: pobre/rico, valiente/cobarde. Así podemos analizar las diferencias en los individuos, según el campo en el que se encuentren. Bourdieu distingue entre tres principales formas de capital: capital económico, capital social, capital cultural. Más adelante, añadirá a la lista el capital simbólico.

### Erik Olin Wright
Wright considera que, además de los bienes de capital que había considerado Marx, en las sociedades de capitalismo avanzado también podemos hablar de bienes de organización y de bienes de cualificación. Los primeros se refieren a la posición jerárquica en la empresa, mientras que los segundos hacen referencia a las credenciales educativas. Ambos bienes permiten a quienes los detentan explotar al resto de la fuerza de trabajo, pero al mismo tiempo, sus propietarios son explotados por quienes detentan los bienes de capital. Esto hace que las nuevas clases medias se hallen en posiciones contradictorias y que, dependiendo de las características de cada formación social, se orienten más hacia una conciencia proletaria o a apoyar al capital.